# Époque géométrique
Sauf précision contraire, les dates de cet article sont sous-entendues « avant l'ère commune » (AEC), c'est-à-dire « avant Jésus-Christ ».

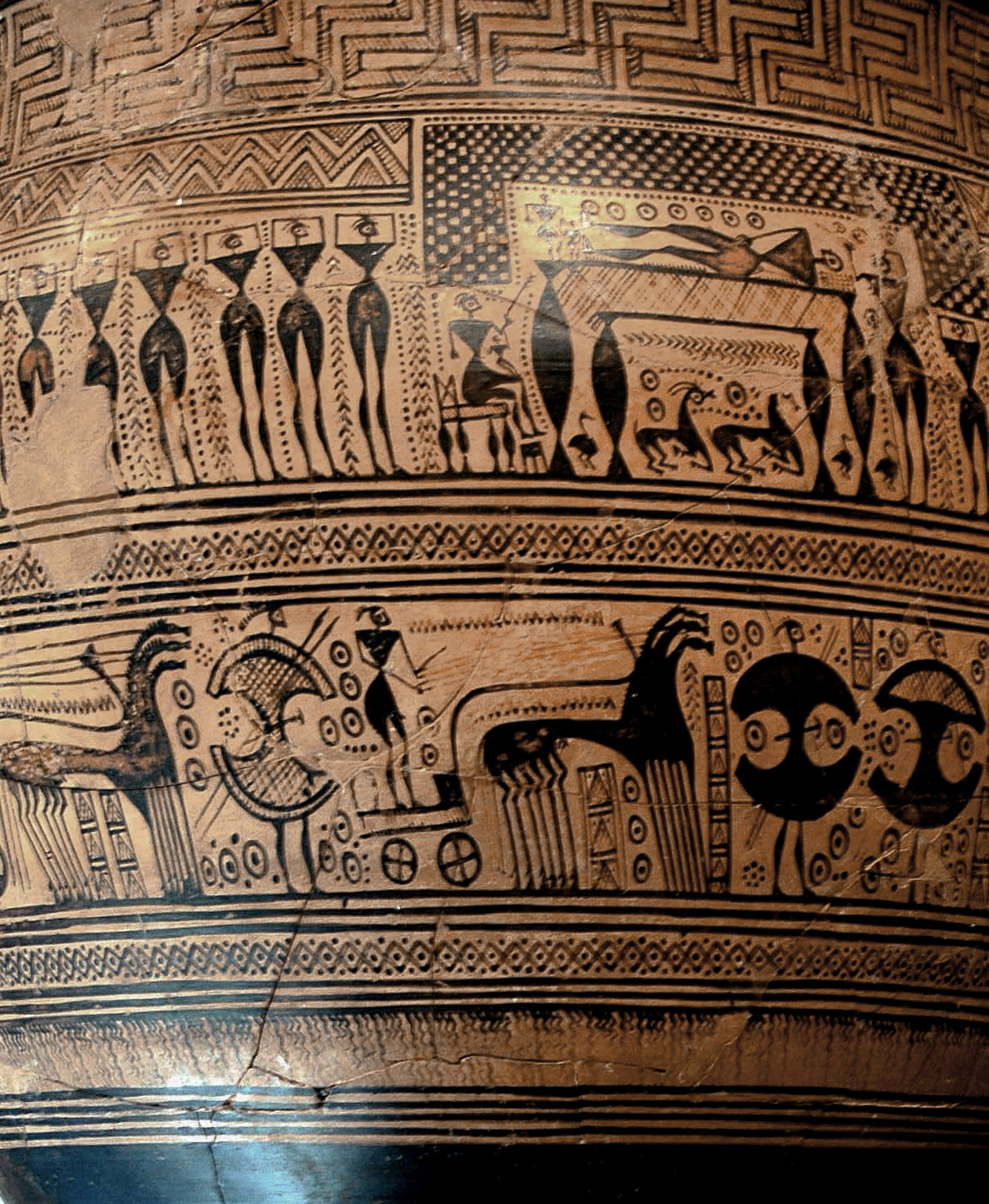
Détail d'un cratère attique du géométrique récent, v. 750-735. Mise en scène du deuil d'une personnalité de haut rang. Registre supérieur: scène de prothesis (exposition du corps); inférieur: procession, chars à 3 chevaux, soldats. Atelier du Peintre de Hirschfeld.
The Met, New York

Localisation des principaux sites archéologiques de la Grèce des siècles obscurs.

L’époque géométrique est une période de l'histoire de la Grèce antique, allant approximativement de 900 à 700 av. J.-C.. Elle constitue la phase finale des « siècles obscurs » (qui n'apparaissent plus si « sombres » que cela pouvait le paraître au milieu du XXe siècle). Elle fait suite à l'époque protogéométrique et précède ou est partiellement la première phase de l'époque archaïque, selon les auteurs, l'époque orientalisante. Elle se distingue par des innovations dans la céramique grecque antique par une prolifération de décors géométriques mais aussi par des formes figuratives stylisées avec une invention étonnante.
C'est une période de paix relative et de prospérité agricole qui se manifeste par l'expansion dans les premières colonies italiennes. L'usage du fer se généralise, et on rencontre actuellement les plus anciens témoins de l'usage de l'alphabet, mais dont les prémices seraient antérieures d'un siècle. La richesse des dépôts funéraires devant certaines tombes très anciennes, voire mycéniennes, semblerait correspondre - surtout après 750 - avec la constitution et la diffusion de l'épopée homérique. Il pourrait s'agir de référents glorieux, pour de nouveaux "aristocrates" qui auraient succédé aux anciens rois en quête d'ancêtres fabriqués sur mesure, afin de justifier de leurs possessions sur de riches terres agricoles. C'est une possibilité, mais l'interprétation de ce phénomène reste en débat. En effet le terme "aristocrate" est inexact pour évoquer des situations sociales diverses lesquelles viennent de faire l'objet d'études novatrices.
La période correspond donc à la fin des « siècles obscurs » (du XIIe au VIIIe siècle av. J.-C.), qui commencent par l'effondrement de la culture mycénienne et s'achève ainsi avec un renouvellement culturel net mais progressif, surtout au VIIIe siècle. Le phénomène le plus déterminant de cette fin de l'Âge du fer est la mise en place de la polis, que l'on traduit approximativement par cité-État : une nouvelle entité politique dans laquelle une part importante de la collectivité prend part aux décisions et à la conduite des affaires publiques.
C'est aussi l'époque du style géométrique dans la céramique. Sa chronologie se fonde sur l'étude complexe de la céramique grecque antique, qui se caractérise, en Attique, en Eubée et en Argolide, par un décor à motifs géométriques divers, denses et rigoureusement tracés, mais aussi avec des scènes figuratives soigneusement composées et pleines d'inventions. L'archéologie cycladique n'est pas en reste: elle révèle, en particulier, à la fin du VIIIe siècle des tendances de fond qui se manifestent aussi à Corinthe : le style orientalisant.
En effet, à partir de la fin du VIIIe siècle la céramique et le bronze géométrique manifestent une certaine proximité avec les cultures orientales et tendent à prendre modèle sur elles - en s'appropriant des motifs ou des effets de style du Moyen-Orient - et avec la naissance d’images mythologiques. Le style orientalisant naît à Corinthe vers 720, mais se retrouve dès 700 dans la colonie italienne de Pithécusse fondée par des Grecs de l'île d'Eubée vers 770. Le grand changement politique du siècle, l’essor de la cité en tant que communauté de citoyens, la polis, se manifeste ainsi par la création de styles nouveaux propres à des cités rivales à la fin de la période, distincts des styles régionaux précédents. Partout ce vaste mouvement d'emprunt et d'assimilation de matériaux culturels venus d'Orient se manifeste à la fin du siècle, mouvement qui caractérise l'époque orientalisante d'environ 725 à 600 av. J.-C.

## Caractéristiques du style céramique

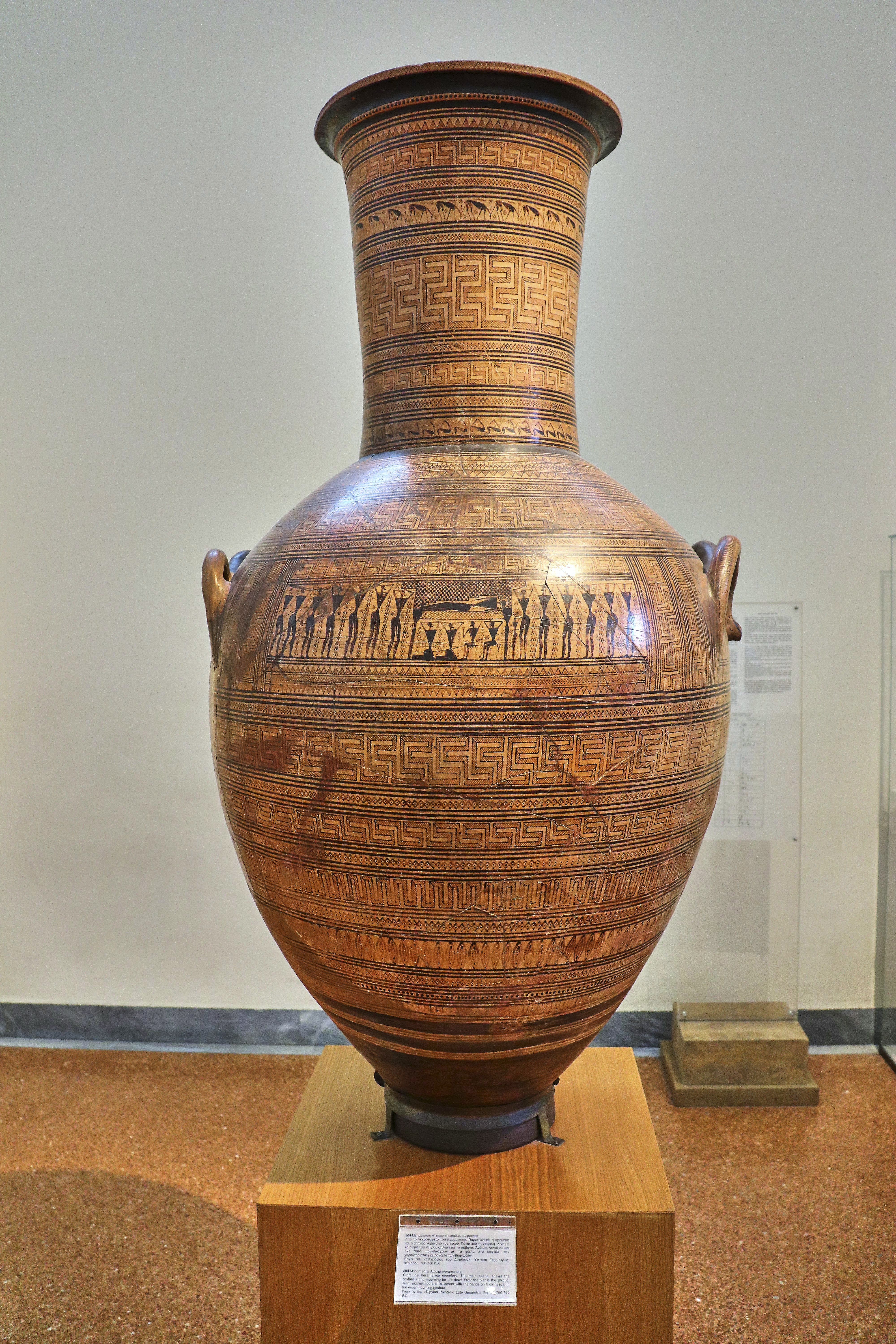
Pithos, amphore attique à la scène de prothesis. Atelier du maître du Dipylon. Vers 760. Géométrique moyen. H. 1.55 m.
Musée national archéologique d'Athènes

### Découpage chronologique
On distingue trois phases suivant les ruptures constatables dans la céramique, en Attique :
- Géométrique Ancien, GA (900-850).
- Géométrique Moyen, GM (850-760), subdivisé en GM I et GM II.
- Géométrique Récent, GR (760-700), subdivisé en GR I (760-735) et GR II, subdivisé lui aussi en GR IIa (735-720) et GR IIb (720-700).

### Généralités
Comme le rappelle Susan Langdon (2008) un livre sur l'art est un livre sur le pouvoir. L'étude de l'art donne l'occasion d'interroger les signes de pouvoir et d'autorité qui apparaissent à cette époque: chevaux, chars, armement prestigieux, autant de signes qui couvrent les céramiques qui nous sont parvenus dédiées à l'élite de cette époque. Ces sociétés nous apparaissent aujourd'hui comme le résultat de l'évolution depuis des groupes instables de villages à « Big Men » et des chefferies plus stables - à l'époque protogéométrique -  qui ont abouti à l'émergence de groupes aristocratiques plus larges, lesquels souhaitent alors signaler leur pouvoir et leur autorité à l'époque géométrique.
En Attique - mais chaque région est différente - de très grands vases, de plus d'un mètre de haut pour certains, pithoi et cratères, servent de marqueurs pour les tombes des aristocrates. Ils font l'objet d'un soin particulier et le décor les recouvre, souvent avec des scènes de cérémonies funéraires. Des artisans spécialisés et manifestement renommés ont laissé une production remarquable : l'atelier du maître du Dipylon et l'atelier du peintre de Hirschfeld. Les vases de cette période déploient un soin rigoureux et une parfaite maîtrise de motifs complexes, ils offrent des solutions plastiques nouvelles et étonnantes, qu'il s'agisse de représenter la profondeur de l'espace ou pour styliser la figure humaine et celle des animaux.
Les grecques ou méandres sont employés dès les premiers temps du Géométrique ancien. Ces nouveaux motifs enrichissent le vocabulaire de la période protogéométrique caractérisé par l'usage de bandes et filets horizontaux, tracés au tour de potier, ainsi que du compas à multiples brosses, ou peigne, toutes les brosses étant d'égale épaisseur et à égale distance les unes des autres. À ce vocabulaire s'ajoutait dès le protogéométrique les croix, triangles et rectangles, damiers, croisillons et les traits simples, zig-zag et chevrons. Ces motifs sont organisés, au géométrique, en frises compactes et superposées, avec des rythmes d'alternances mathématiquement calculées. Le décor tend à recouvrir la totalité de l'espace disponible.

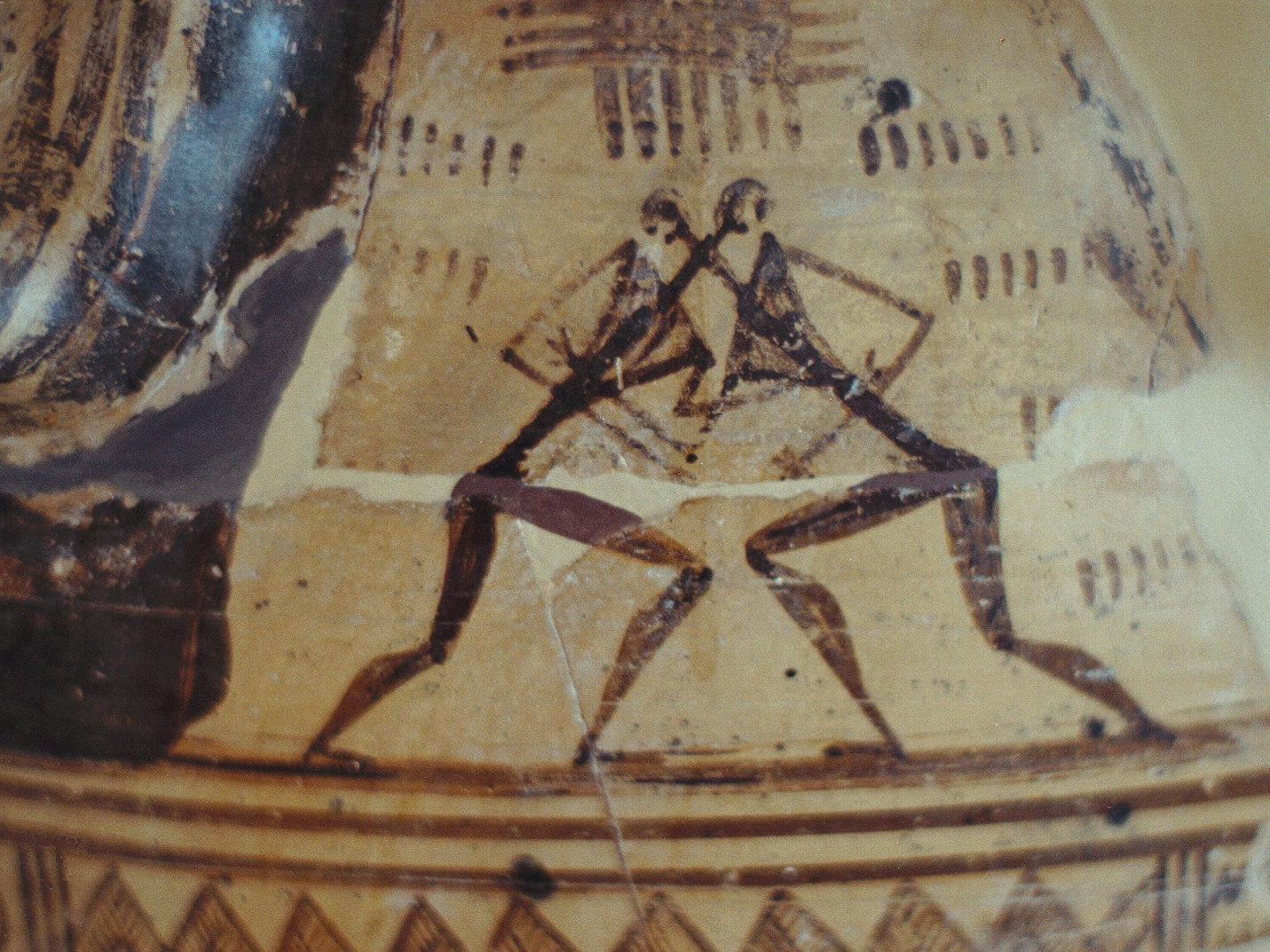
Lutteurs, VIIIe siècle.
Musée Archéologique d'Argos

À ces motifs strictement géométriques viennent s'adjoindre de nombreux motifs figuratifs (végétaux, animaux, humains et objets) très fortement stylisés, qui permettent la composition de scènes complexes. Elles sont d'abord isolées ou répétitives. Dans ce cas, le principe de la répétition en frises et l'alternance qui fonde le style protogéométrique est étendu aux figures, isolées dans un cadre ou en symétrie. Puis sur de grands vases funéraires dédiés aux aristocrates, ces figures "géométrisées" composent des scènes complexes à processions et cortèges : scènes de deuil collectif et compétitions qui accompagnaient les funérailles, comme les courses de chars et l'épreuve du pugillat, laquelle est d'une brutalité bien proche de celle qui sévissait dans les combats guerriers. Certains vases présentent aussi des scènes de combats terrestres ou de batailles navales qui donnent l'occasion de beaux effets de quasi-symétrie. Ces scènes sont toujours situées dans des espaces nettement limités par des aplats ou des filets.
Les solutions trouvées par les peintres pour styliser avec élégance des scènes parfois très complexes témoignent parfois d'une virtuosité exceptionnelle. Ainsi, le Peintre de Hirschfeld, sur les cratères du Musée du Céramique et du Metropolitan Museum, avait à évoquer des attelages de deux et trois chevaux. Or, la solution pour les animaux consistait à les présenter de profil, il se posait alors un problème. L'artiste a su construire une solution unique et parfaite avec un unique corps supportant deux ou trois têtes par un subterfuge graphique étonnant, et avec le nombre de pattes correct.

## Céramiques: les périodes

### Géométrique ancien, 900-850

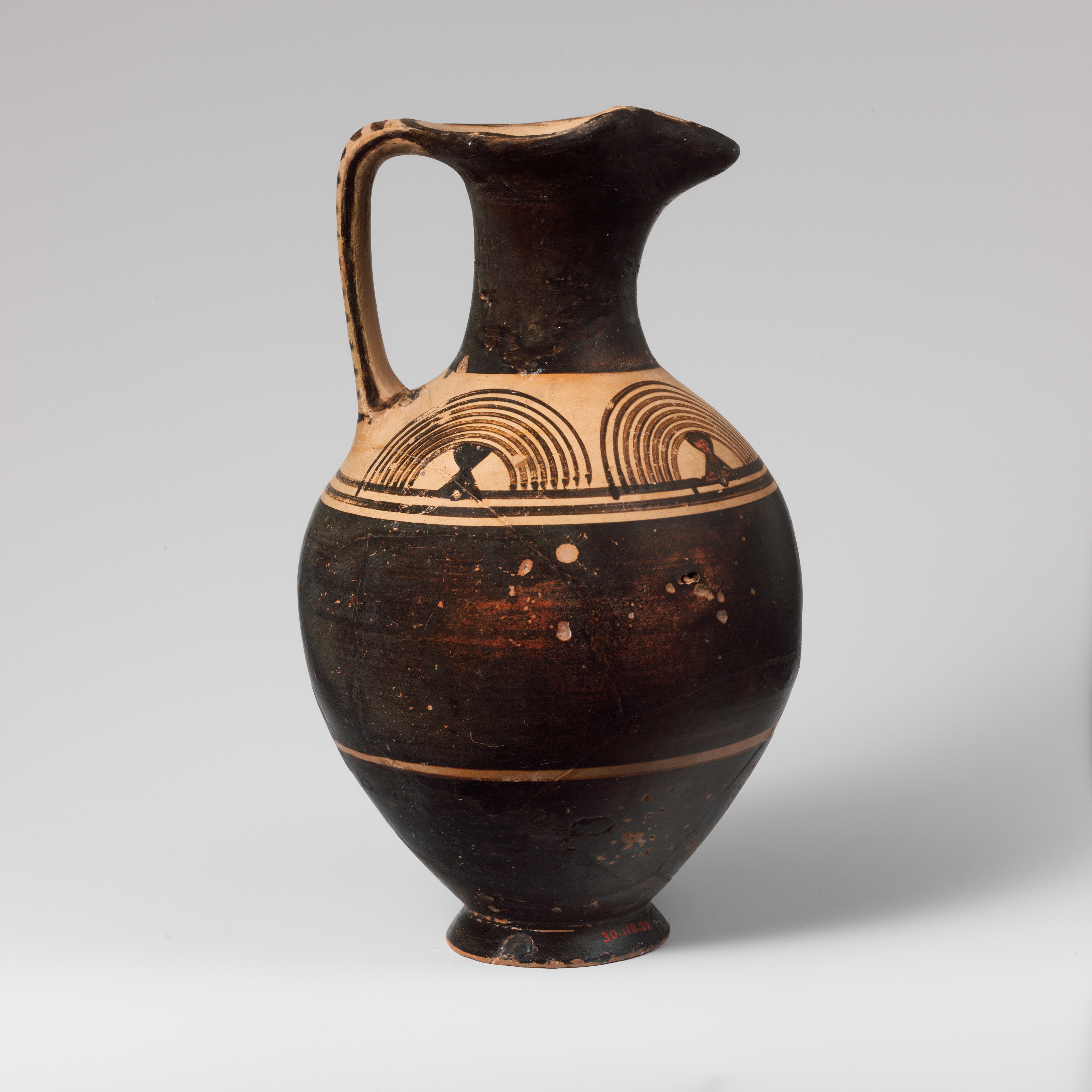
Cruche attique, vers 900. H. 30 cm. The Met
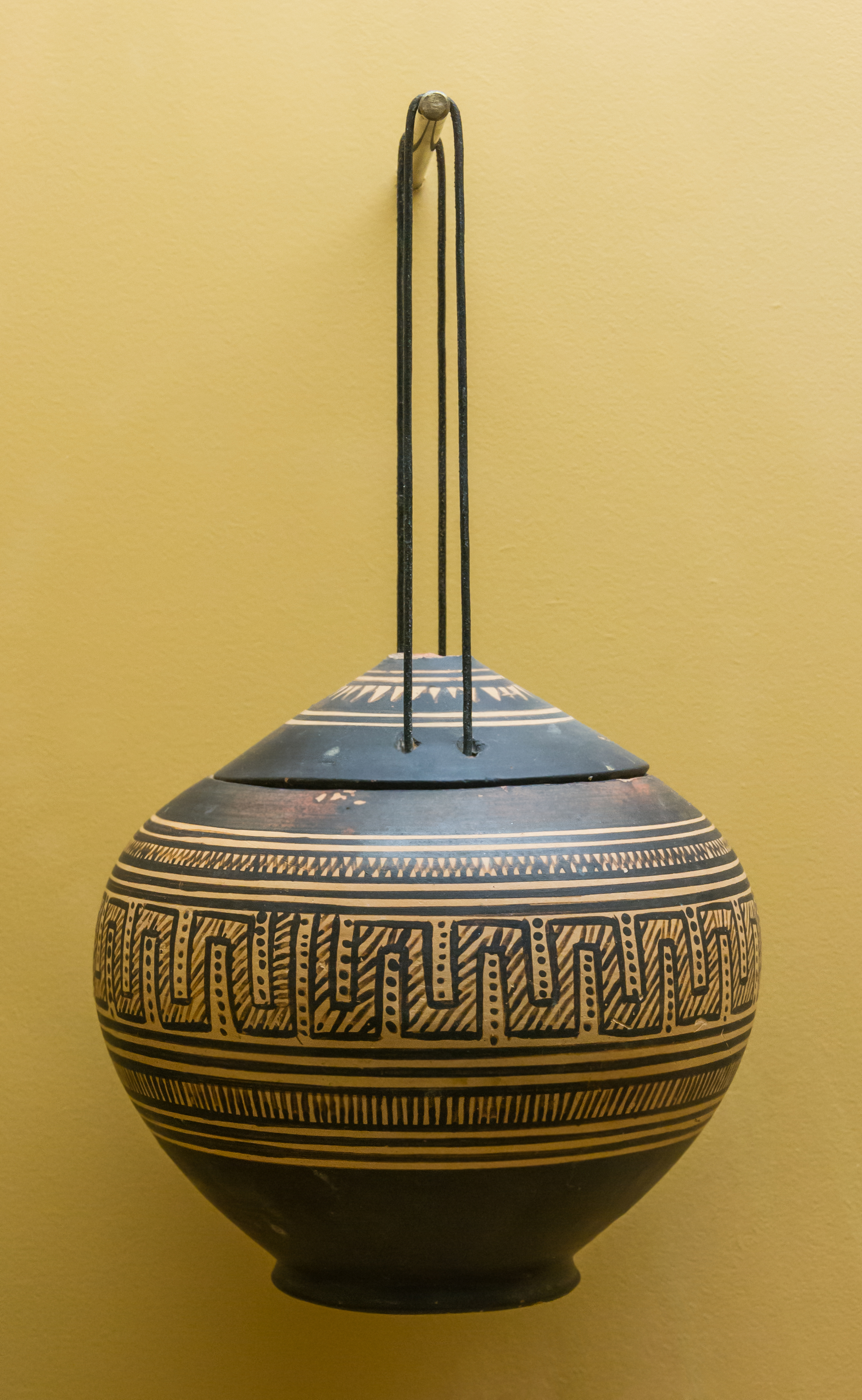
Pyxis et son couvercle. Tombe d'une femme, vers 900. Musée de l'Agora antique d'Athènes
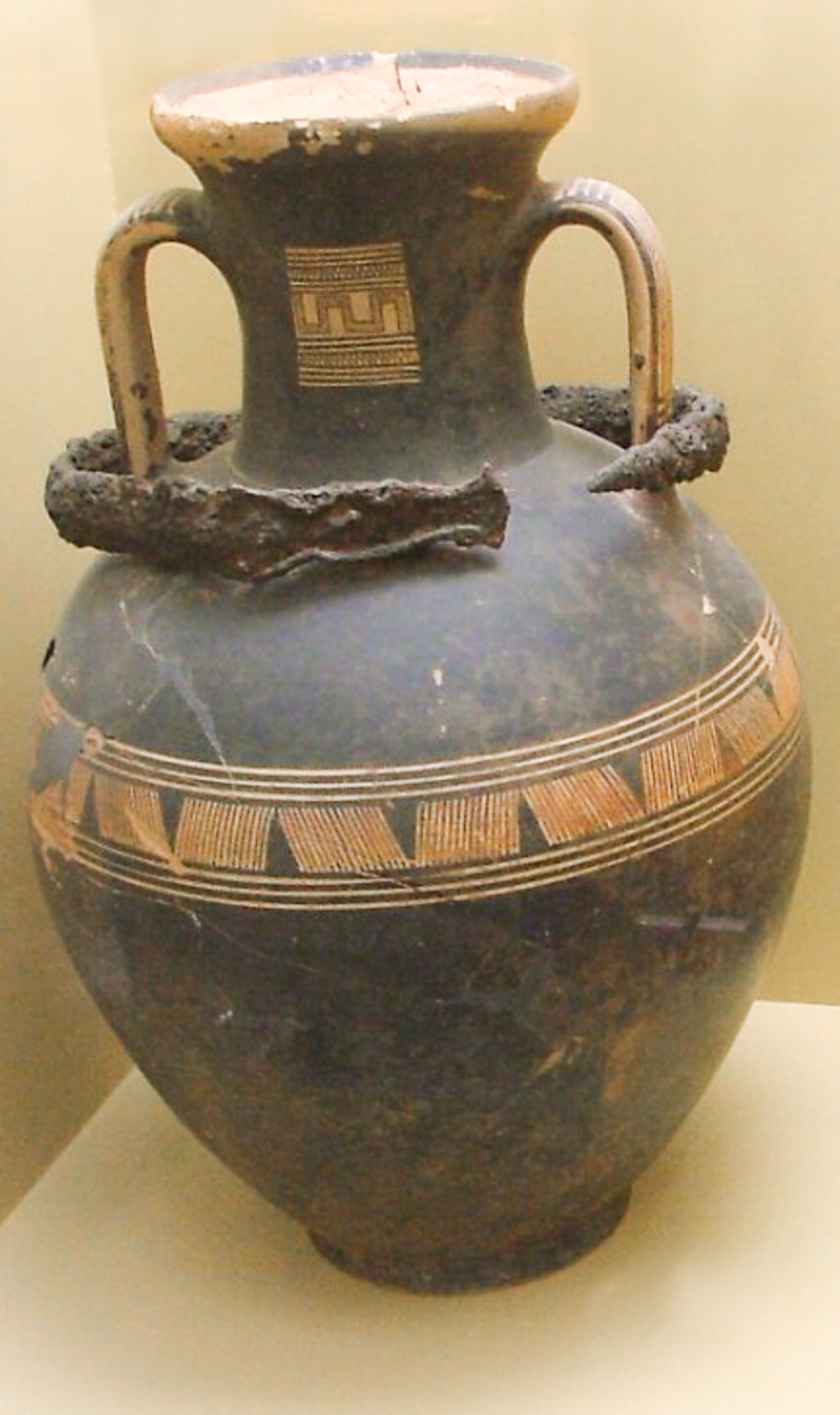
Amphore cinéraire attique, vers 900. Musée de l'Agora antique d'Athènes
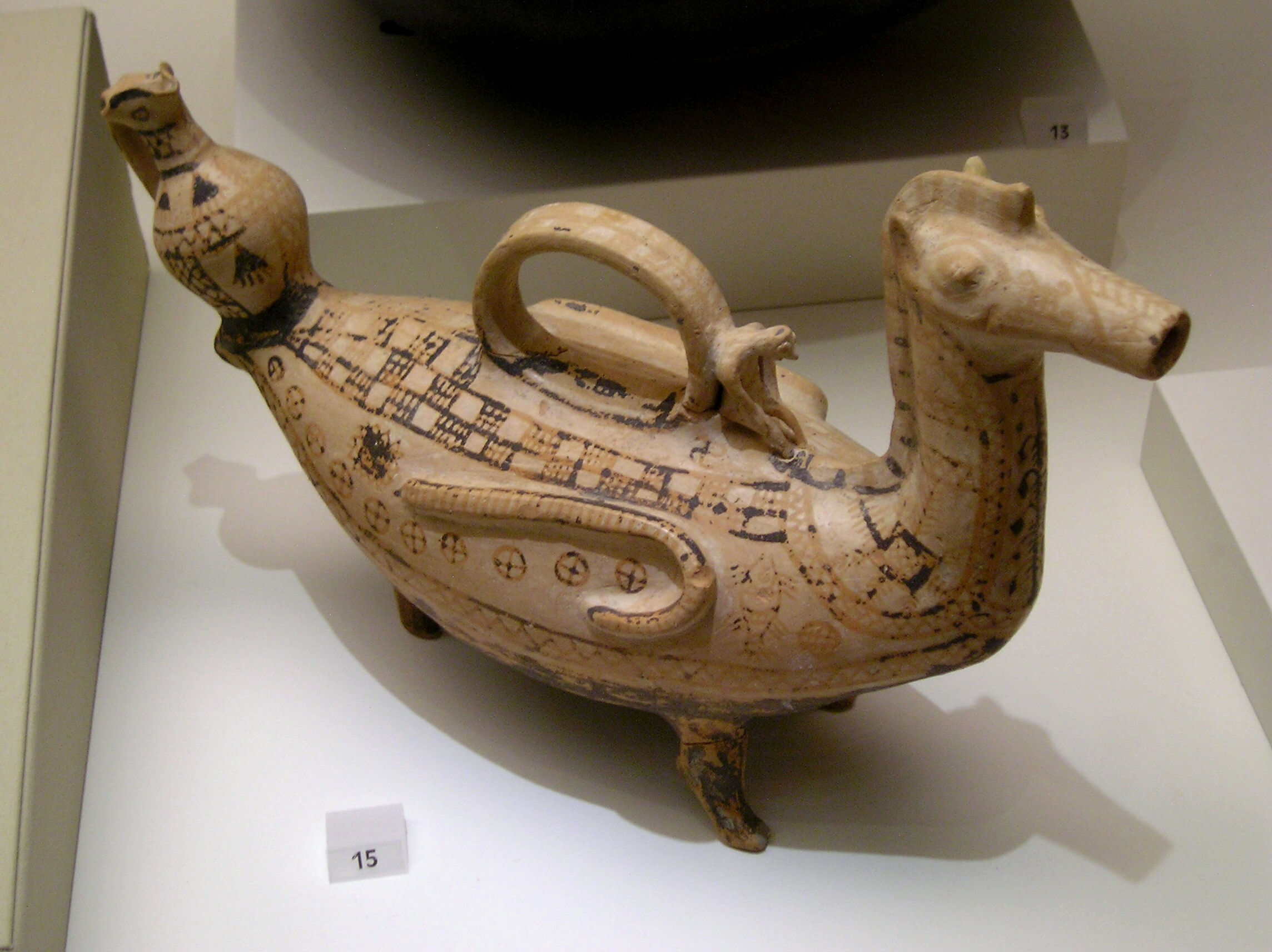
Vase plastique. Personnage sur une monture ailée. Cnossos, 900-800. Musée archéologique d'Héraklion
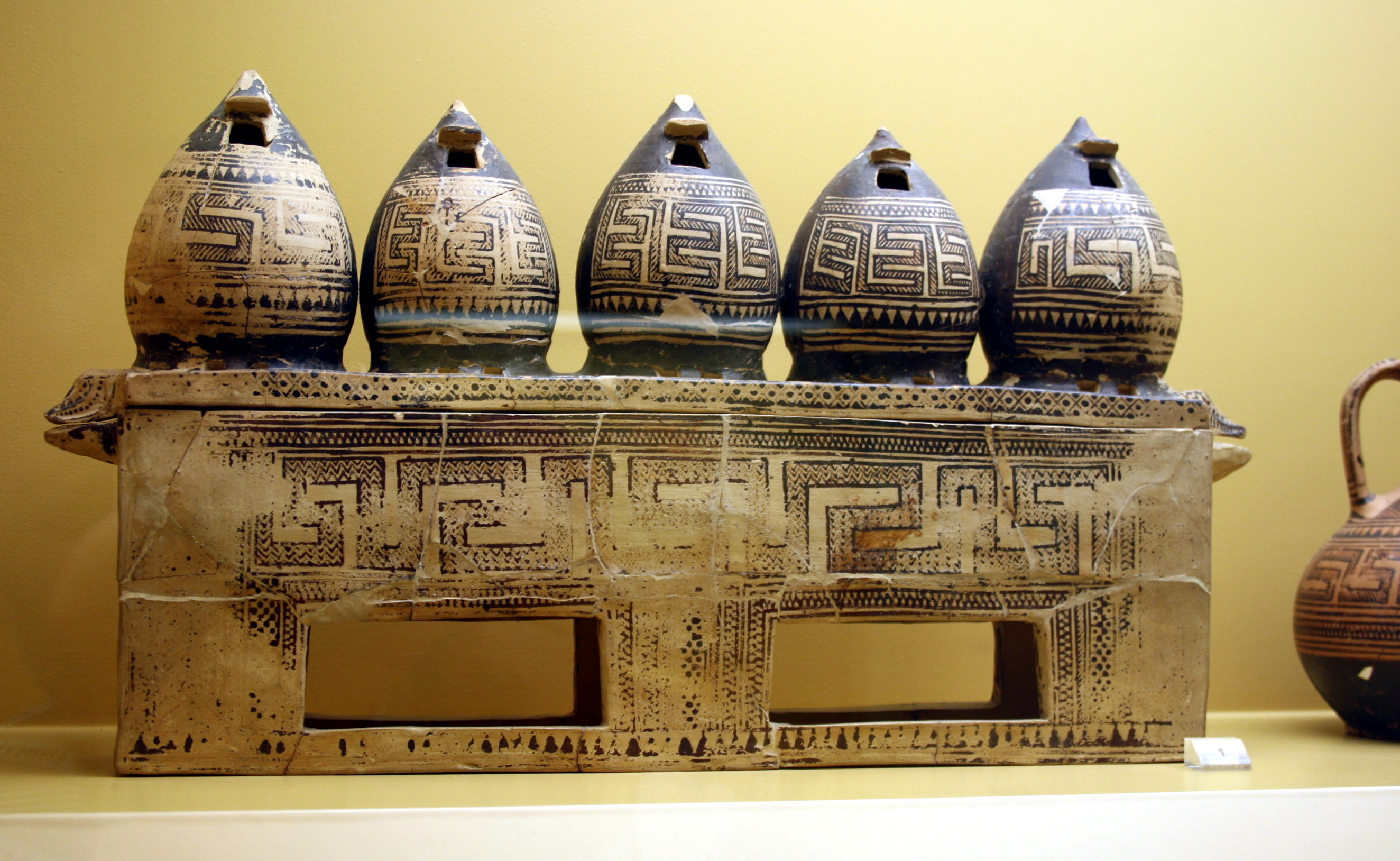
Maquette attique de greniers à céréales dans la tombe d'une femme. Vers 850. Musée de l'Agora antique d'Athènes
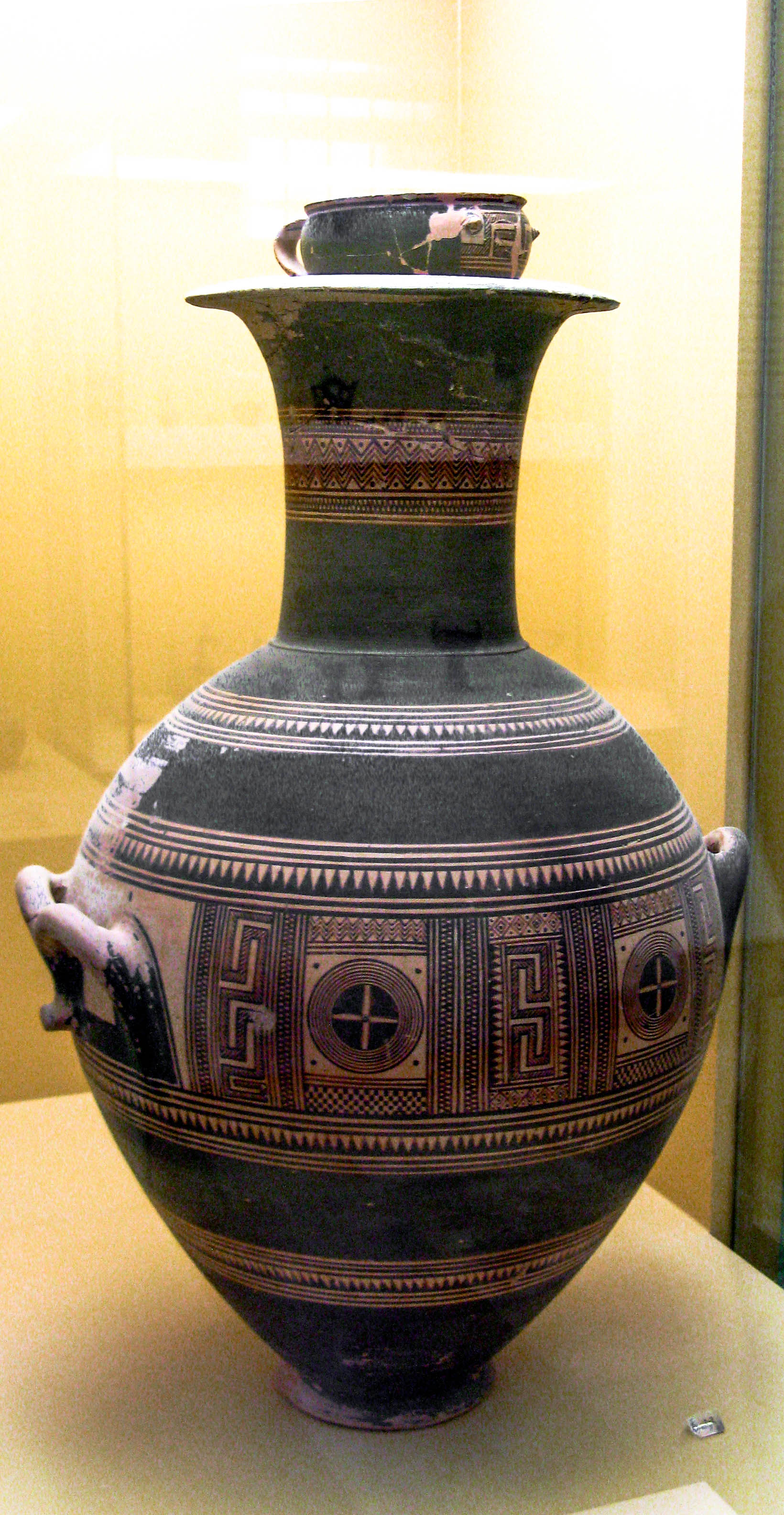
Amphore cinéraire attique[11], H. 71 cm. Vers 850. Musée de l'Agora attique d'une femme enceinte. Géométrique ancien. Vers 850. H. 71 cm. Musée de l'Agora antique d'Athènes
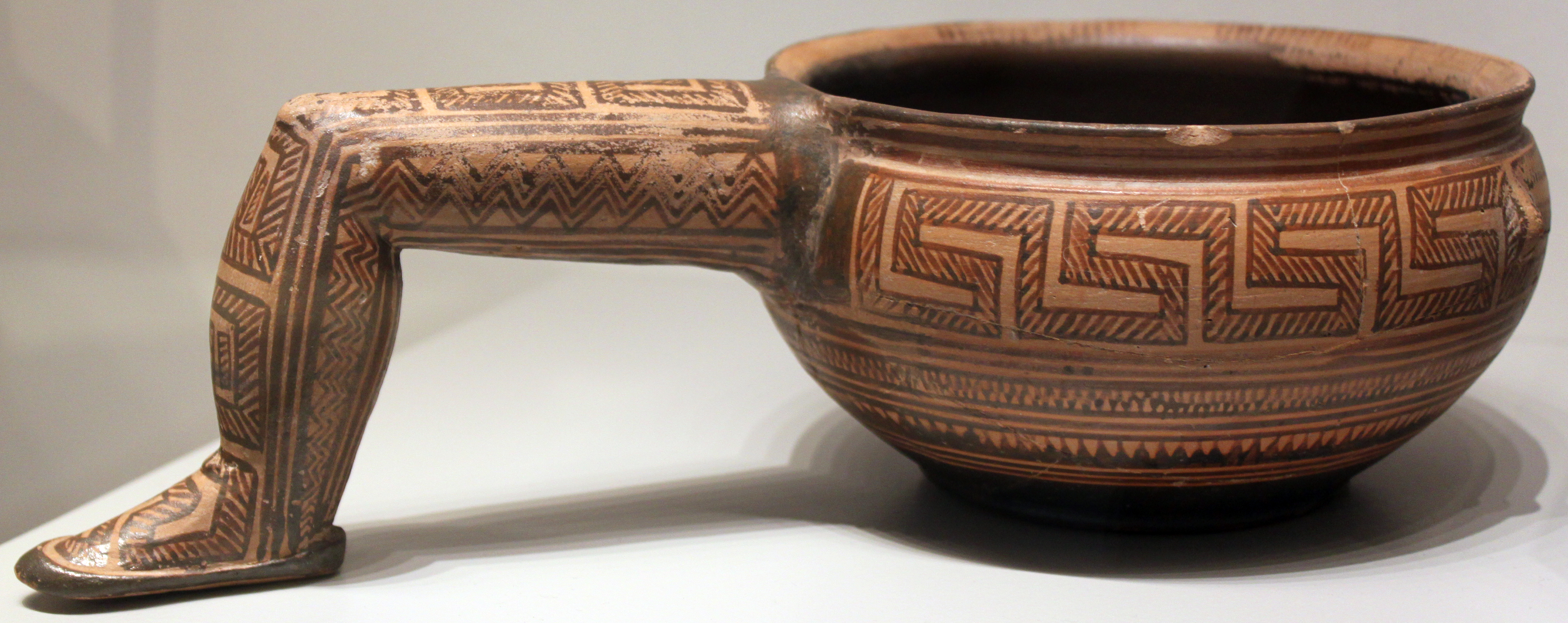
Bol attique à poignée en forme de jambe, vers 850. Altes Museum Berlin

### Géométrique moyen, 850-760

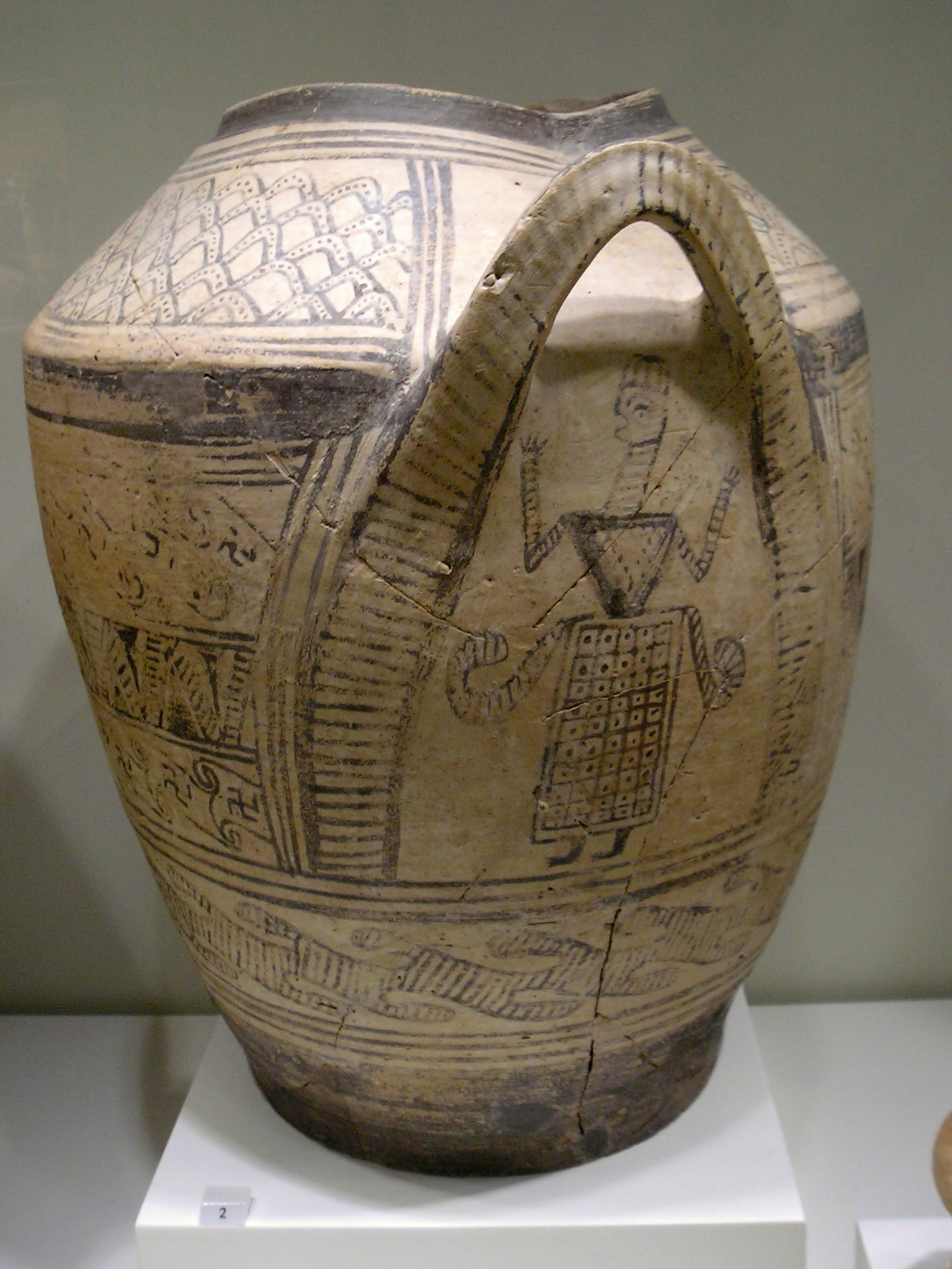
Pithos funéraire. 850-800. Protogéométrique B (sub-protogéométrique) de Crête. Musée archéologique d'Héraklion
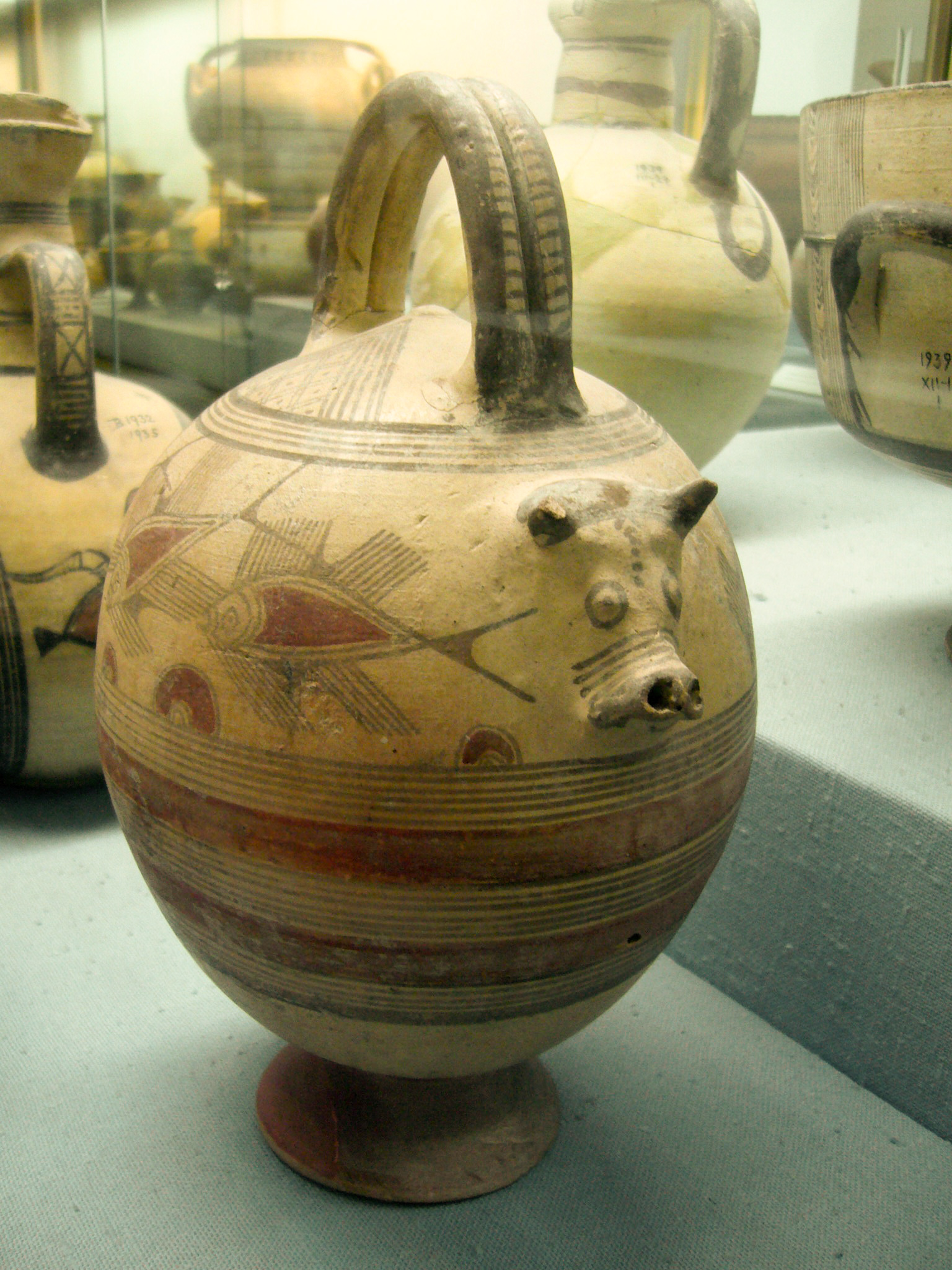
Askos aux poissons. Période Cyprogéométrique III (850-750). Musée de Chypre
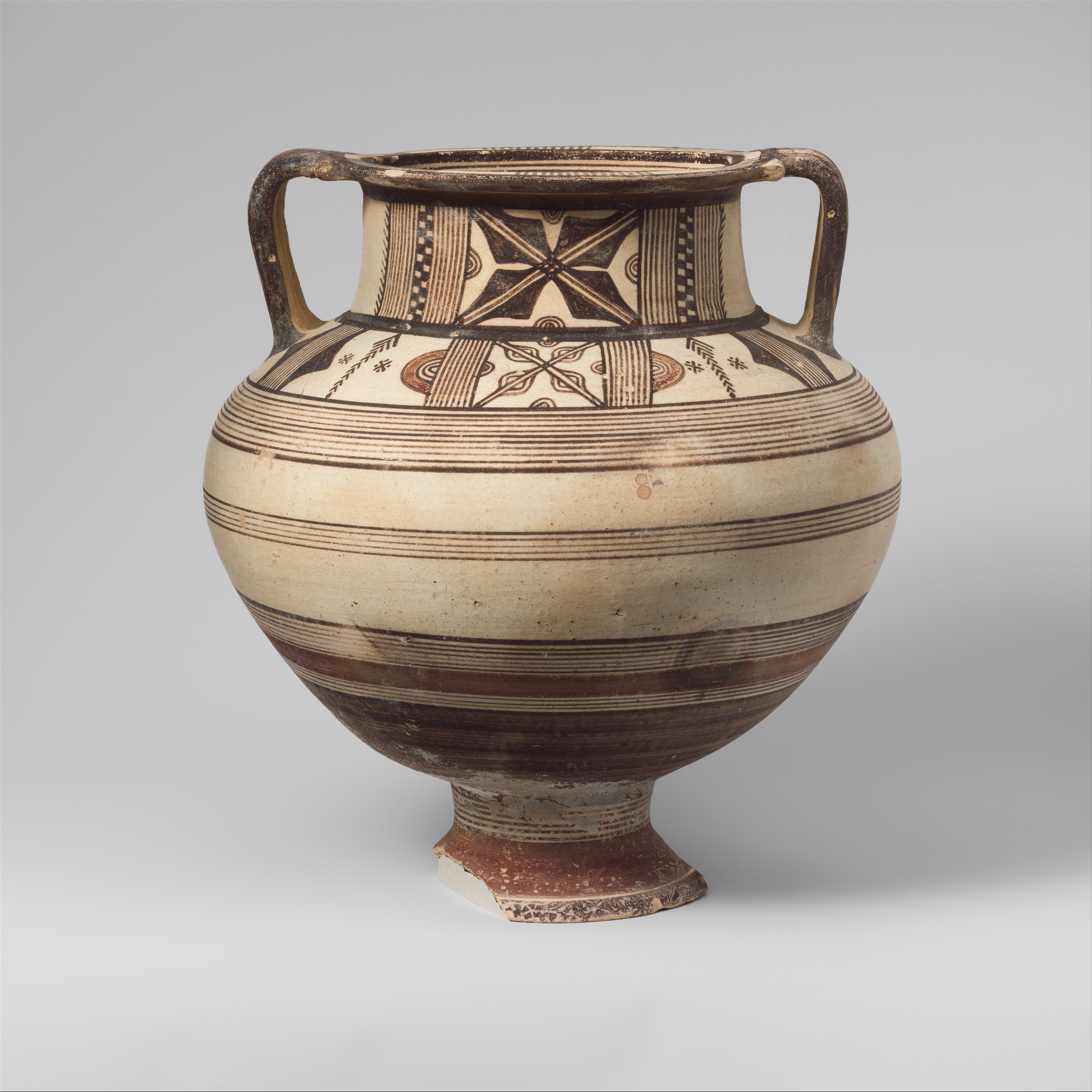
Amphore géométrique. Chypre. 850-750. H. 31 cm. The Met
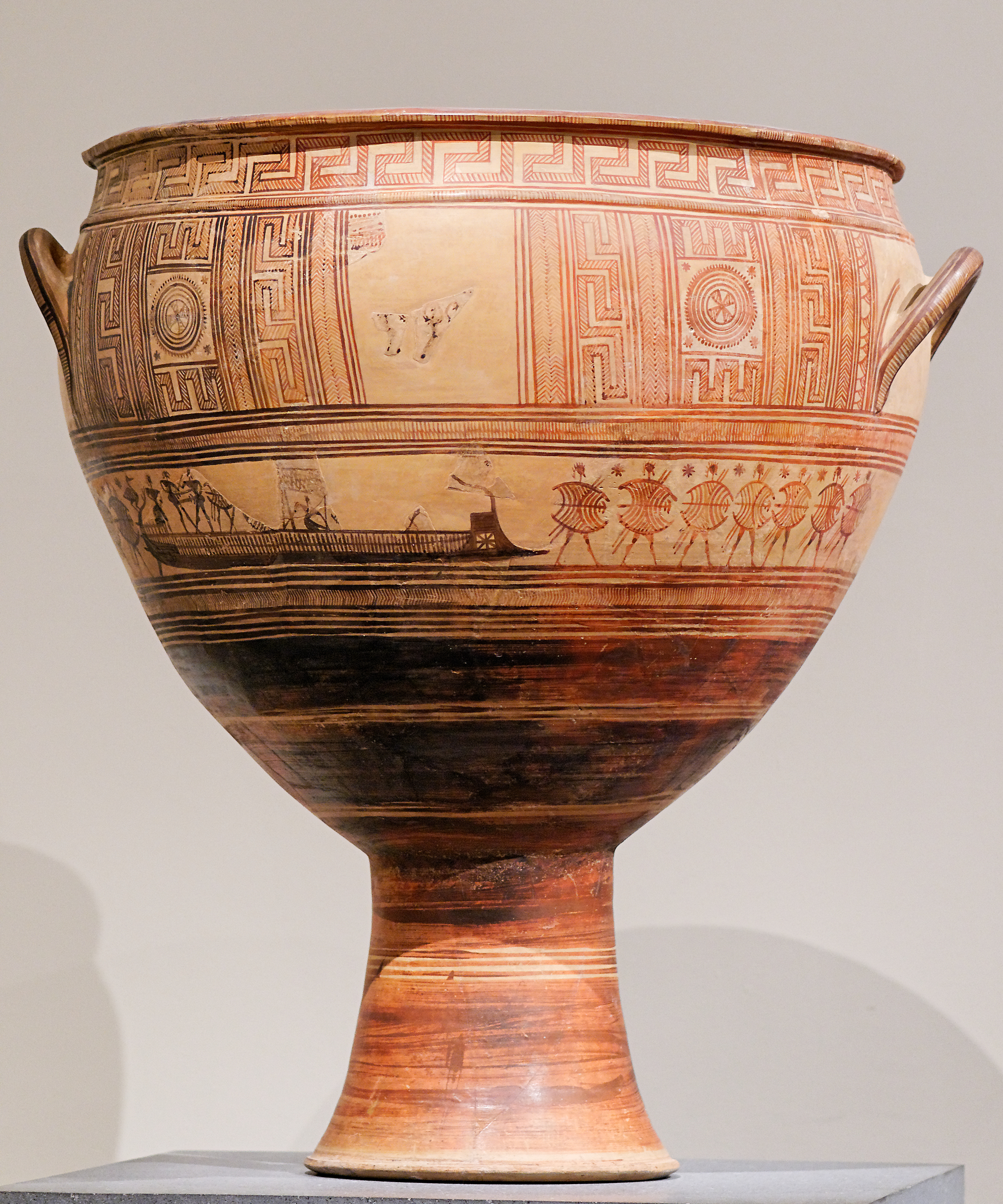
Cratère aux navires et guerriers. H. 99, D. 94 cm. Attique, v. 800-775, The Met
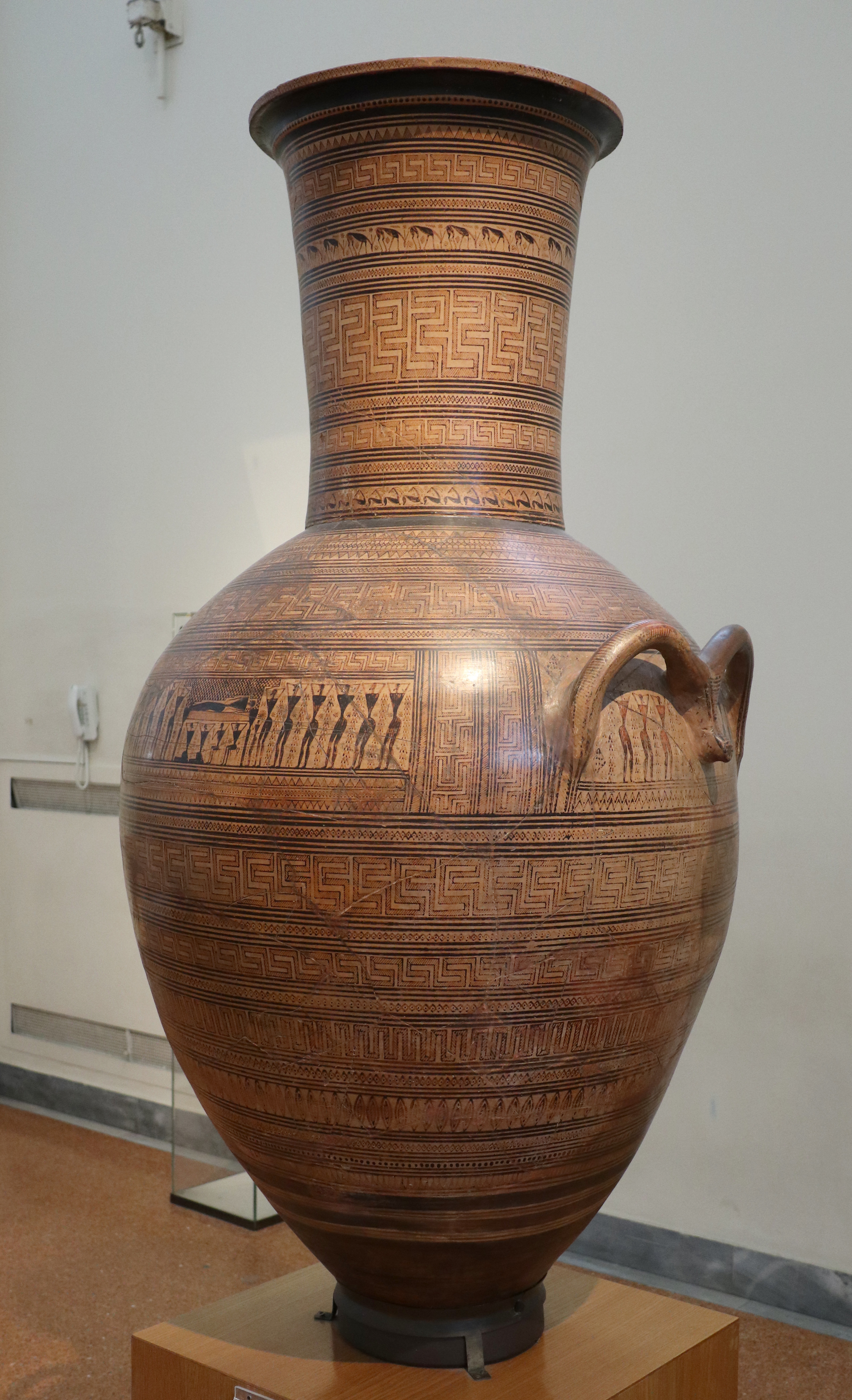
Amphore funéraire attique d'une femme, v. 760. Attribué au Peintre du Dipylon. H. 155 cm. NAMA
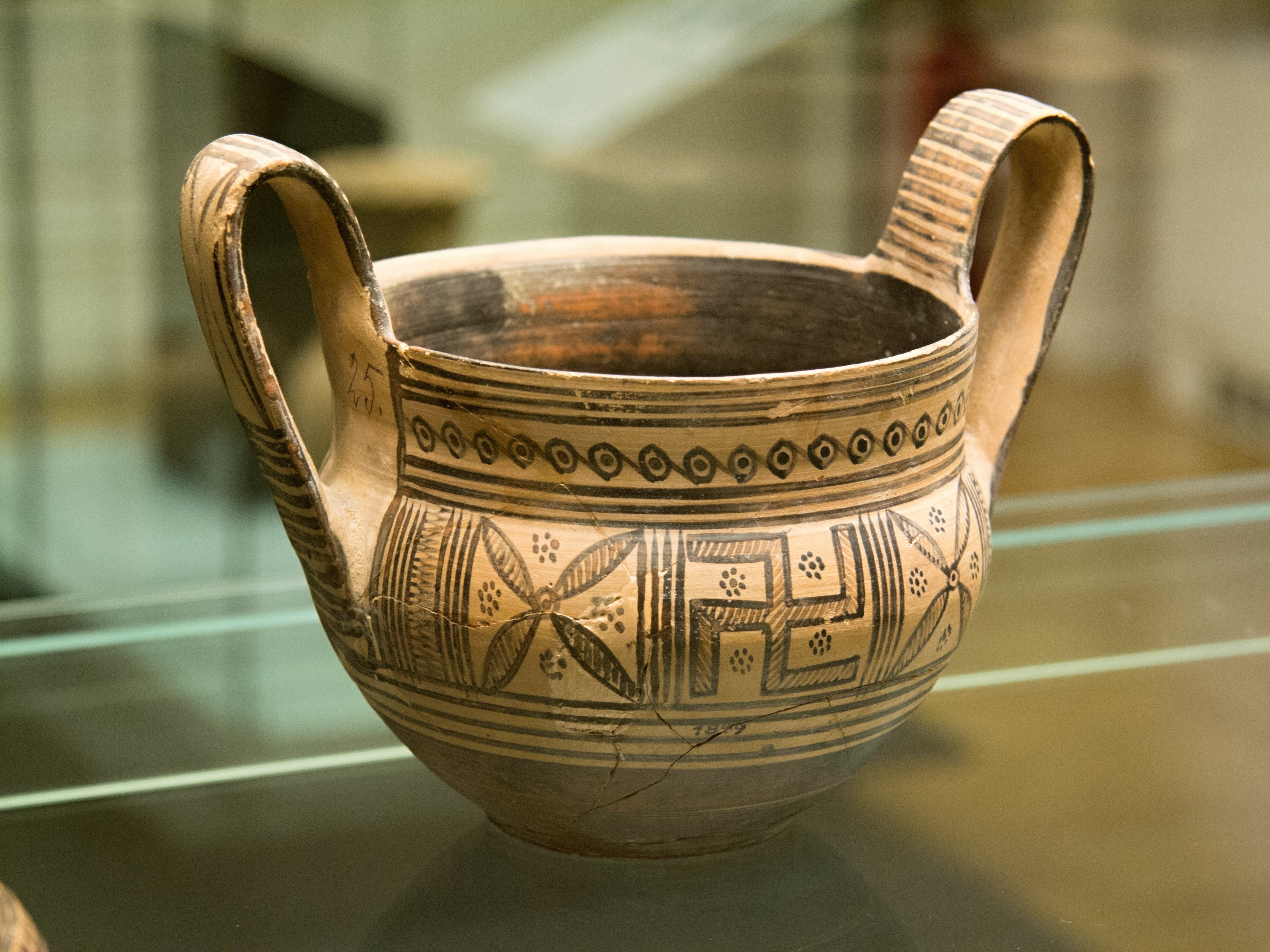
Canthare attique à svastika et rosettes, v. 760. Palais Kinský (Prague)
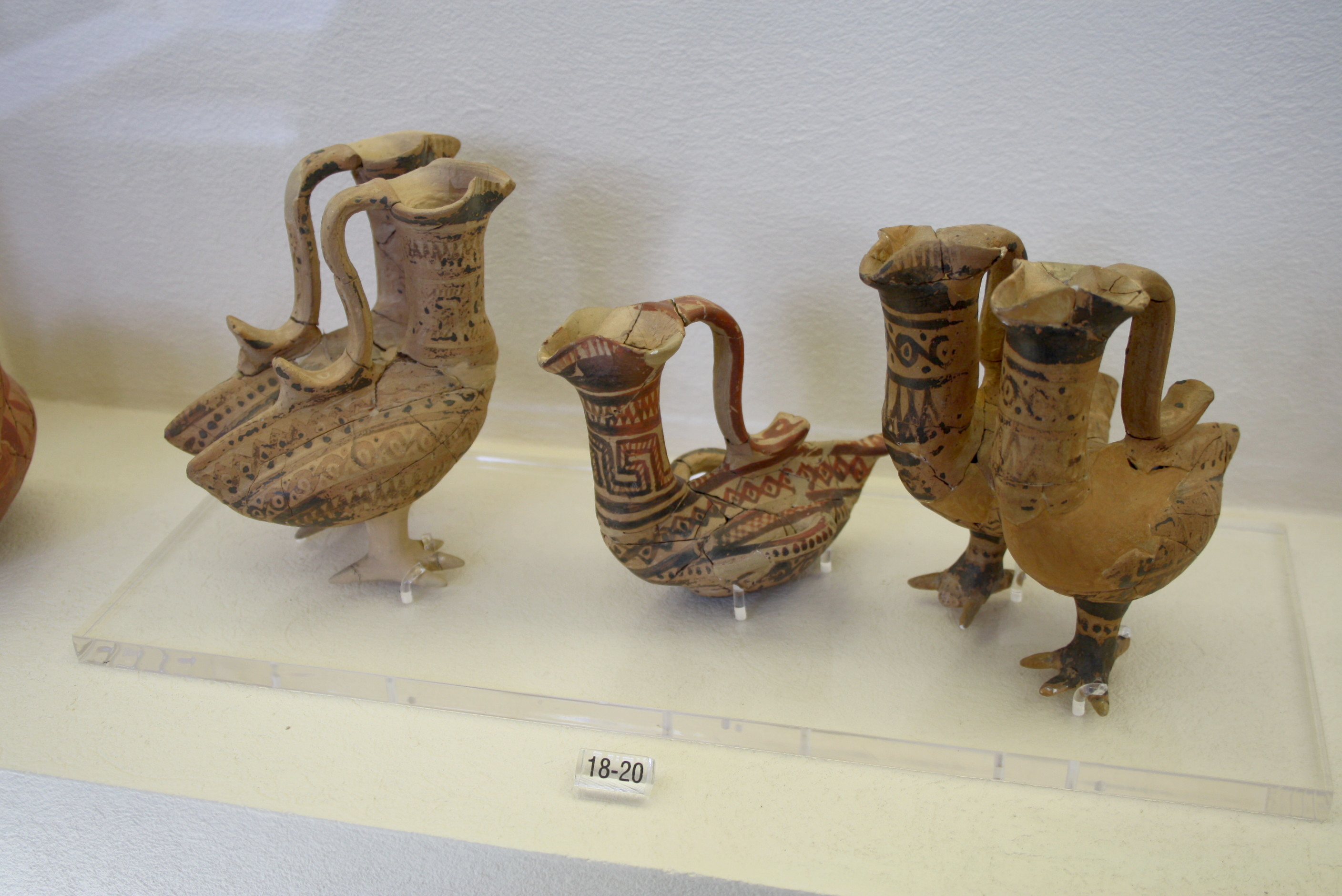
Vases plastiques en forme d'oiseaux, Attique v. 750. Musée du Céramique
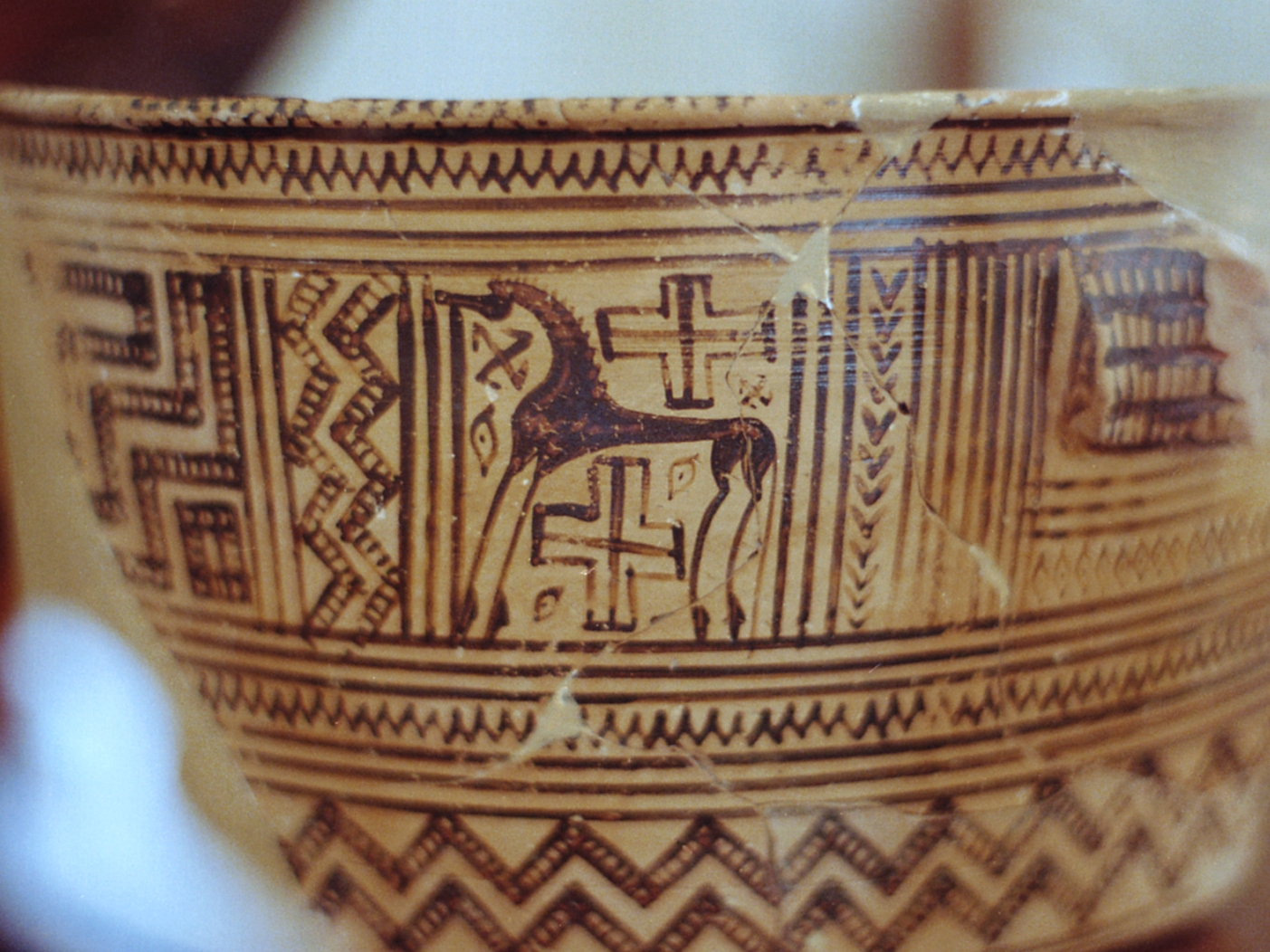
Cheval et croix. Argolide. Géométrique Moyen. Musée arch. de Nauplie
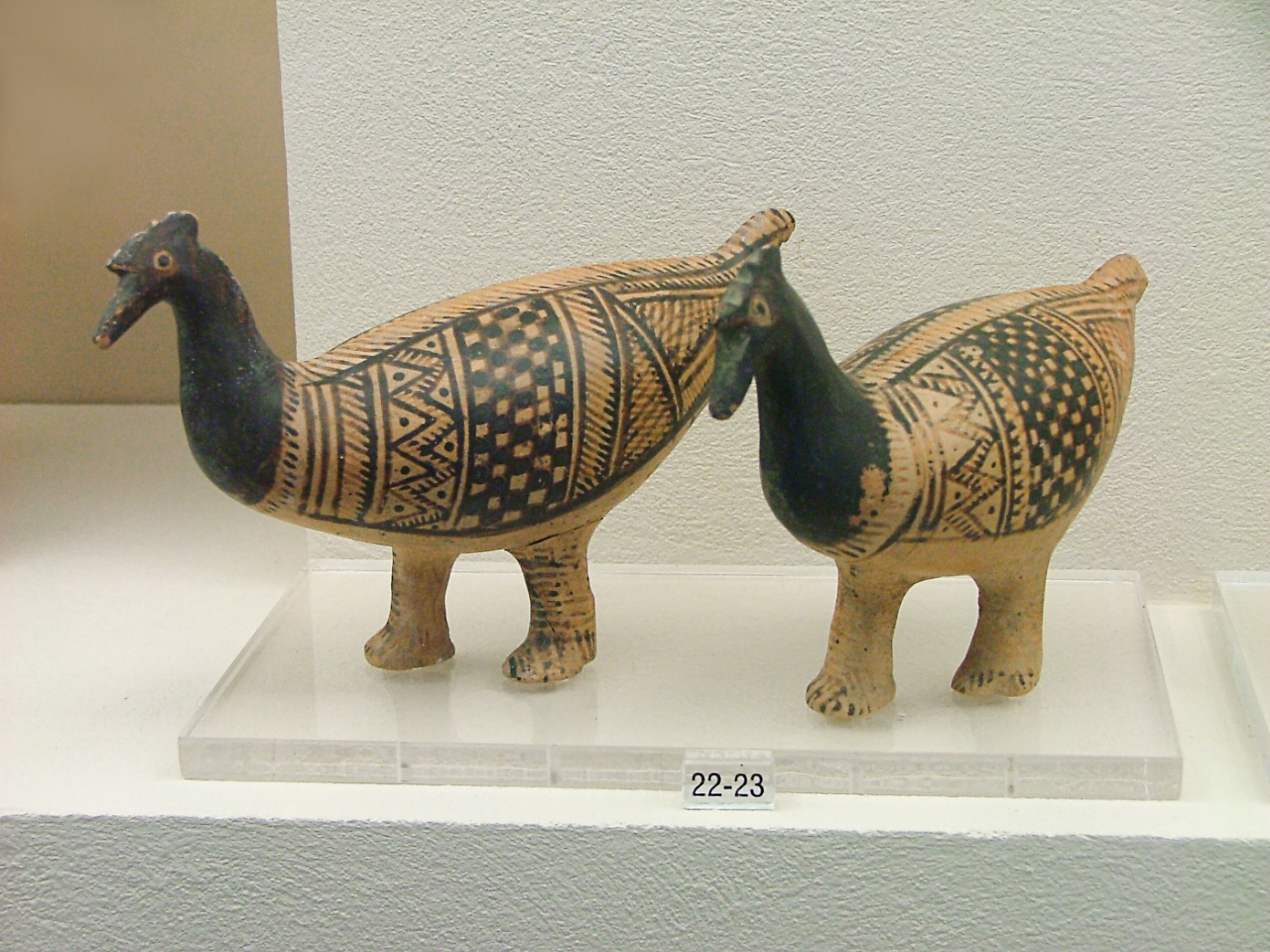
Figurines en forme d'oiseaux d'une tombe d'enfant. Attique, 750-700. Musée du Céramique

### Géométrique récent, 760-700

#### Vases monumentaux sur les tombes de l'élite: la place des femmes
Dans plusieurs villes de Grèce, à cette époque, les familles puissantes se mettent à installer des vases monumentaux, sur des tombeaux importants et le long des routes, hors des zones habitées, cela dès le Géométrique moyen: hydrie : H. 1,15 m, cratère 1,55 m. Les étrangers qui approchaient de la ville voyaient ainsi des symboles des grandes familles du lieu. C'est le vase sêma, vase-signe, dont la fonction est de signaler la tombe. Pour les tombes d'hommes : cratères et amphores munies d'anses verticales au niveau du col (imitations géantes de vases pour verser le vin). Pour les femmes : amphores aux anses placées sur la panse et probablement, imitations géantes de vases pour conserver la nourriture. Ces vases étaient ouverts par le fond, en lien avec le mort, peut-être pour recevoir des offrandes qui lui seraient destinées.
Le plus ancien à avoir été découvert en place lors d'une fouille, au XIXe siècle, était posé sur un remplissage épais qui recouvrait l'espace dédié à l'urne cinéraire, en bronze, de type lébès.
Dans les scènes de funérailles (rites de prothesis, exposition du corps avec pleureuses, ou d'ekphora, convoi funèbre) les Grecs usent, curieusement, de la figure de pleureuses et de personnages "indifférenciés" apparemment nus pour représenter des situations où, dans la réalité, la nudité était impensable. Un code simple permettait de distinguer les hommes des femmes, les hommes se présentent dans ces scènes de prothèsis en soldats par l'attribut d'une épée ou d'un bouclier, parfois avec une plume sur le casque (non identifiable), souvent sur un char. Les femmes apparaissent au plus près du corps du défunt avec un enfant, voire un petit enfant (amphore du Louvre à la scène de prothèsis). Sur certains vases - du peintre de Hirschfeld (MNAH, Athènes, v. 740) et sur le cratère du Met - les seins sont indiqués. Au Géométrique Moyen, par contre, la multitude des figures, dans l'attitude de la lamentation, sont indifférenciées et n'ont aucun attribut féminin qui permettrait de les identifier. Au Géométrique Récent ces mêmes files de figures sont devenues identifiables en tant que telles. Anne Coulié en déduit que les femmes, à cette époque sont placées au cœur du rituel funéraire et qu'elles y sont très largement majoritaires. Les textes homériques indiquent, d'ailleurs, le rôle central des femmes lors des rites funéraires de l'élite, mais leur rôle public est strictement limité à la seule prêtrise alors que la gestion de l'ensemble des rites religieux reste sous l'autorité des hommes.
D'autre part, il est significatif que parmi les vases déposés dans la tombe, ceux portant un ou plusieurs chevaux sur le couvercle, symboles aristocratiques, ne sont pas réservés aux tombes d'hommes, ils se retrouvent tout autant dans les tombes de femmes. Quant à Pénélope, sans son époux, elle conserve son rôle d'éducatrice et d'intendante.
À la fin du siècle, mais auparavant aussi, comme pour l'amphore 990 du NAMA, la défunte et deux pleureuses sont "vêtues" de longues robes et leurs cheveux sont symbolisés par quelques traits (parfois "frisés") alors qu'ils ne l'étaient pas auparavant. Tous les acteurs montrent des signes de déploration suivant un ordre social qui répartit clairement les rôles. Les différentes scènes sont placées comme sur une partition musicale, en registres superposés. Sous l'ensemble supérieur, réservé à la famille et à la polis (la cité), quelques guerriers, montés sur des chars semblent défiler ; il s'agit probablement des autres notables de même rang qui se rendent à l'enterrement. Par ailleurs, il va sans dire que la plus grande partie de la société enterrait ses morts simplement, en terre, sans traces.

#### La mer: colonies, bateaux, naufrages et poissons
L'implantation de la première colonie grecque à l'Ouest, à Pithécusses (Ischia, près de Naples) offre la plus ancienne céramique à scène figurée découverte en Italie sur un cratère non funéraire (ce vase servait à mêler le vin et l'eau lors des banquets). Il s'agit d'une scène de naufrage où les marins mâles (sexe indiqué) sont figurés flottant parmi les poissons, suivant le même principe qui standardise les codes figuratifs pour les humains et les objets. Les poissons, eux-mêmes, se distinguent les uns des autres par espèce, parfaitement identifiables aujourd'hui. Mais « alors que les agriculteurs occupent une position reconnue et – à côté des chefs et des guerriers – la plus haute, aucun pêcheur ou commerçant n'est considéré alors comme une unité représentative d'un corps, politique ou social […] ». Un beau cratère, au Louvre, et daté vers 760-750, présente aussi deux bateaux, entre des anses dites « à étriers ».

#### Galerie

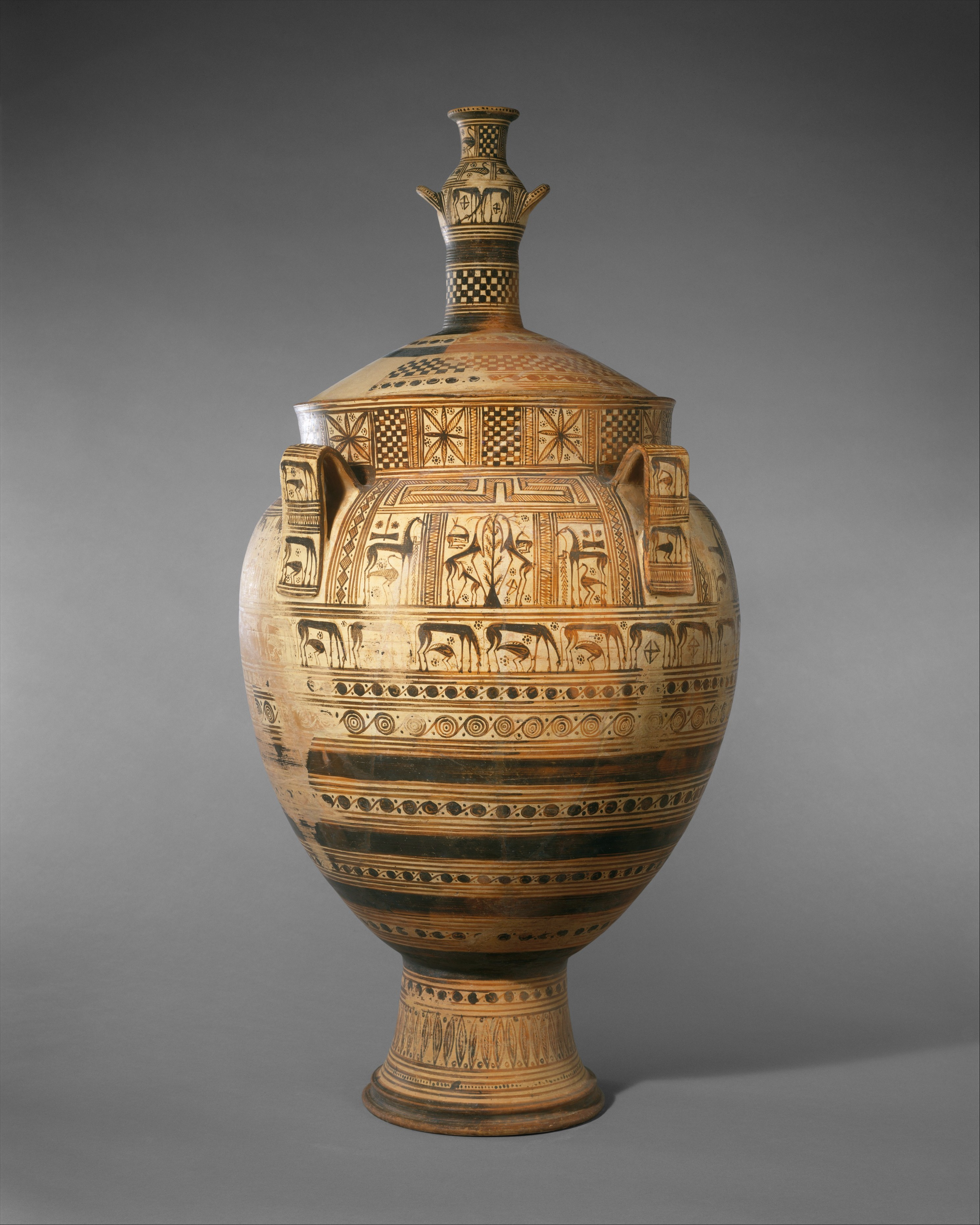
Cratère avec couvercle surmonté d'une petite hydrie. Eubée, 750-740. Attribuée au peintre de Cesnola. H. 1,15 m. The Met
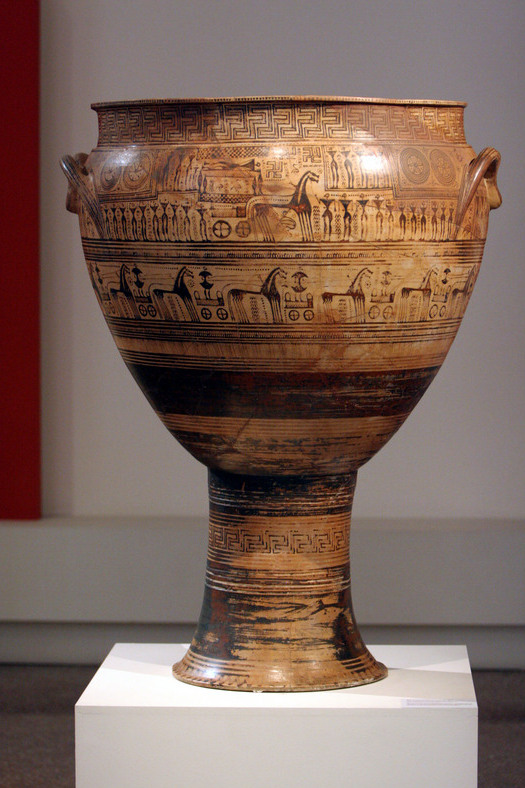
Cratère attique. Peintre de Hirschfeld, v. 760. H. 1,55 m. Musée national archéologique d'Athènes
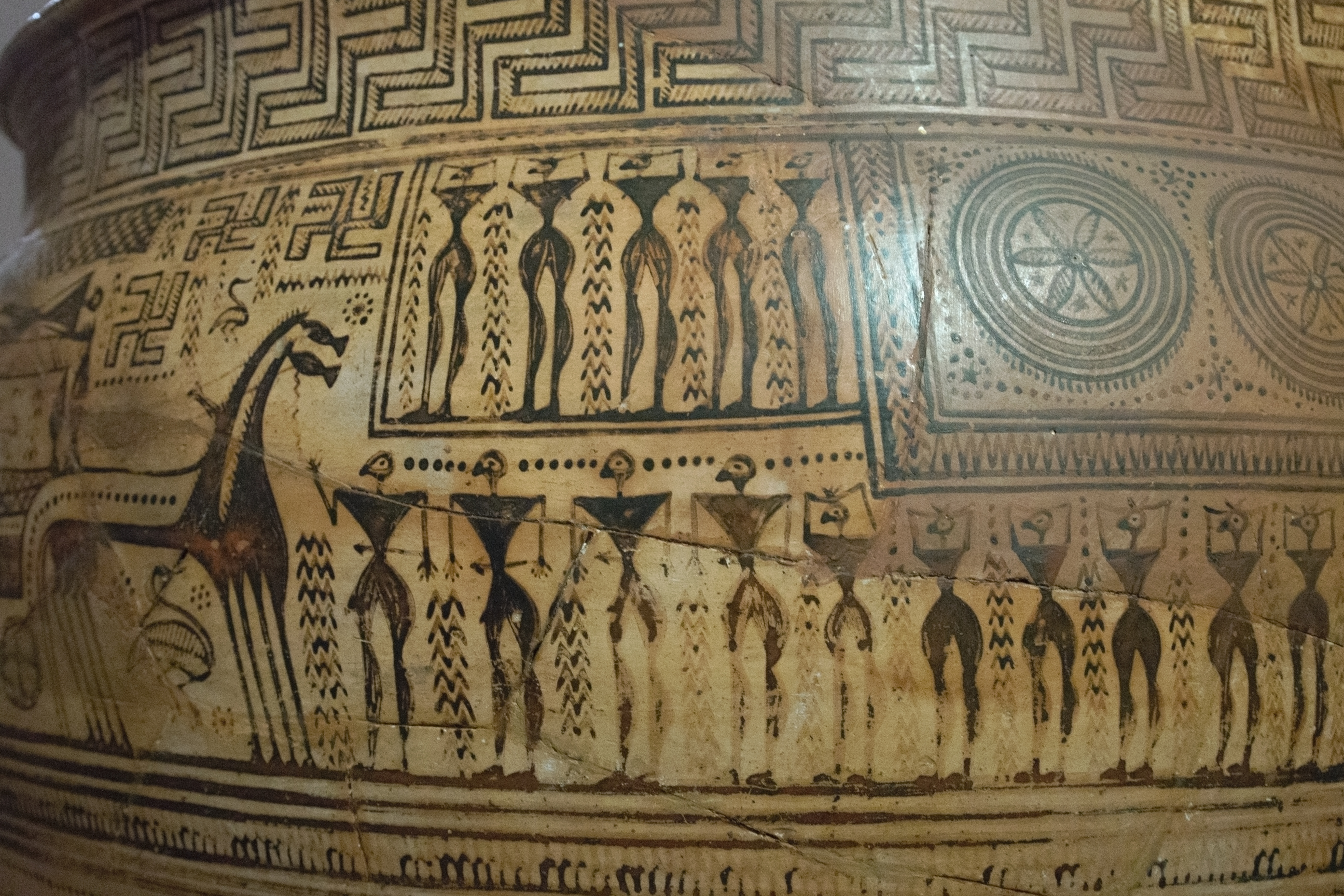
Cratère attique, 750-735. Peintre de Hirschfeld. Ekfora (convoi funèbre) sur un chariot, femmes en deuil et hommes armés d'épées. Musée national archéologique d'Athènes
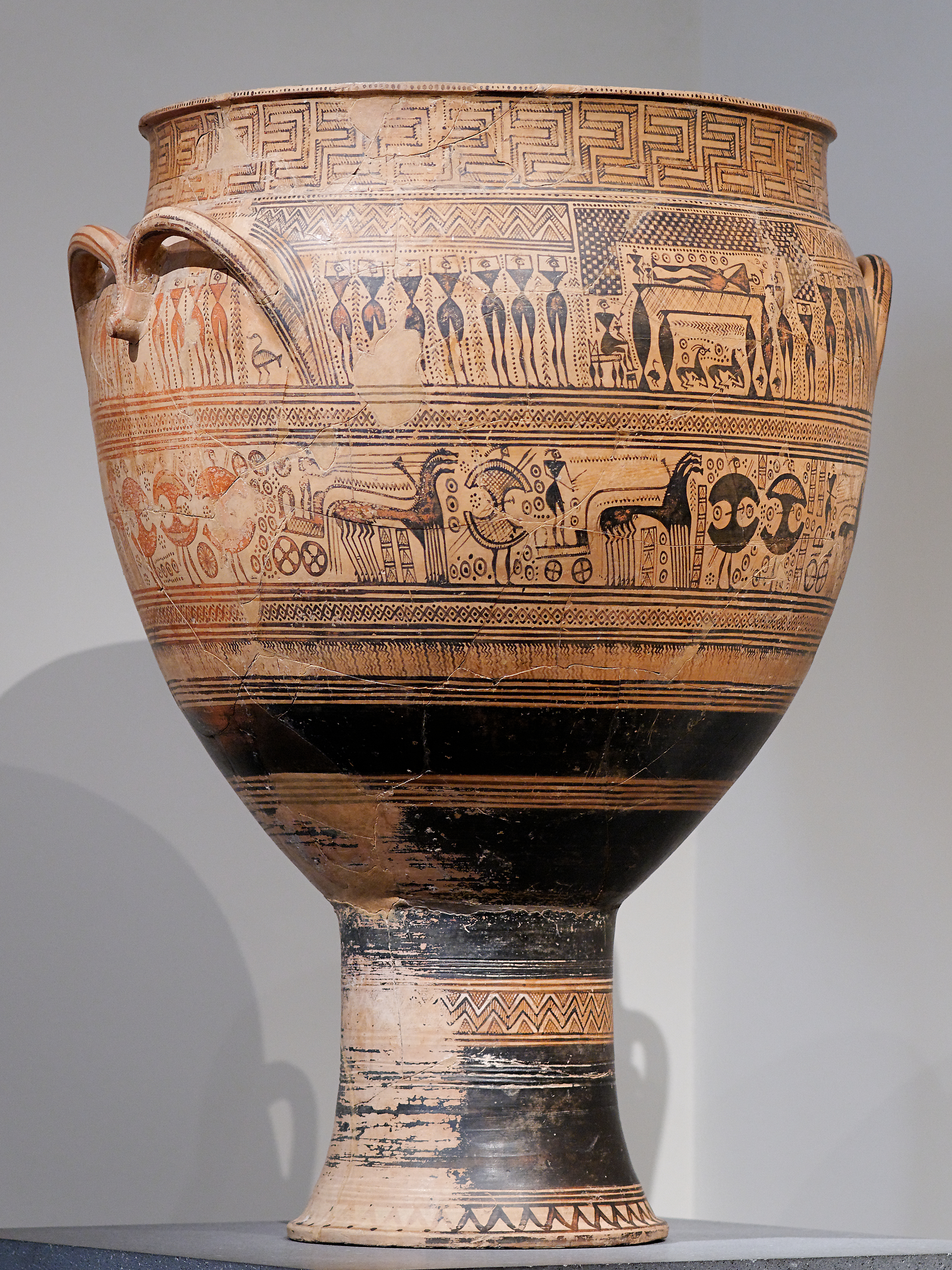
Cratère. Atelier du peintre de Hirschfeld. Prothēsis (registre supérieur) , procession: chars et fantassins (registre inférieur). Attique, 750-735. H. 108,3 cm. The Met
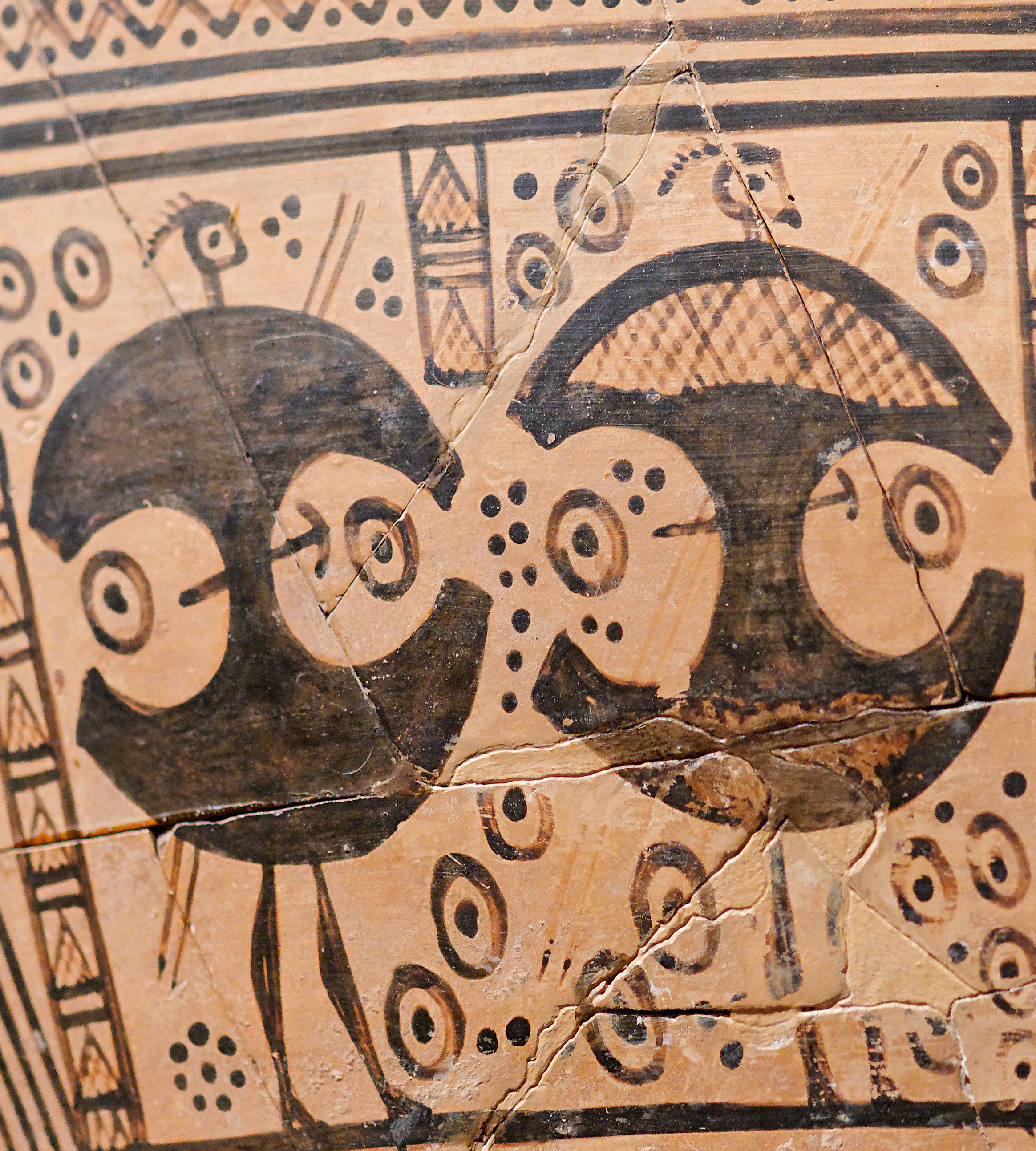
Cratère. Atelier du peintre de Hirschfeld. Fantassins portant un bouclier en forme de sablier, vers 750-735. The Met
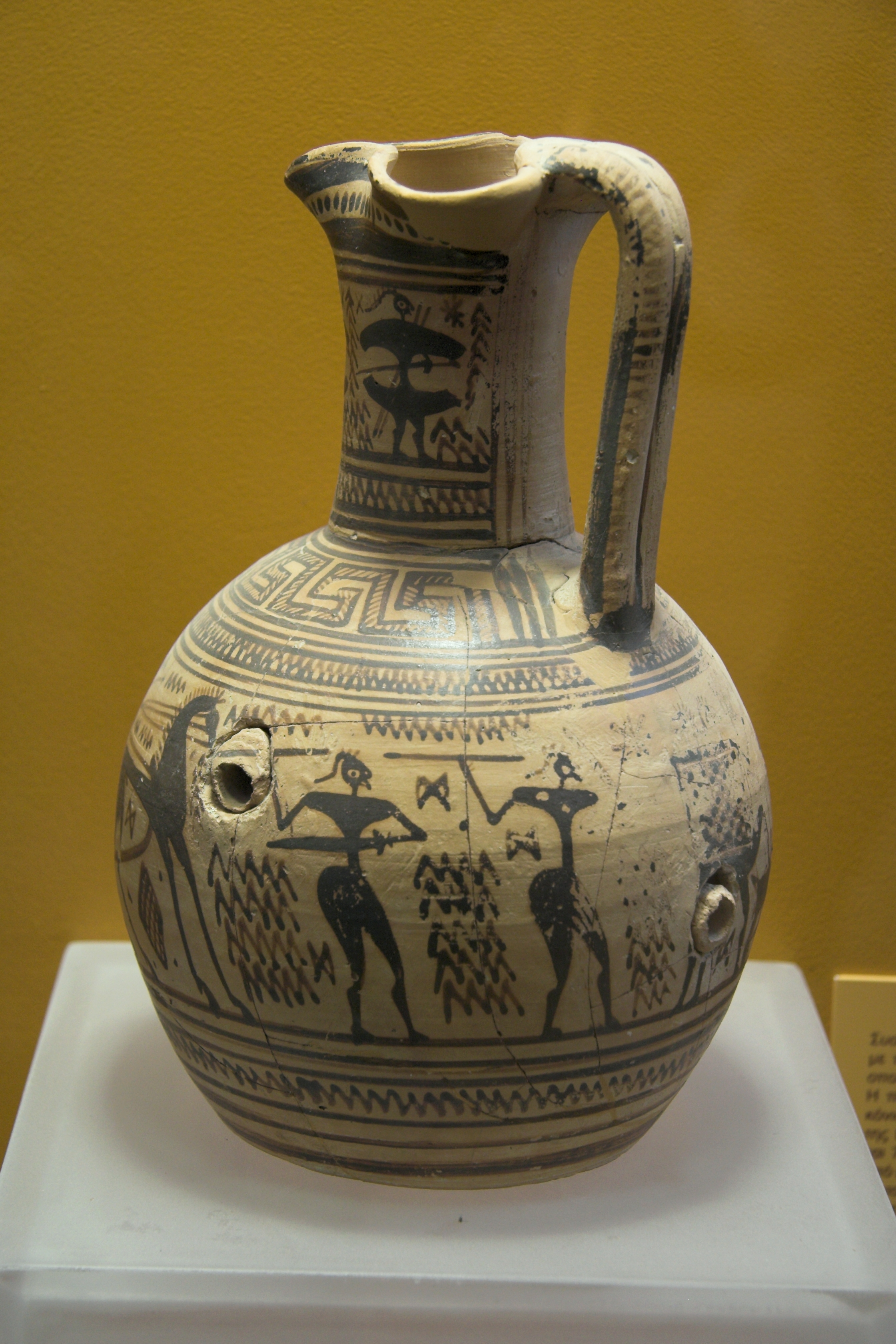
Œnochoé aux soldats. 750-725. Musée de l'agora
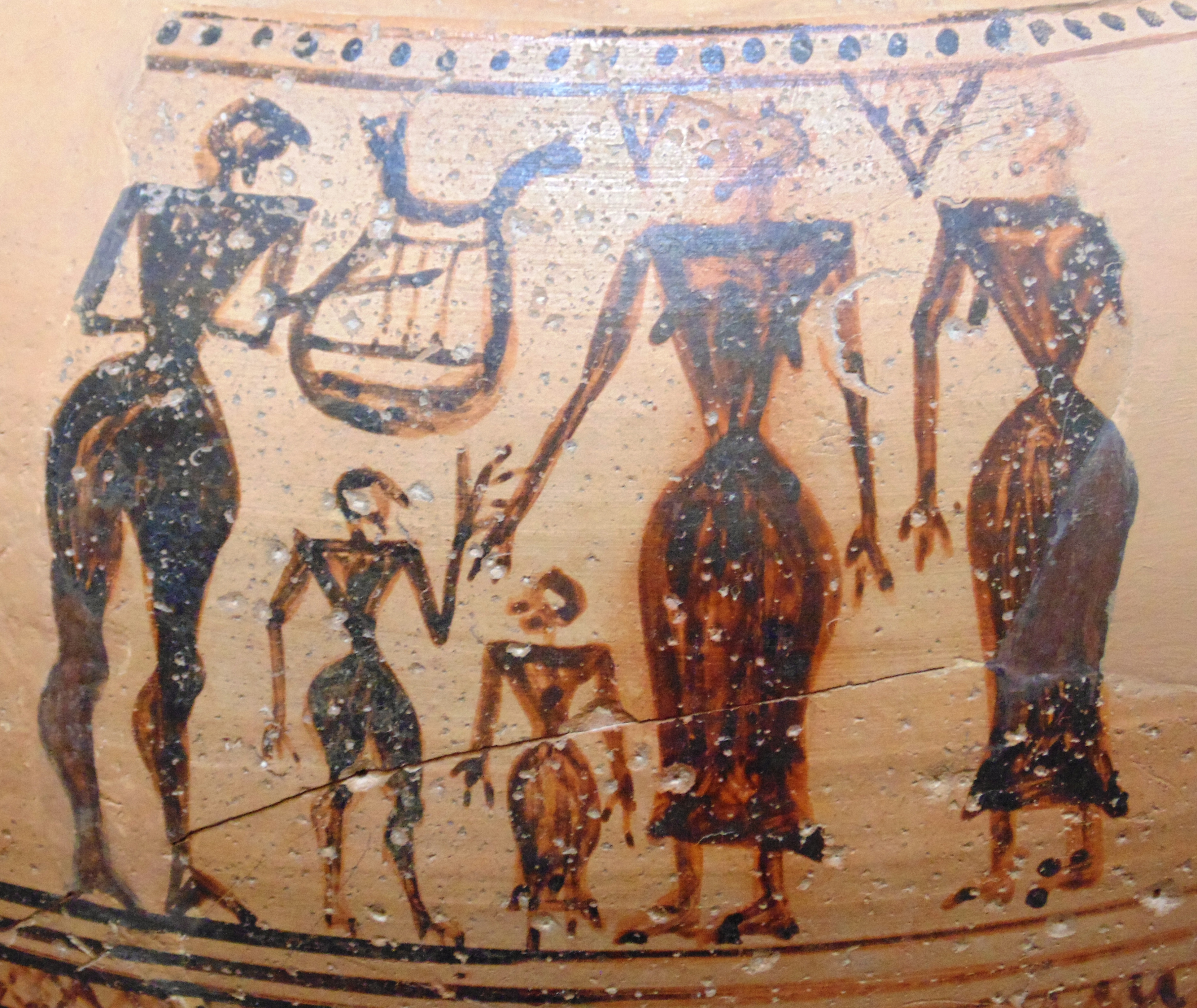
Scène familiale au joueur de lyre. Jarre pithoïde, Béotie. Géométrique Récent. Musée archéologique de Thèbes
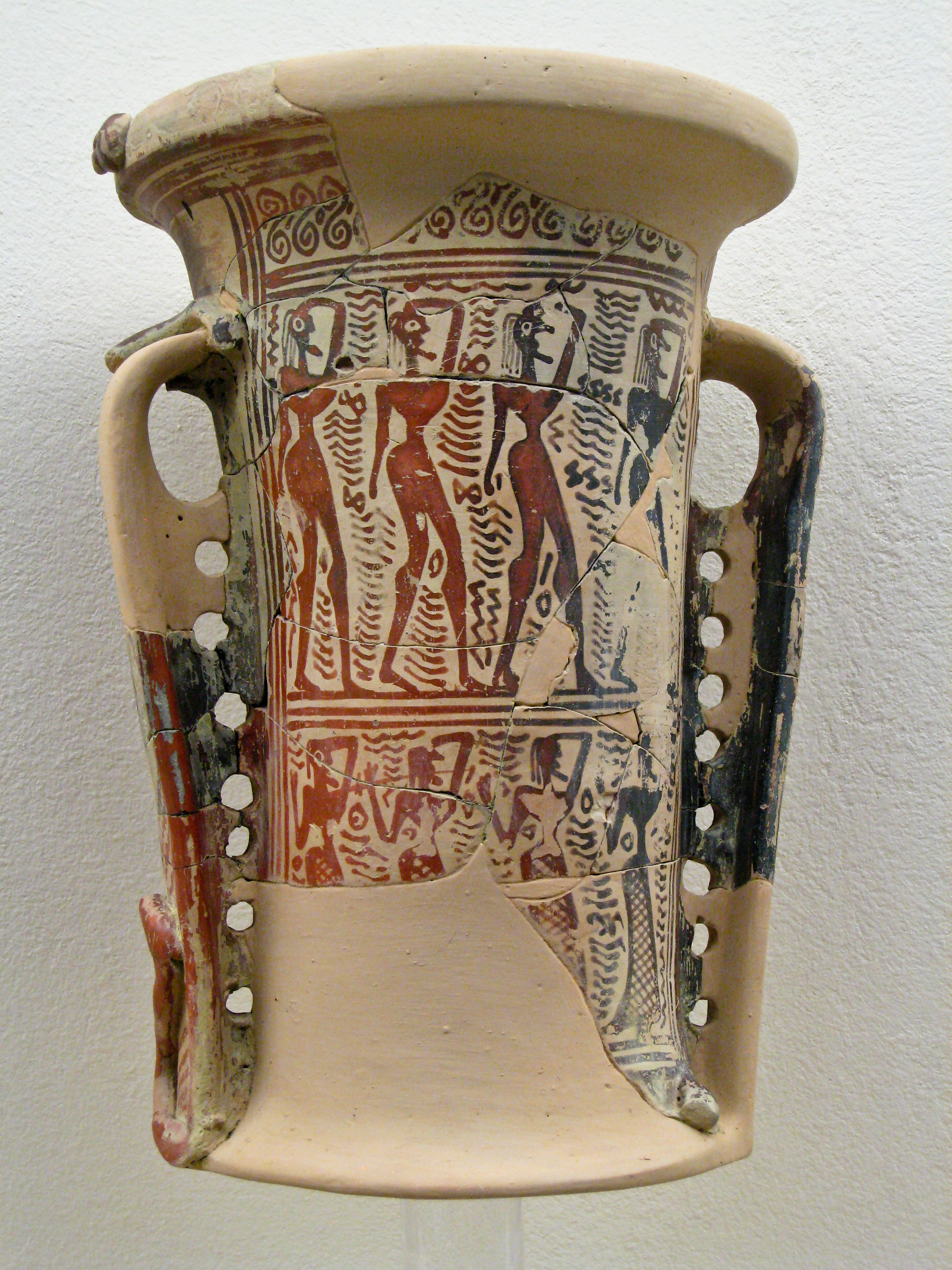
Col de loutrophore. Deuil, les hommes et les femmes. v. 750-700. Musée du Céramique
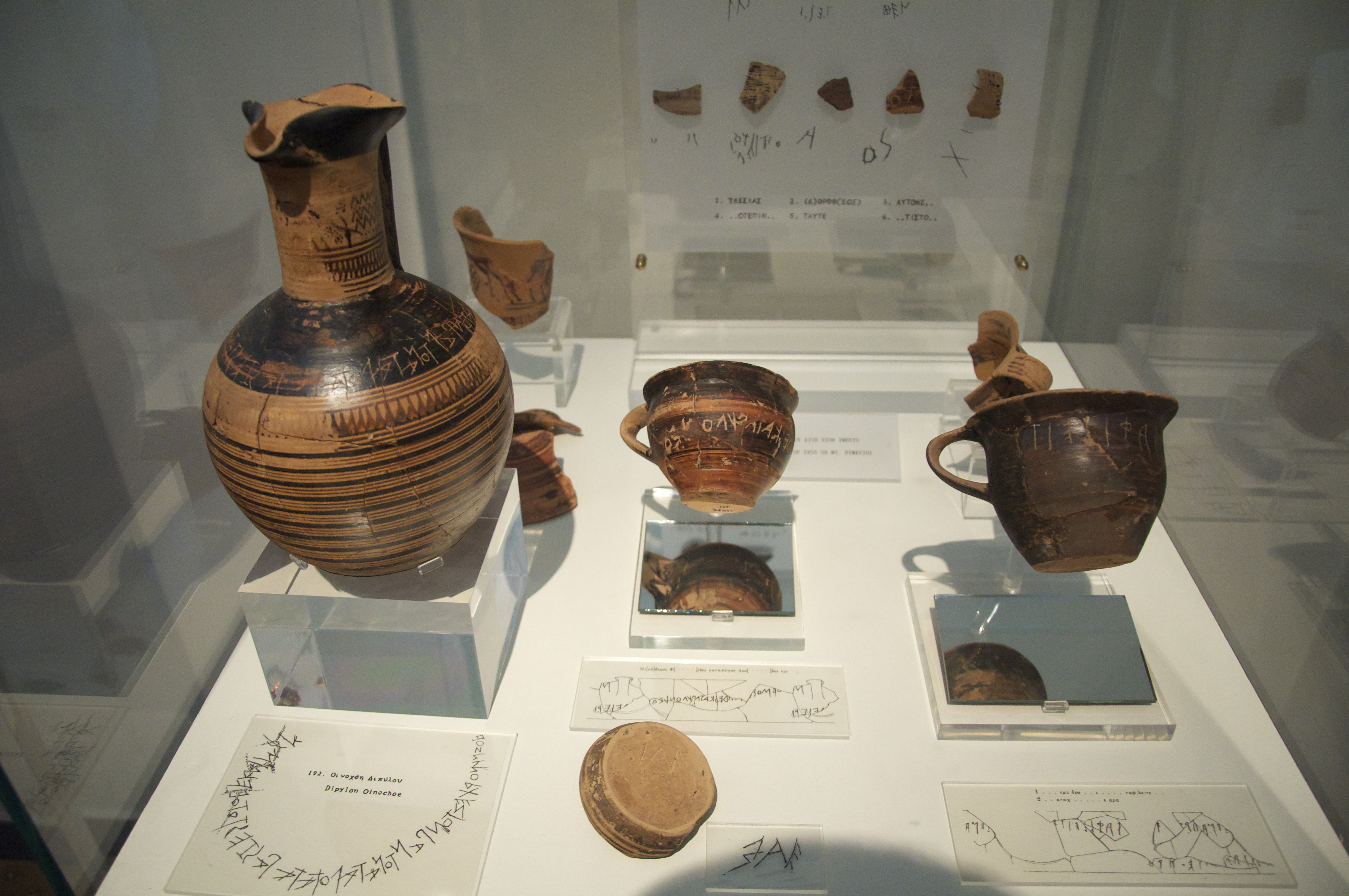
Vases à inscriptions. Cruche à g. v. 730-20. Musée national archéologique d'Athènes
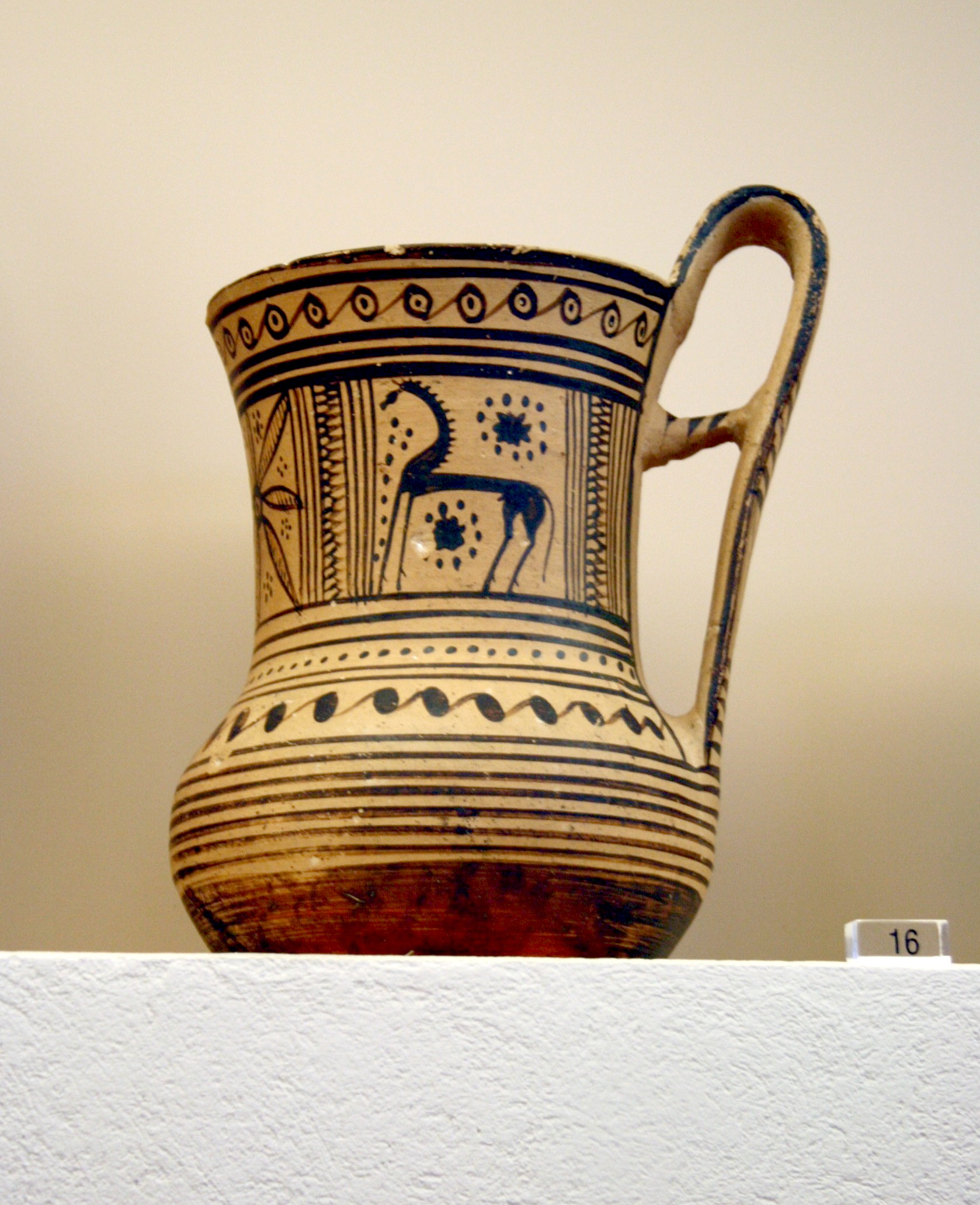
Cruche au cheval. Attique, VIIIe siècle. Musée du Céramique
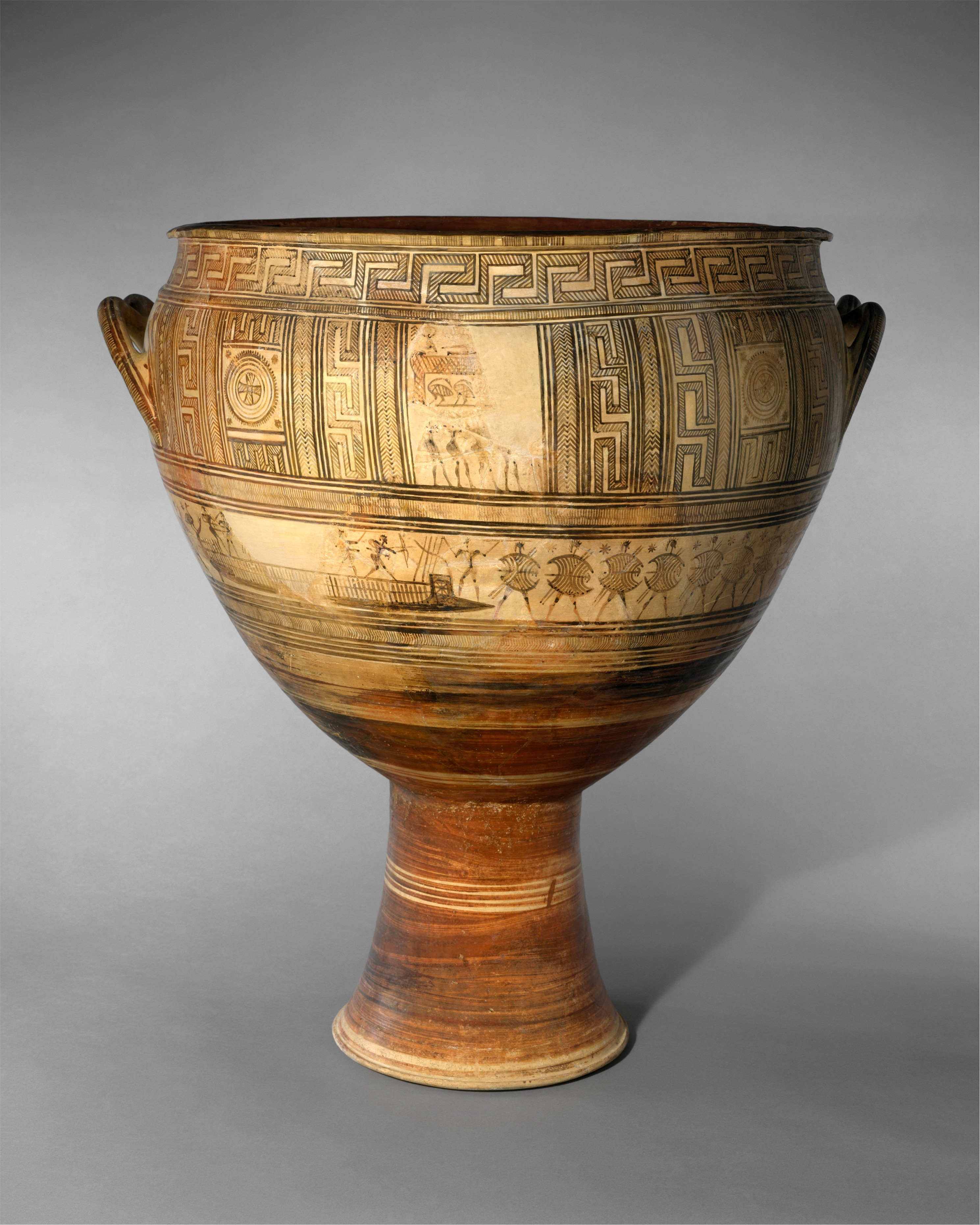
Cratère attique. Scène de l’exposition du mort et combat naval. v. 725. H. 99 cm. The Met
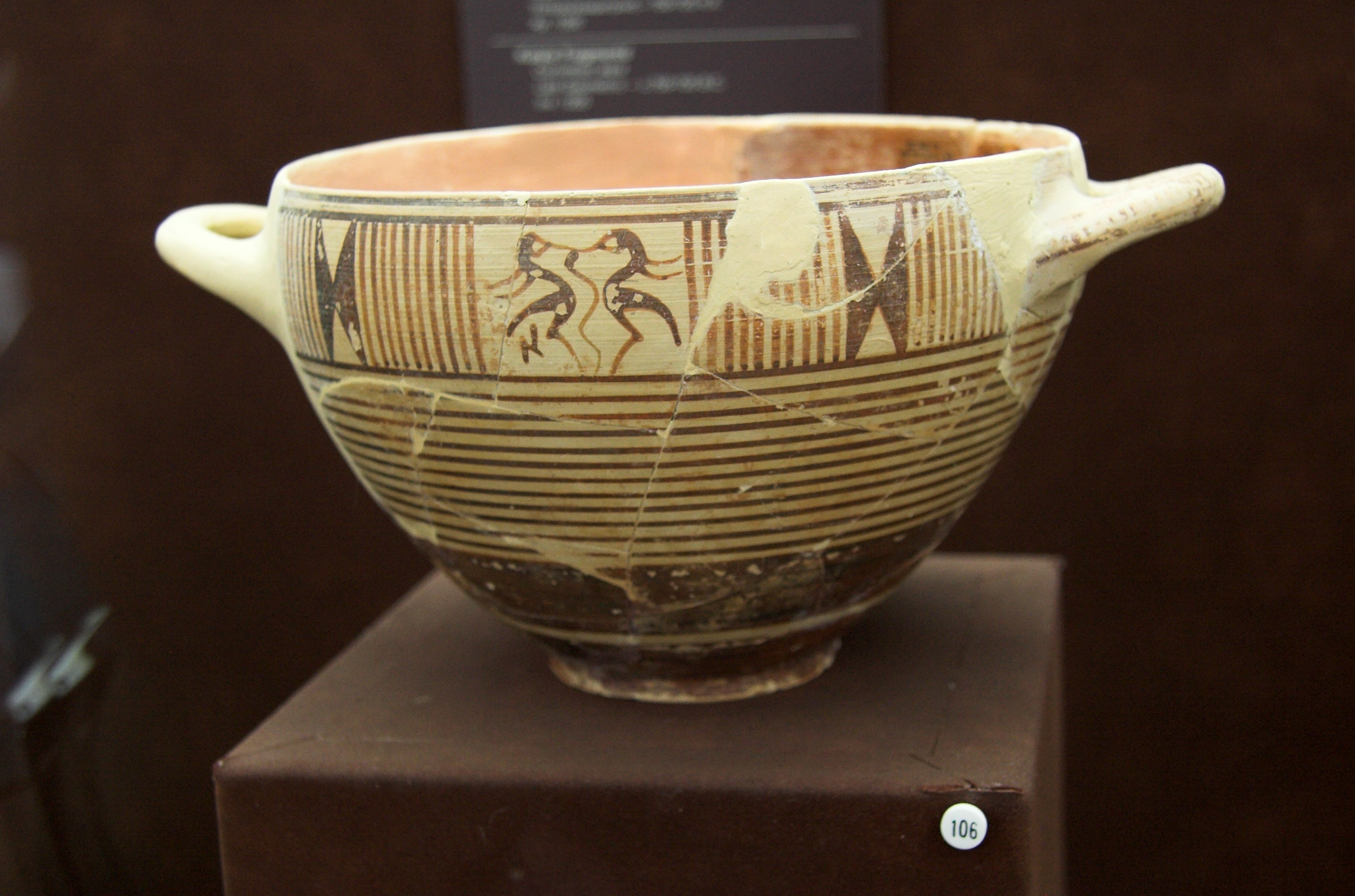
Cotyle géométrique. Corinthe, 750-720. Musée arch. Andros.
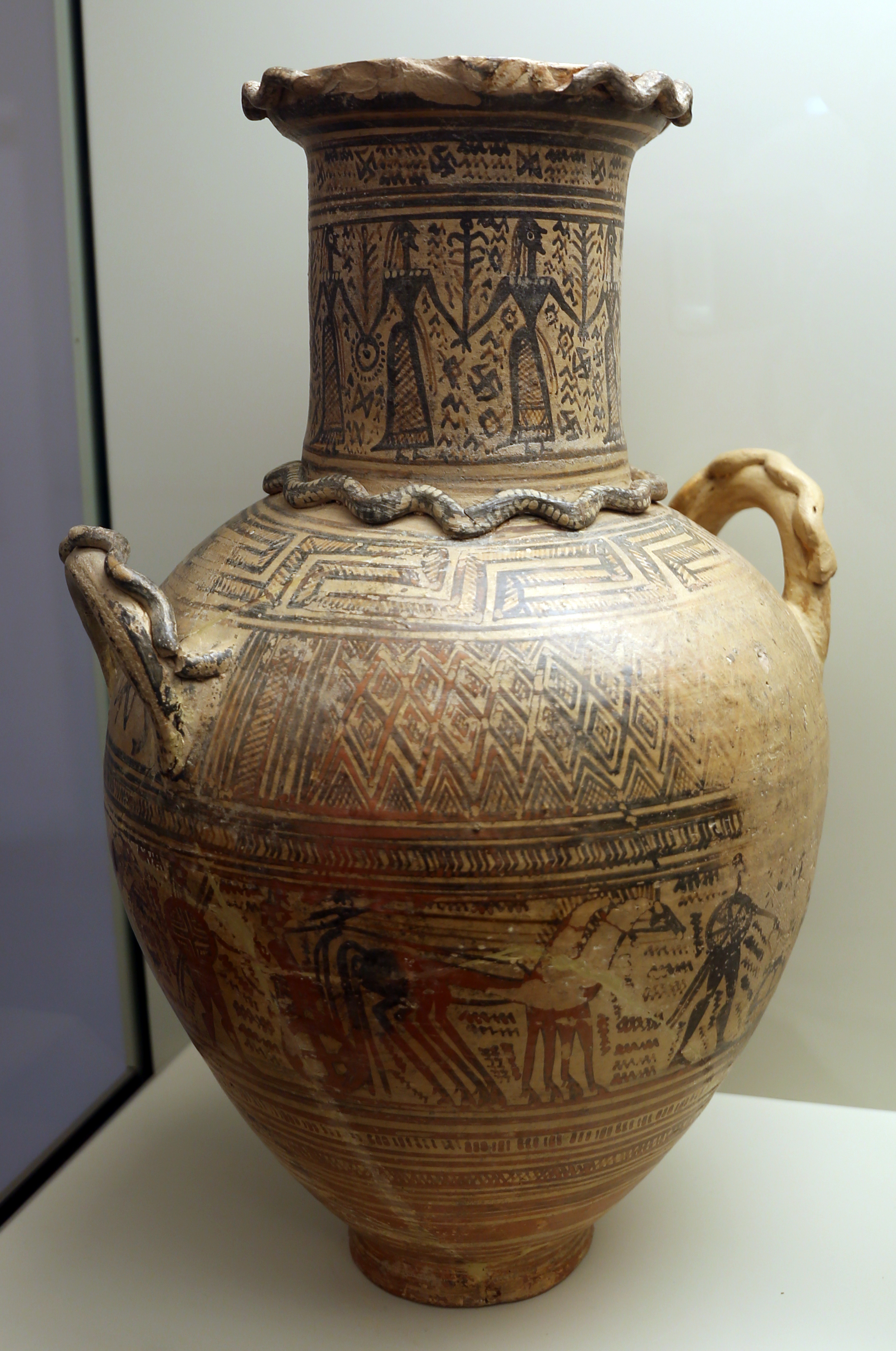
Hydrie attique. Ronde: danseuses, rameaux fleuris ?[27] 725-700 Musée national étrusque de la villa Giulia

## Peinture et bronze: L'enlèvement, le rapt prélude au mariage
Les textes anciens décrivent souvent des actions où le prélude au mariage est la poursuite ou l’enlèvement d’une jeune fille. Sur les peintures ou les bronzes on croit identifier les jeunes filles à marier lorsqu'elles apparaissent en files, en cortèges se tenant par la main tout en portant, en commun, une branche dans chaque main : ce qui semble correspondre à des processions ou des danses lors des fêtes ou à la représentation symbolique de l'âge de la maturation sexuelle des jeunes filles. Les traits distinctifs de la « jeune fille à marier » se retrouvent dans d'autres scènes où elles se trouvent sans leurs compagnes, saisies par le poignet, ou juxtaposées à un solide soldat en armes.
Dans les textes homériques - donc composés à cette époque, mais mis par écrit sous Pisistrate, au VIe siècle AEC - l'âge de mariage conseillé pour un homme de l'aristocratie est 30 ans, pour les filles c'est 19 ans. Dans cette culture le mariage est le résultat d'un arrangement entre hommes, le père et le prétendant. « La fille n'a qu'un rôle passif. Elle n'accomplit pas un acte, elle change de statut ». L'homme « prend femme », aux sens propre et figuré. Il emmène dans son oikos l'épouse qui lui est remise. À côté de l'épouse légitime, parfois plusieurs autres, « en second ». Enfin la ou les concubines apparaissent généralement comme des esclaves achetées ou des captives de guerre.

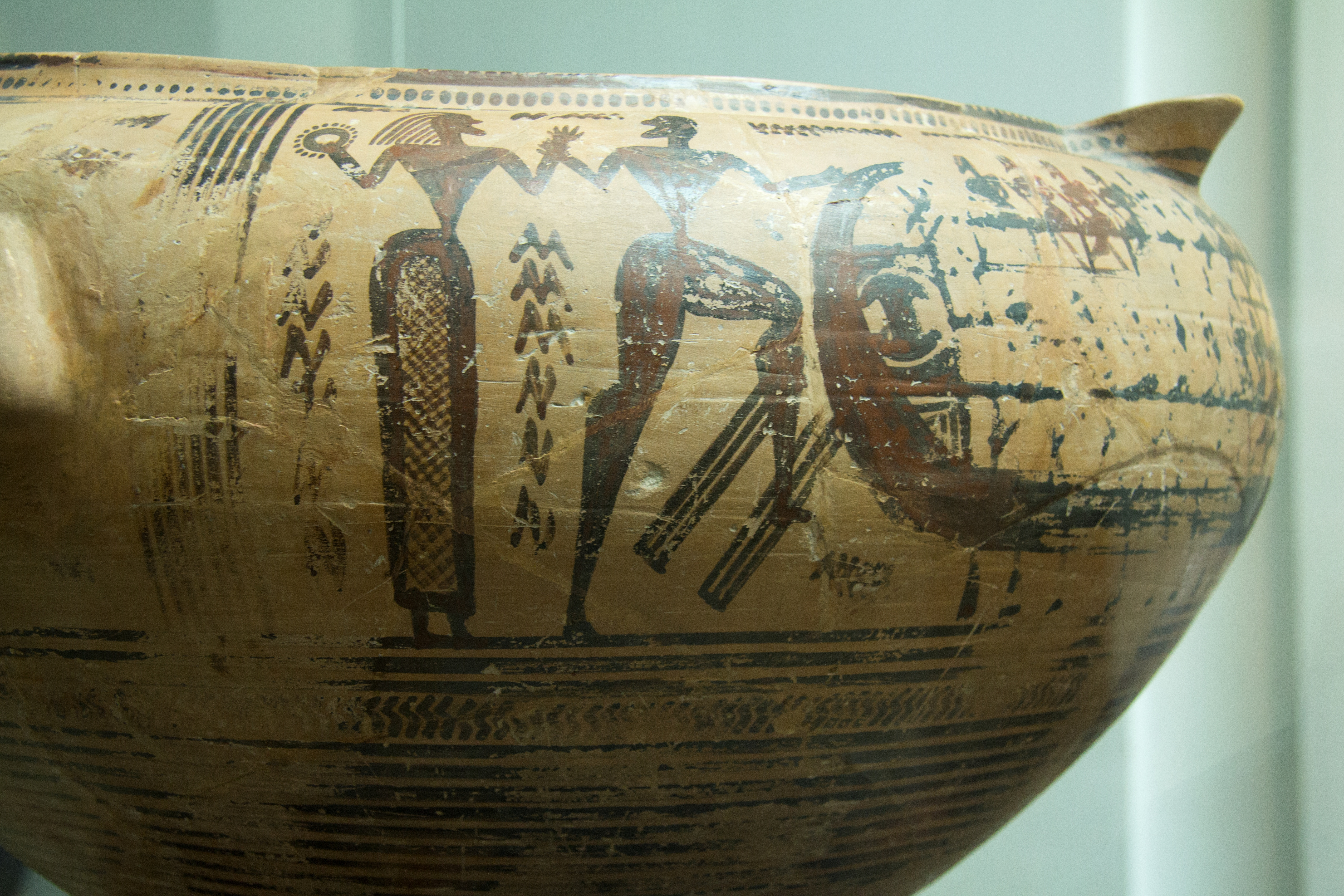
Scène d'enlèvement-mariage ou de rapt. Bateau à deux rangs ou deux niveaux (?) de rameurs. Lébès à bec, Thèbes v. 735.
British Museum

Dans les objets qui nous sont parvenus, le motif du déplacement-enlèvement de la jeune fille à marier semble apparaître plusieurs fois. Ainsi, dans une peinture sur un vase à mêler le vin et l'eau dans les banquets, et un peu plus tardivement, sur un bronze, un support de récipient, vase ou chaudron, dédié au banquet ou offert aux dieux. Sur les deux supports l'homme est montré comme un chef par sa taille, en train d'embarquer sur son bateau, ou debout à une extrémité du bateau. Il domine de sa taille "énorme" ses rameurs. L'échelle des personnages exprimant une hiérarchie sociale. Dans la peinture, la femme est à la même échelle que l'homme. Il pourrait s'agir du rapt d'une femme mariée, comme Hélène enlevée par Pâris. À moins que le geste qui les unit ne prête à confusion ; certains y voient le geste de séparation entre une épouse et son mari. Ce geste relève d'un code, qui est évoqué par la description du bouclier d'Achille, dans l'Iliade, où « des jeunes gens et des jeunes filles, pour lesquelles un mari donnerait bien des bœufs, sont là qui dansent en se tenant la main au-dessus du poignet ». Le disque entouré de point (une "rosette") que la jeune fille tient dans sa main droite est un élément qui revient très souvent dans les scènes de rondes de femmes ou de jeunes filles, probablement lors de fêtes rituelles. Dans l'objet en bronze la figure féminine est bien plus petite que celle de l'homme, cette différence de taille étant probablement significative ; esclave ou captive de guerre ?
Le motif du rapt revient souvent dans la mythologie. C'est, par exemple, le rapt de Perséphone, ou Coré, qui apparaît dans le second hymne homérique, ou Hymne homérique à Déméter, et qui remonte à une date comprise entre la seconde moitié du VIIe siècle et la première moitié du VIe siècle av. J.-C. Le rapt pouvait aussi être une pratique instituée localement, dans la Grèce antique. Ainsi, pour ne citer qu'un exemple, Plutarque (« Lycurgue », 15, dans Vies parallèles) précise que « Ils (les Lacédémoniens, ou Spartiates) épousaient par rapt des jeunes filles non pas petites ou encore vertes pour le mariage, mais florissantes et mûres » (à 19 ans).
« Dans l’Antiquité grecque, le mythe justifie souvent les pratiques sociales et permet d’interroger la part de violence dans les actes, la manière de l’oblitérer ou de la nier et les raisons qui prévalent à de tels omissions/silences. »

## Scène de bataille et cimetière à Paros

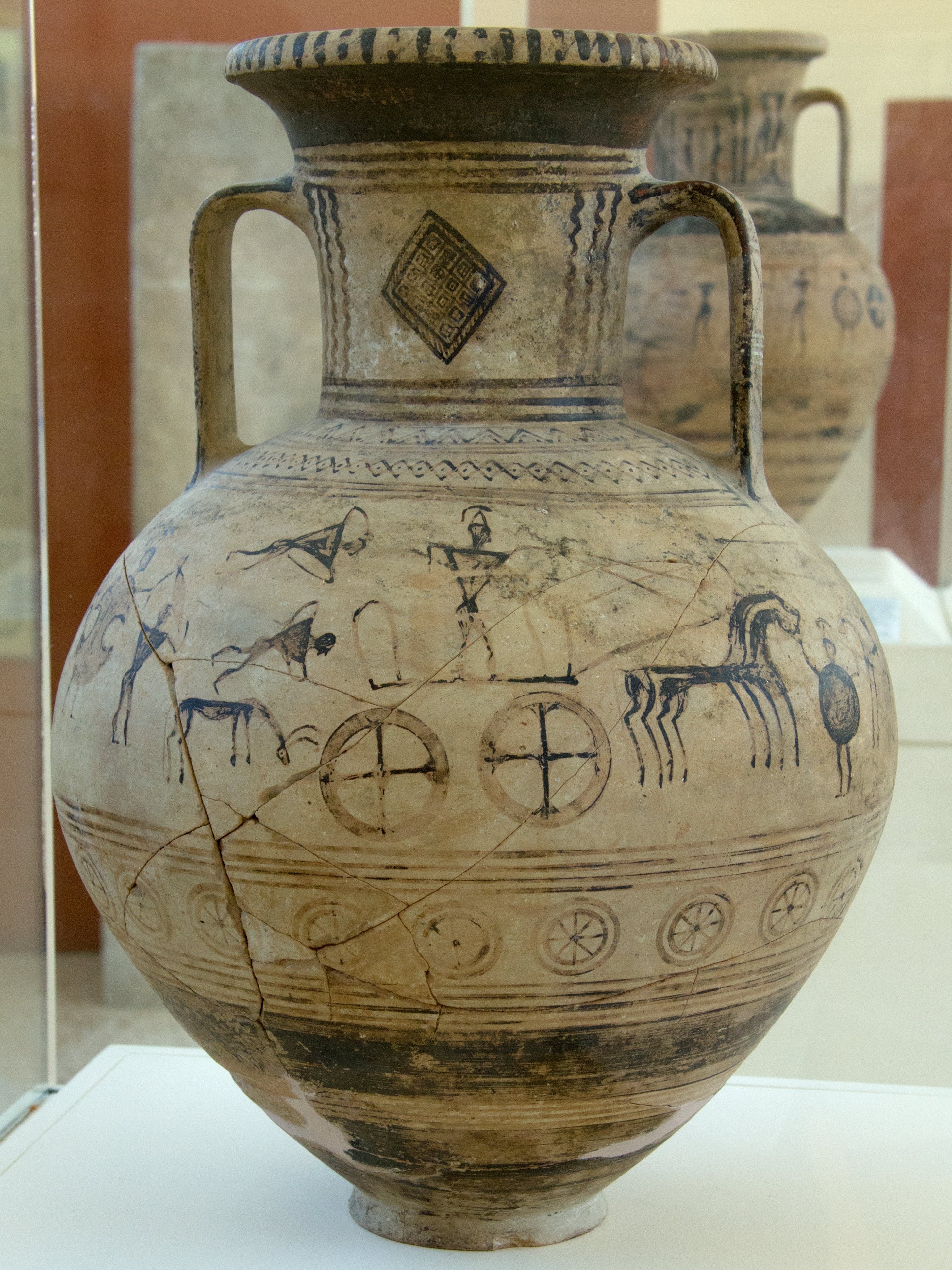
Amphore à la scène de bataille terrestre. Paros, VIIIe siècle. Musée arch. Paros
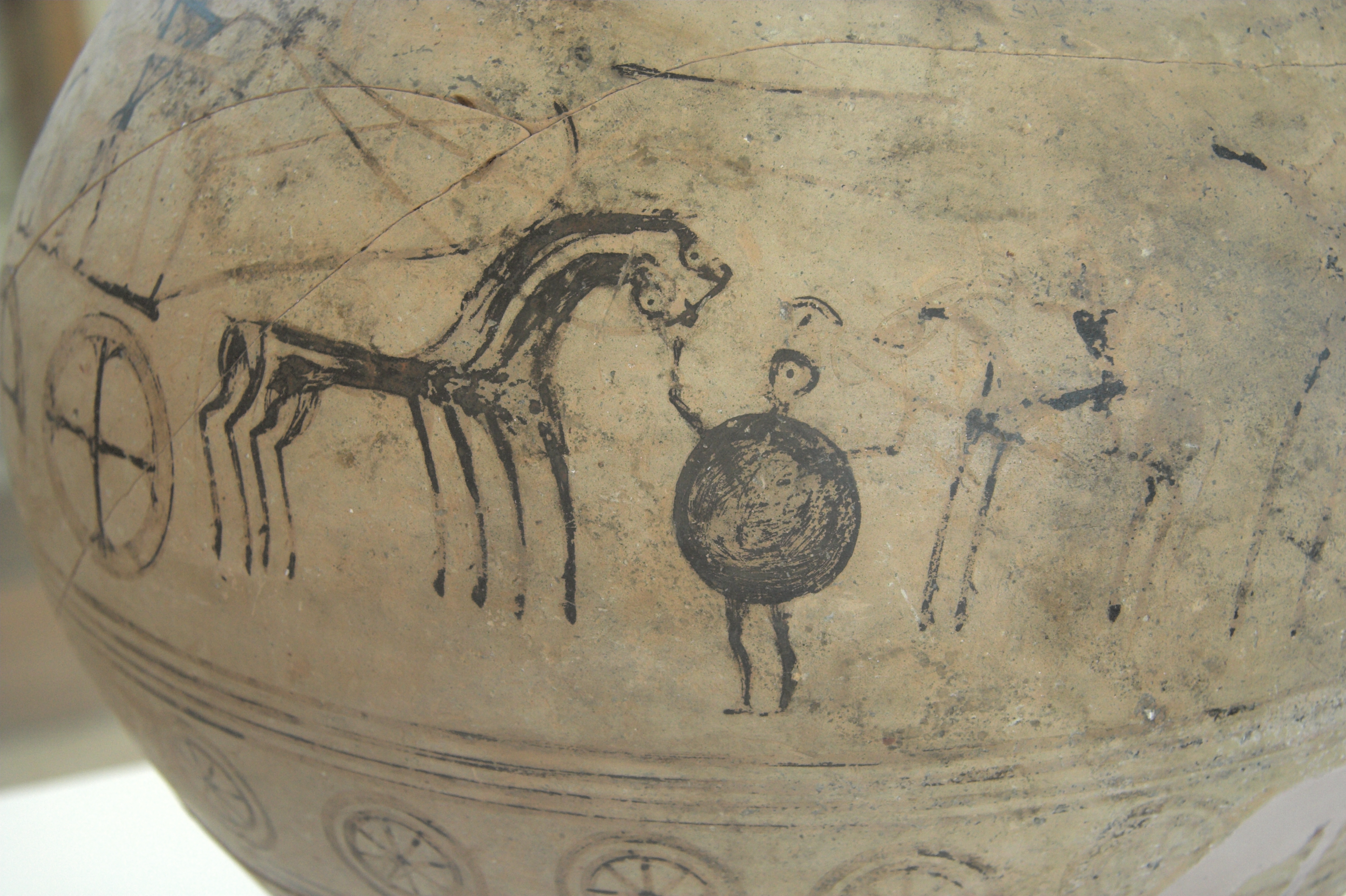
Soldat au bouclier rond affrontant un char
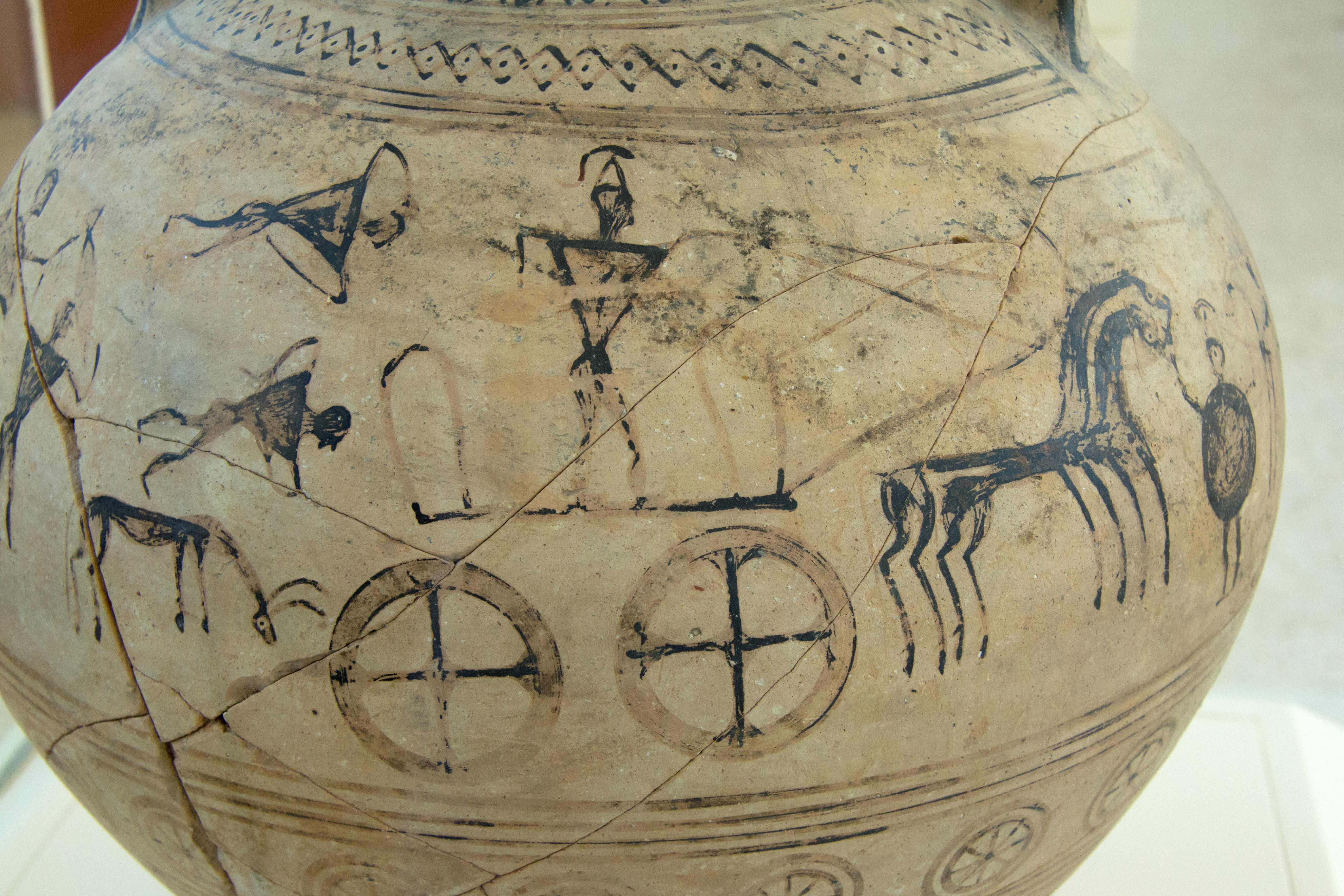
Char à deux chevaux sur le champ de bataille, "chevreau paissant"
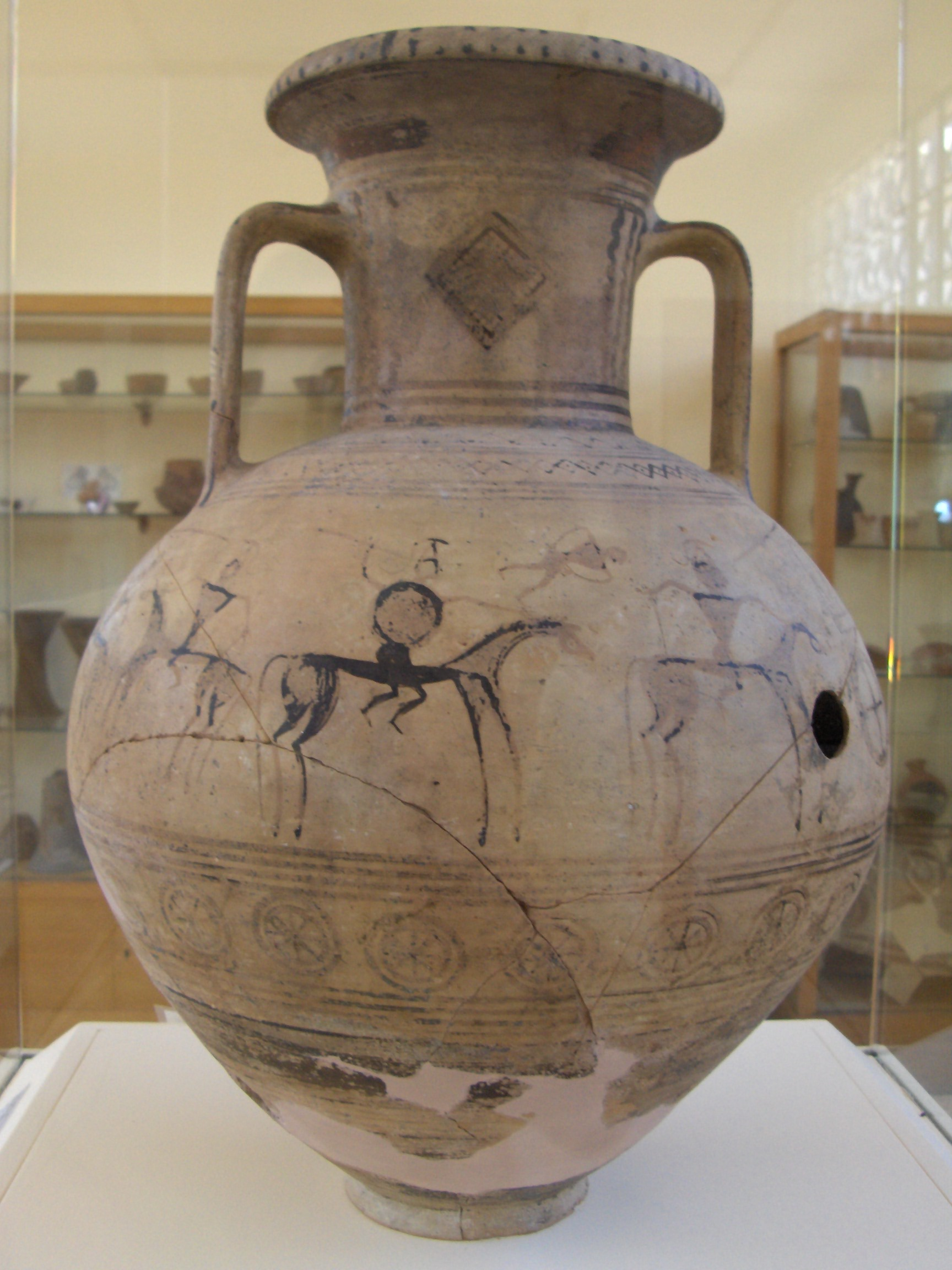
Cavaliers dans les deux sens, combattant des hommes apparemment désarmés
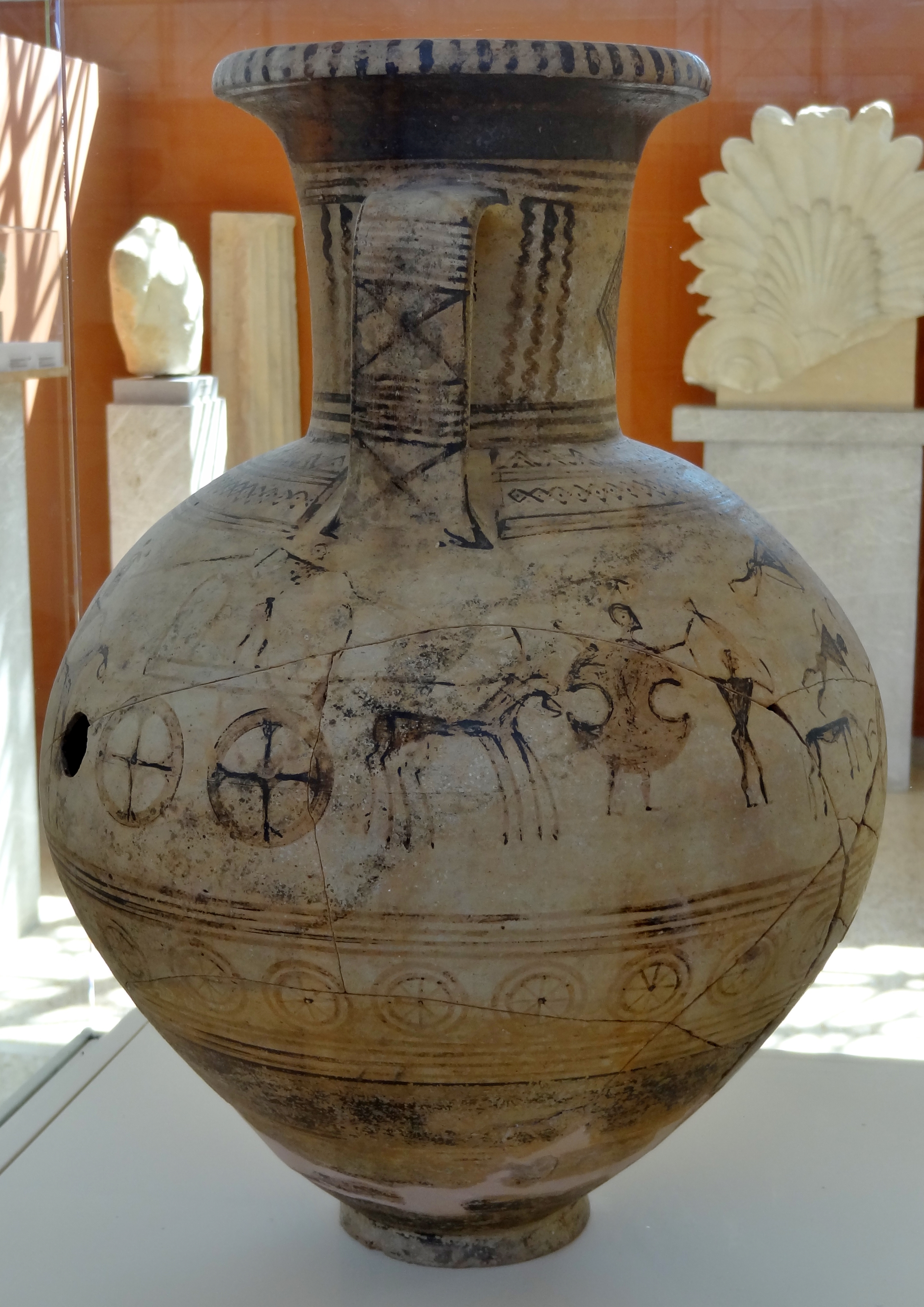
Char et soldat poursuivant un homme

Deux grandes amphores du Musée archéologique de Paros présentent des scènes de bataille dont la composition tranche avec les compositions très ordonnées des vases aristocratiques d'Attique. L'impression de désordre, si caractéristique de la réalité, est produite par l'espace presque un "paysage", où l'image d'un "chevreau paissant" permet de situer la scène dans les prés qui entourent la cité. Elles ont été découvertes dans le polyandrion, la fosse commune antique de Paros. Celle-ci a livré environ 120 urnes funéraires qui rassemblaient les restes d'hommes entre 18 et 40 ans, et traités de manière égalitaire, en l'absence notable de toute hiérarchie. Ces témoignages inaugurent la notion d'un cimetière de la cité, par opposition à une conception élitiste, ici celle de leurs ennemis à Naxos, et aux antipodes des rites familiaux et ostentatoires du cimetière du Dipylon, à Athènes.
Cette tombe collective (polyandrion) des 120 soldats, à Paros, avec des indices de cérémonies funéraires en leur mémoire pendant deux siècles, est vue comme l'indice d'une cité à l'état naissant.

## Sculpture

### Offrandes rituelles
De nombreuses sculptures de cette époque qui nous sont parvenues sont des objets rituels. Beaucoup ont été découverts au XIXe siècle, notamment sur le site d'Olympie. Il s'agit souvent d'offrandes votives. La majorité des statuettes votives dans les sanctuaires grecs sont des animaux, en général des mâles, des figurines de chevaux, bœufs, moutons, chiens, oies, poules, lièvres et cerfs. Ces représentations animales et humaines font preuve d'une stylisation remarquable et distincte de celle opérée par les peintres sur vases en céramique. Les figurines d'animaux (lorsqu'elles n'étaient pas fixées, à l'origine, aux anses des chaudrons) étaient de modestes offrandes au dieu qui se substituaient à l'animal réel ; elles pouvaient être en terre cuite, ou, plus précieuses, en bronze. Les chevaux sont les plus nombreux. Plusieurs façons de styliser leur corps permettent d'identifier le site de leur production : en particulier Athènes, Sparte, Argos et Corinthe qui en ont produit beaucoup. À Corinthe, les bronziers ont trouvé une solution pour économiser le bronze dans les parties renflées qui en auraient nécessité beaucoup ; ils ont pris, au contraire, une feuille mince de bronze qui pouvait être bombée mais sur une belle largeur, alors que la tête et le corps étaient réduits au minimum.
Le chaudron en cuve clouée, à anse et pieds martelés et qui reposait sur un trépied, était d'abord en usage dans les banquets et le signe extérieur de richesse le plus évident. Il a été ensuite déposé dans les grands sanctuaires (Acropole d'Athènes, Delphes et surtout au temple de Zeus à Olympie) comme offrande prestigieuse. Ainsi l'auteur de l'offrande se faisait remarquer par la taille de l'objet qu'il déposait aux yeux de tous. Cette offrande, qui était objectivement une perte pour son propriétaire, était le signe de sa richesse et du pouvoir auquel il pouvait prétendre. Dans la rivalité entre puissants leur richesse pouvait ainsi fondre.
Au sommet des anses du chaudron apparaissent alors des animaux, souvent des chevaux, mais aussi des hommes. Leur stylisation s'éloigne sensiblement des peintures sur vases, la tête est nettement plus détaillée, le buste plus épais quoique géométrisé, les jambes moins bien galbées qu'en peinture, les articulations étant nécessairement plus épaisses.

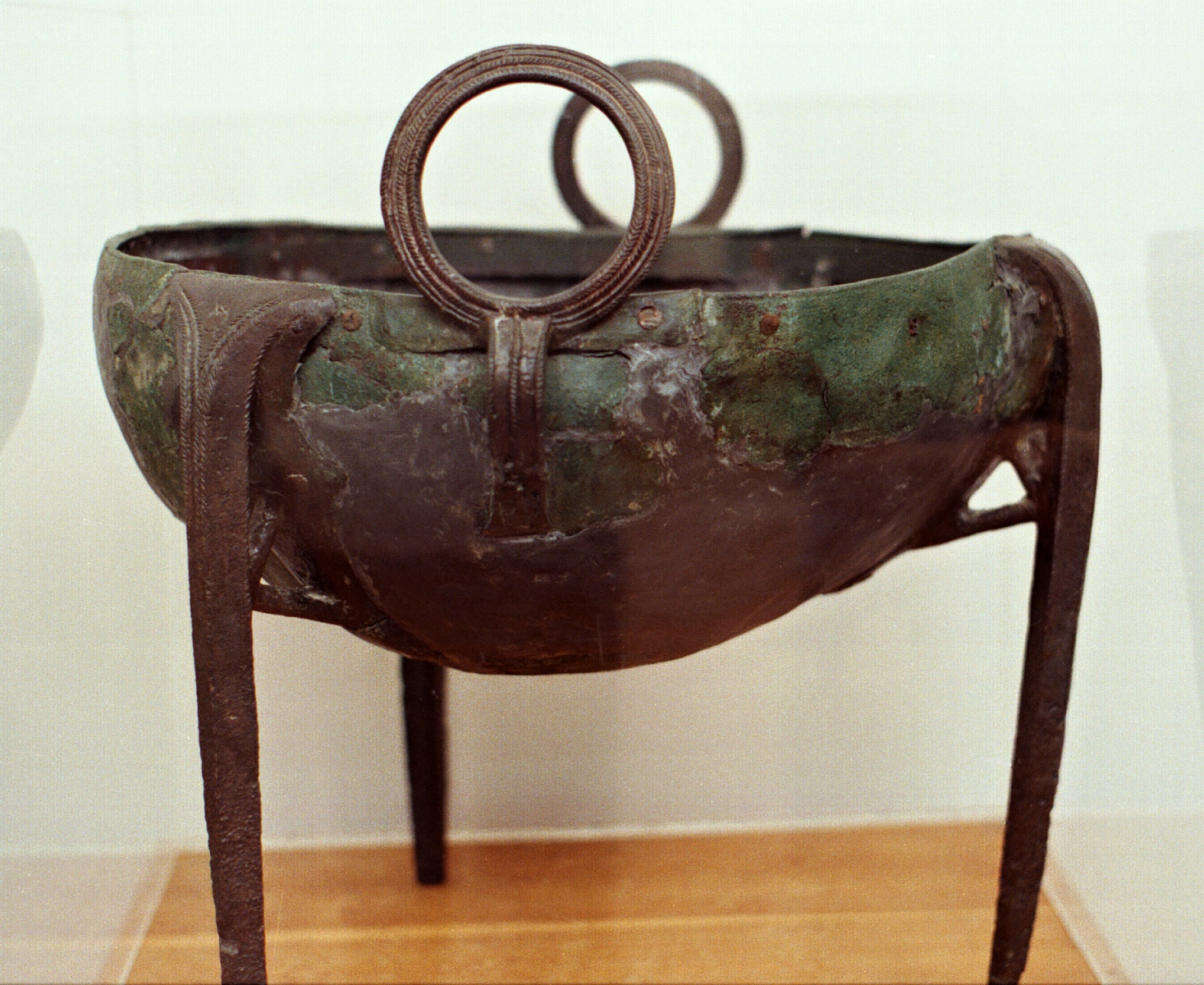
Chaudron sur trépied simple. Bronze, H. 65 cm. Sanctuaire de Zeus, vers 900. Musée archéologique d'Olympie
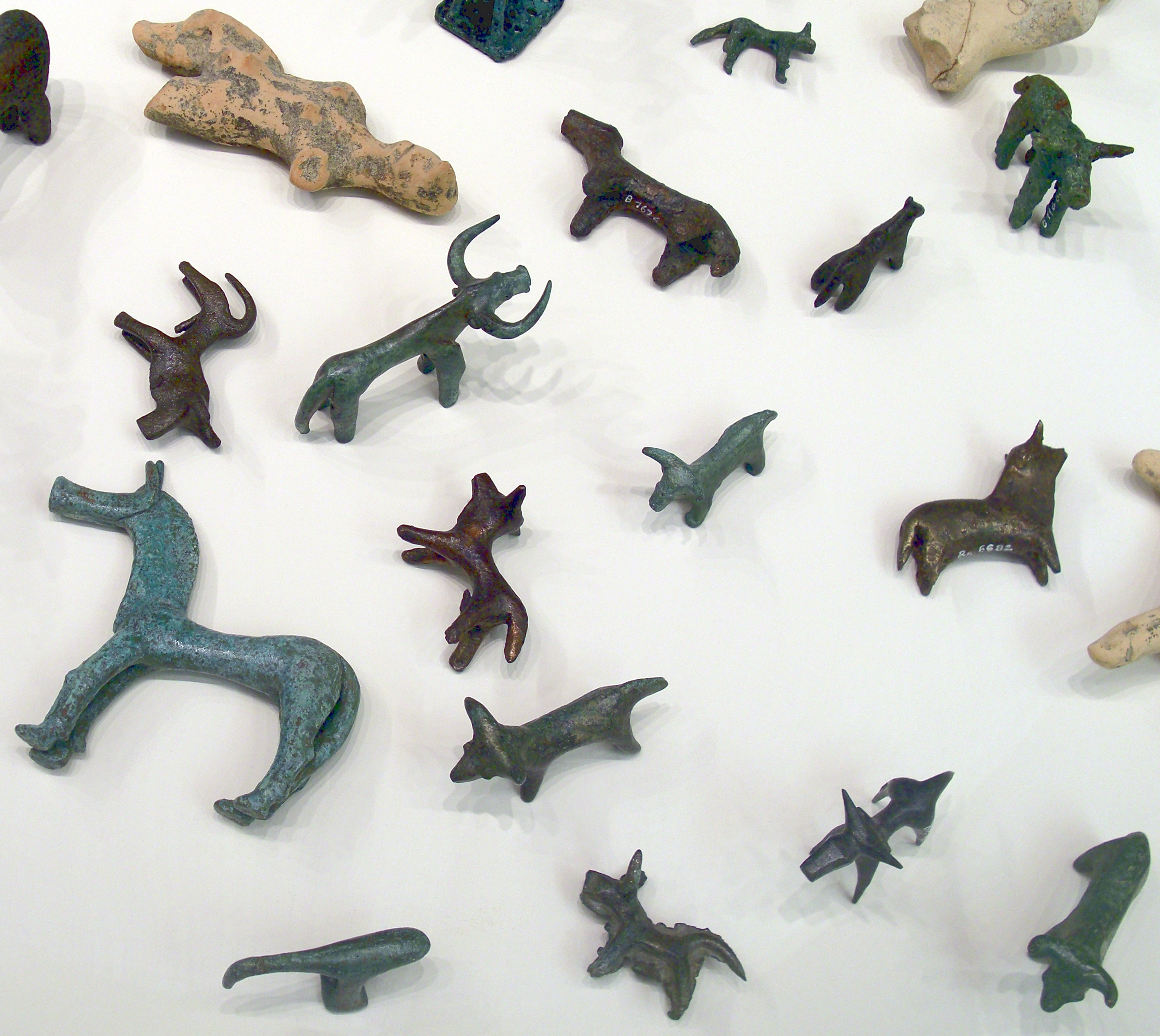
Offrandes à Zeus en forme d'animaux (bronze) et d'homme (céramique). IXe – VIIIe siècle. Musée archéologique d'Olympie
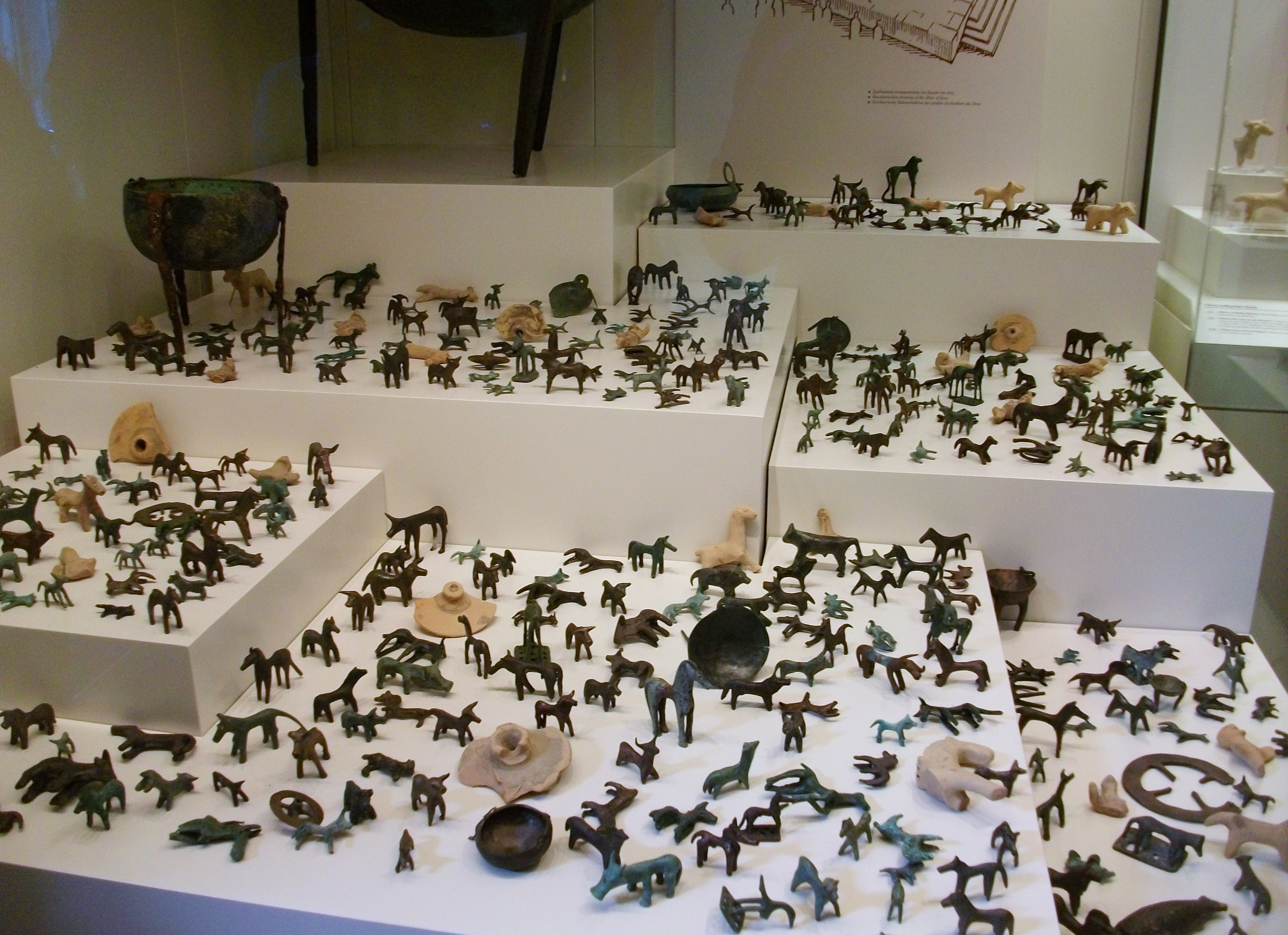
Offrandes à Zeus trouvées dans les cendres de l'autel de Zeus à Olympie. IXe – VIIIe siècle. Musée archéologique d'Olympie
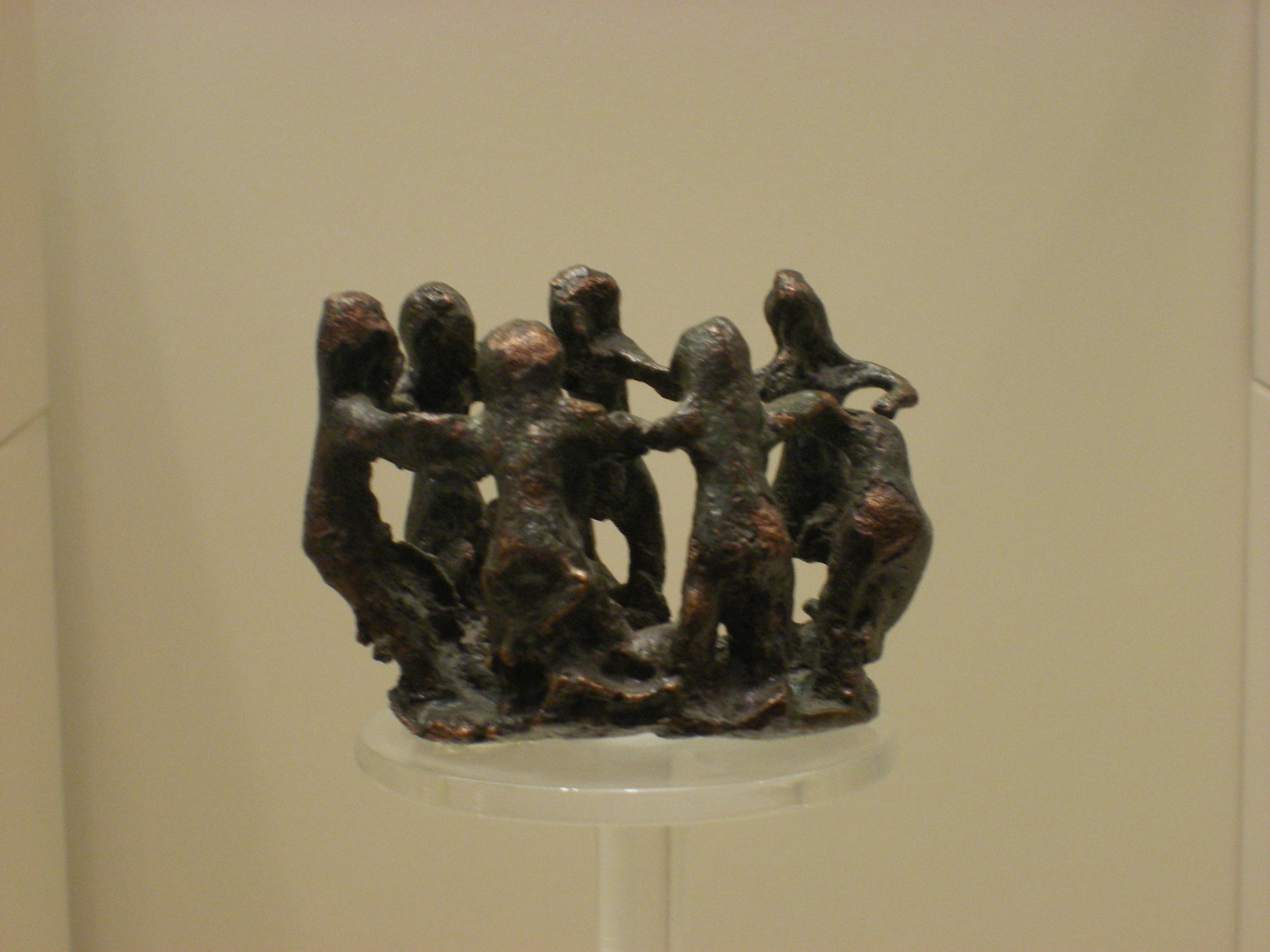
Danse rituelle. Bronze votif. VIIIe siècle. Musée archéologique d'Olympie
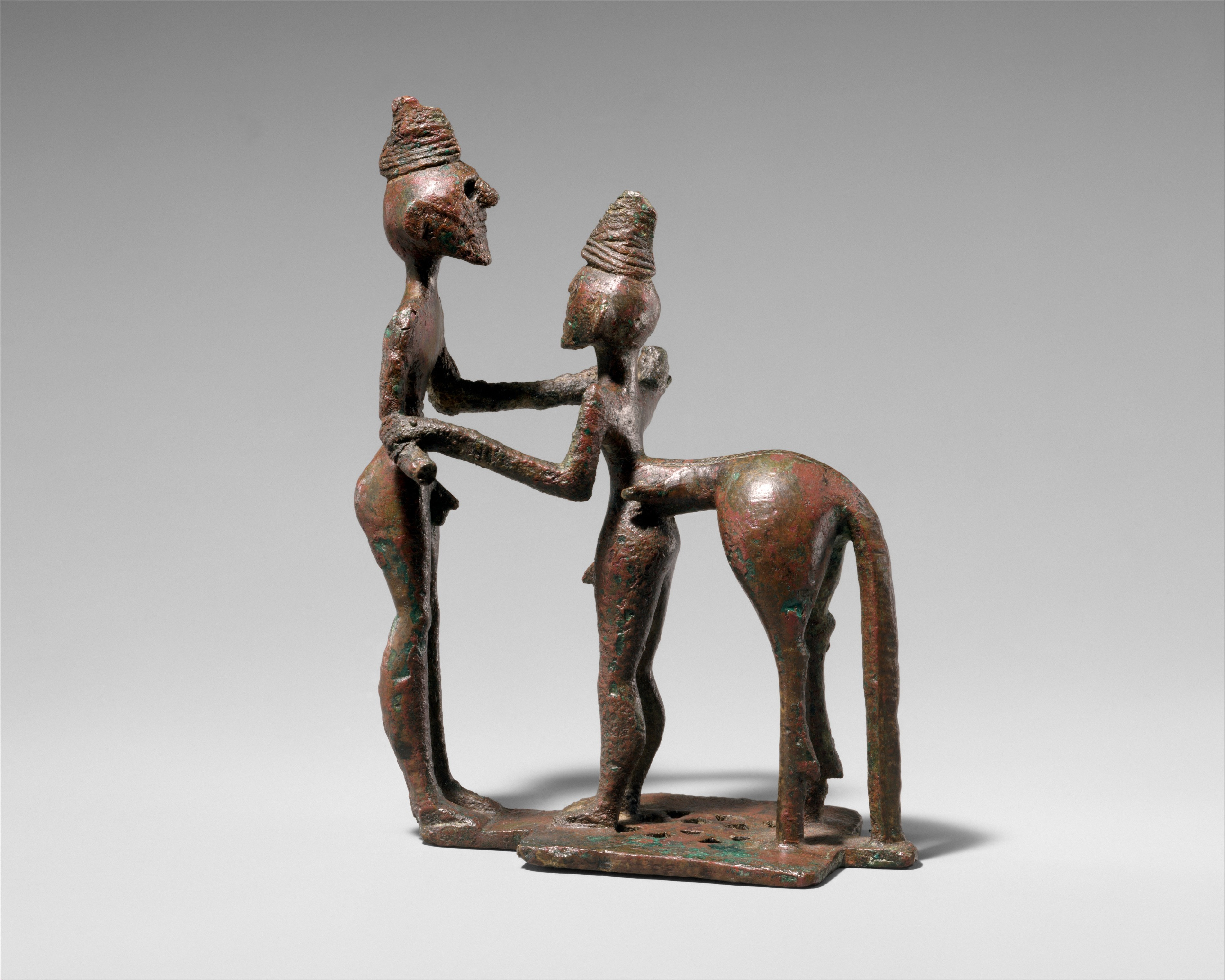
Homme et centaure. Milieu du VIIIe siècle. 11 cm. The Met
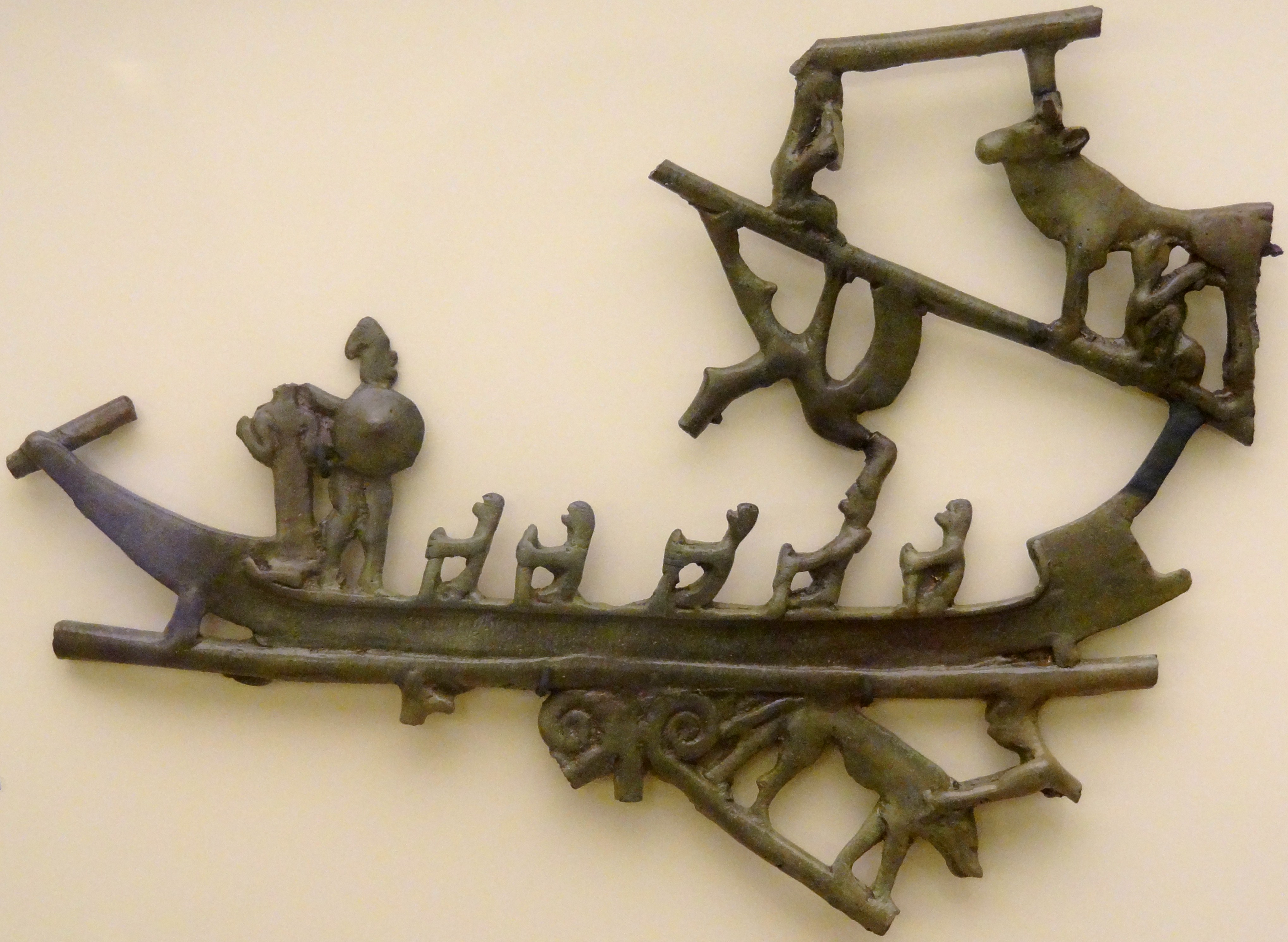
Scène de rapt (?) sur un bateau. Bronze. Musée archéologique d'Héraklion[50].
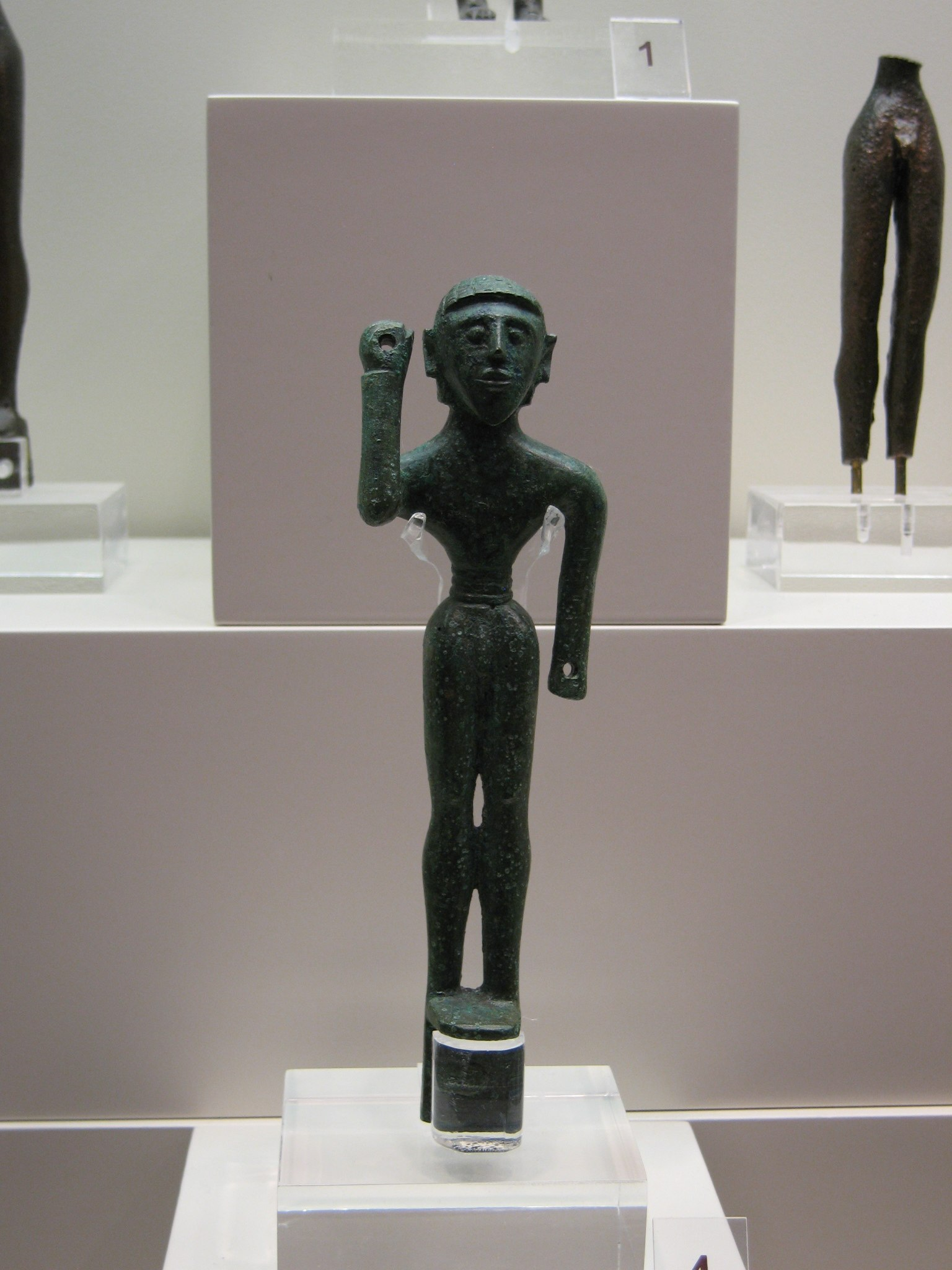
Statuette d'un homme nu à ceinture[51], vers 750-725. Élément d'un chaudron de bronze, H. 14,5 cm. Musée arch. d'Olympie.
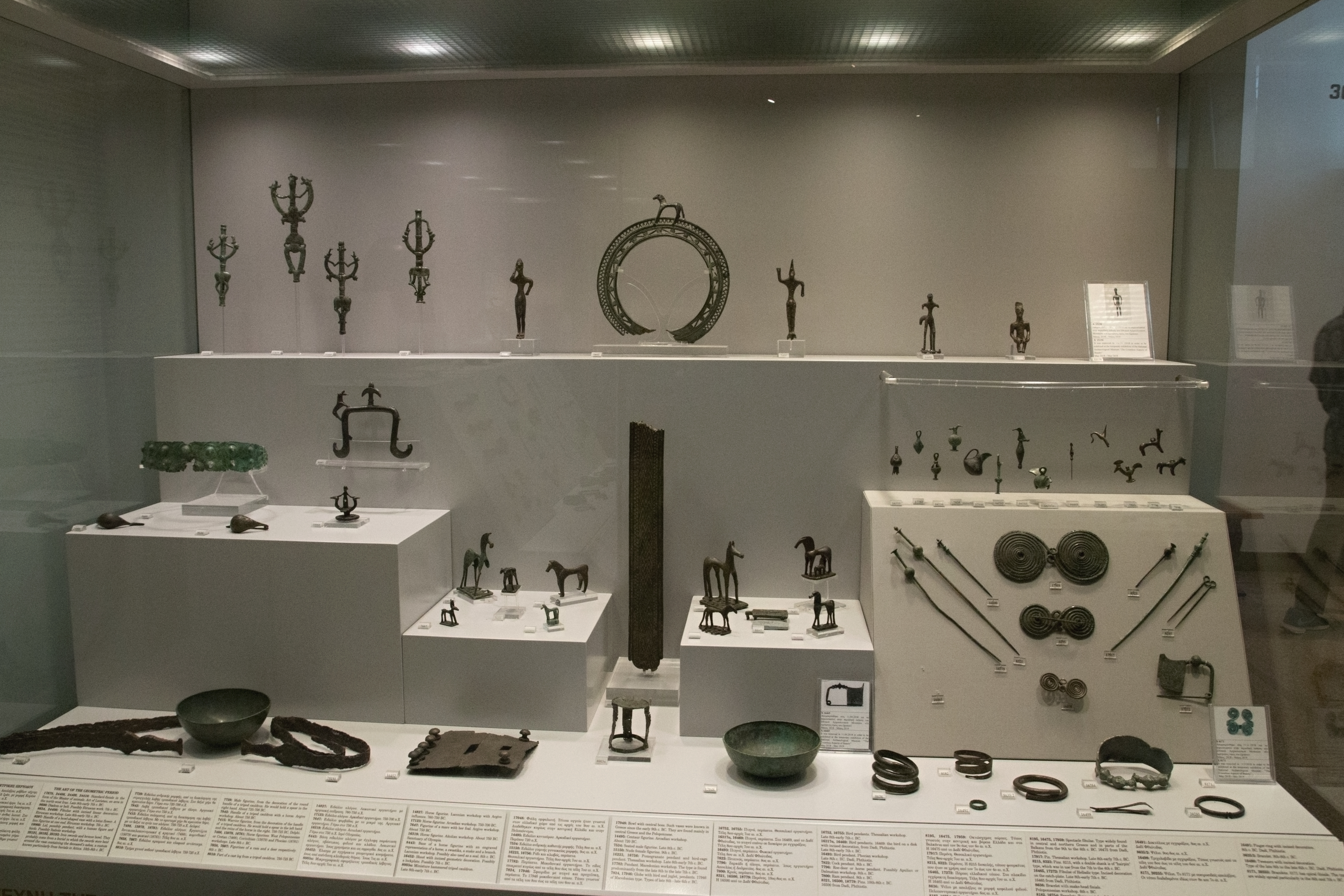
Petits bronzes de l'époque géométrique. Musée national archéologique d'Athènes
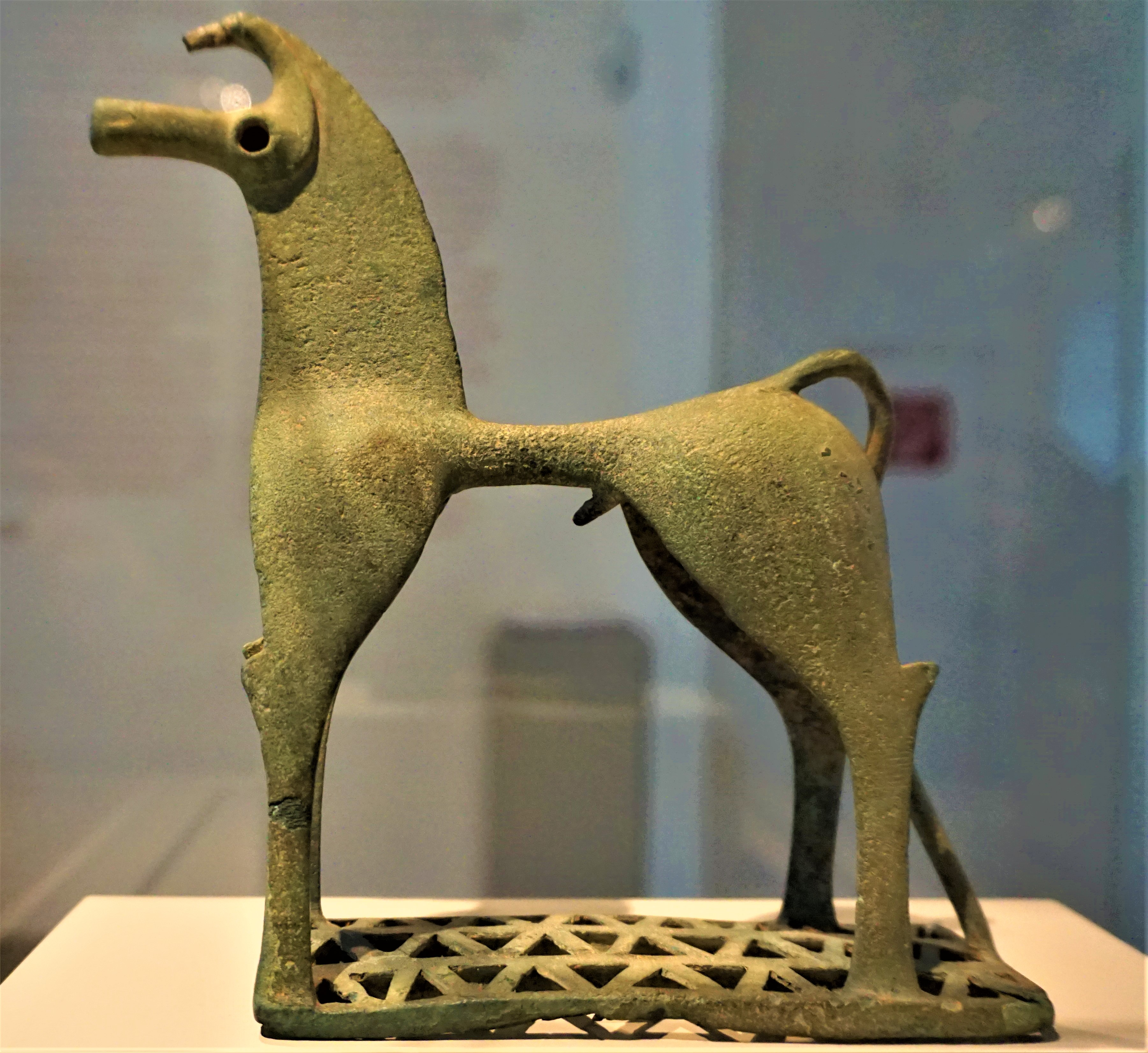
Cheval. Statuette votive. Corinthe, Vers 730. Bronze à patine légère, H. 16 cm. Altes Museum
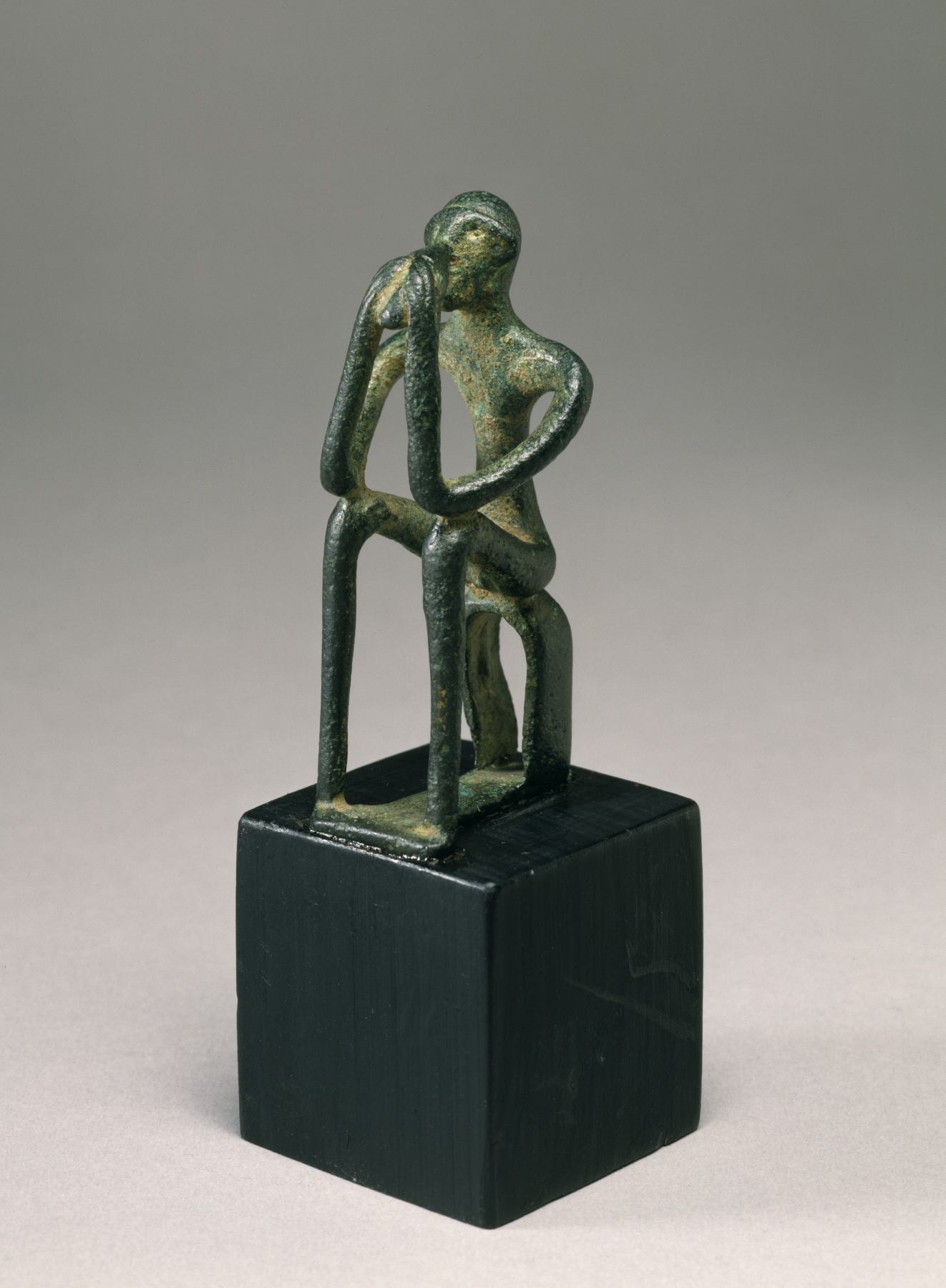
Statuette d'un homme assis, buvant (?). Bronze, Élide, 750-700. Walters Art Museum
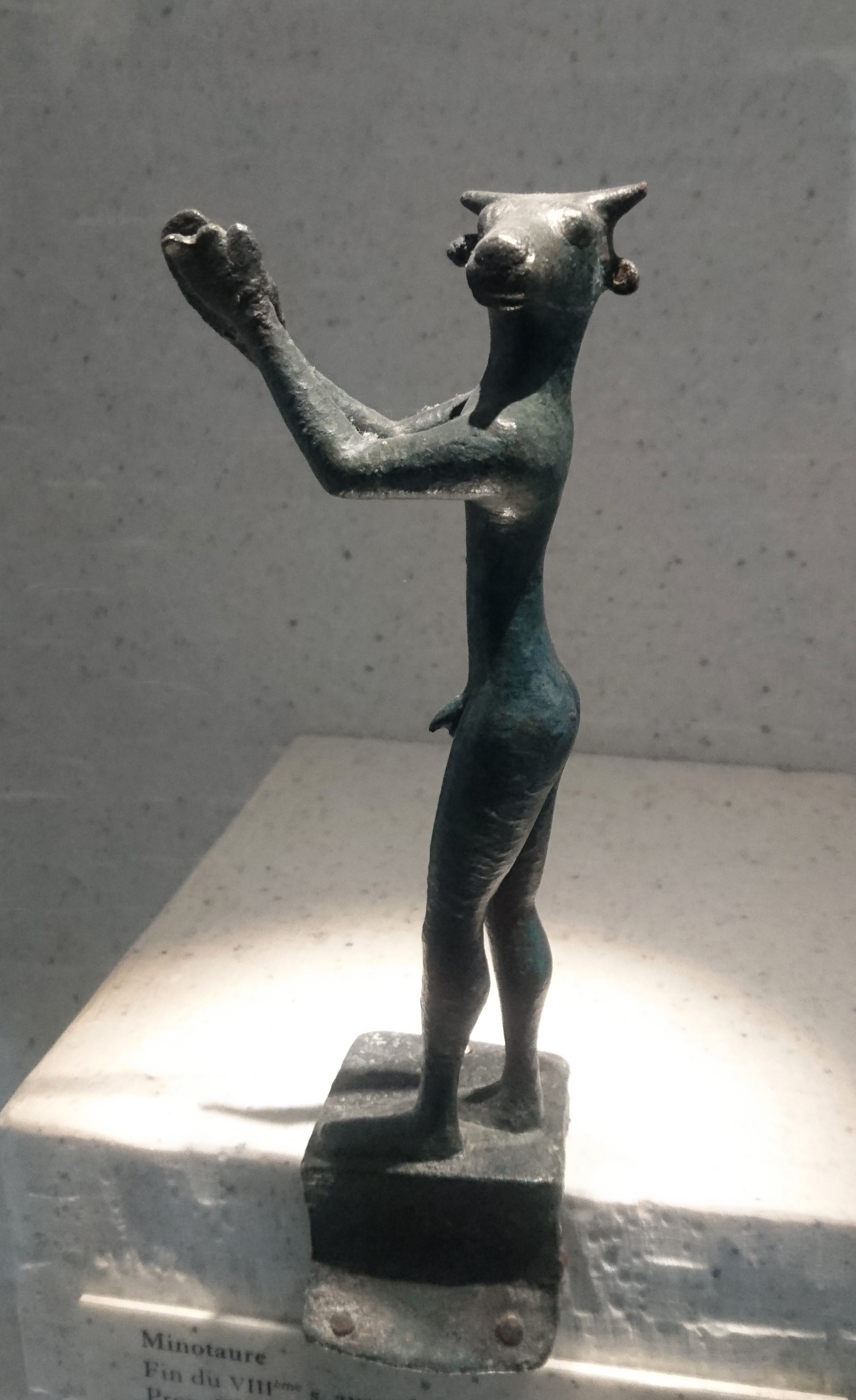
Minotaure. Support de poignée de tripode. Bronze, H. 18,4 cm. Fin du VIIIe siècle. Louvre
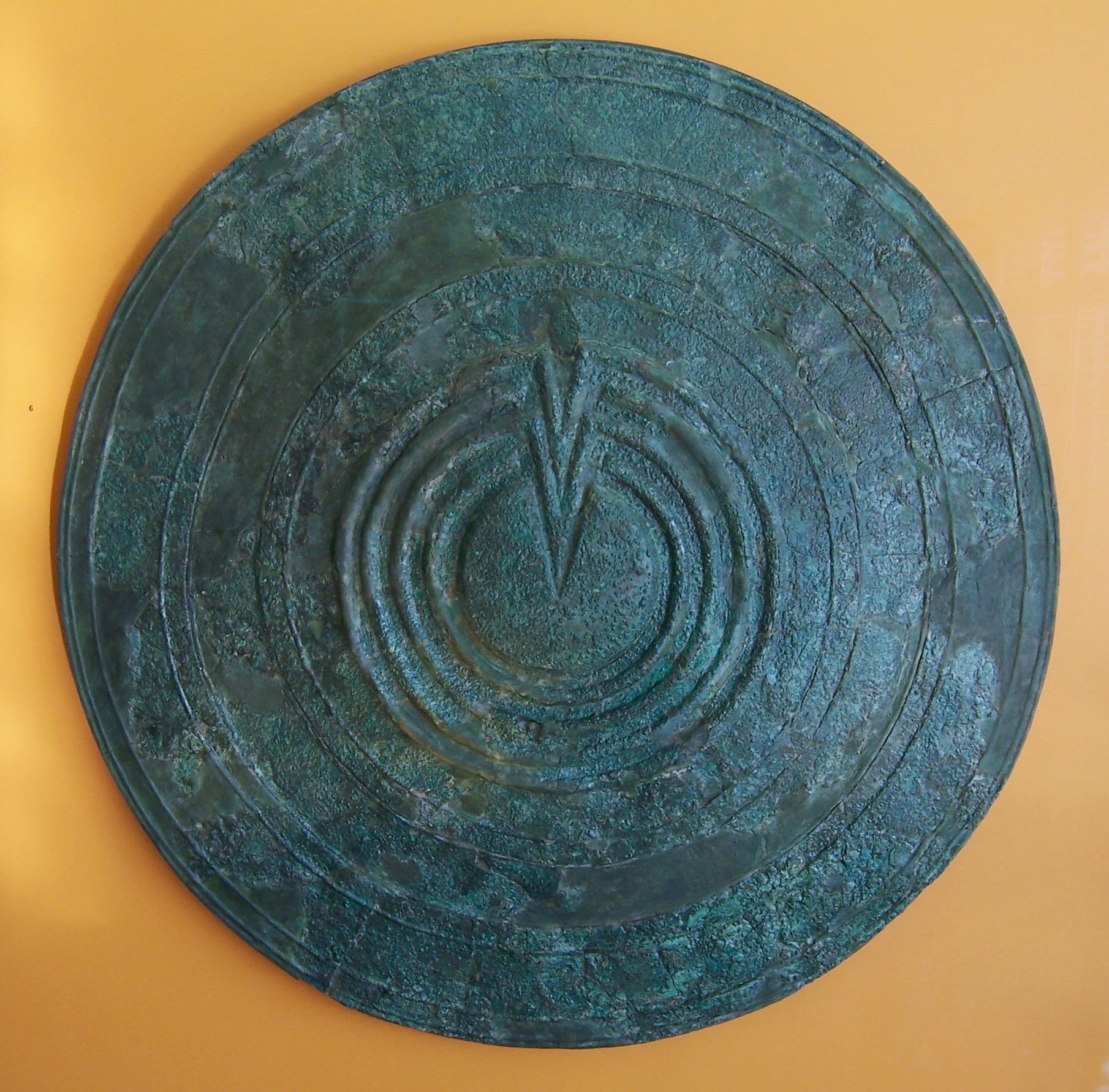
Bouclier votif en bronze. Delphes, fin du VIIIe siècle. Musée archéologique de Delphes
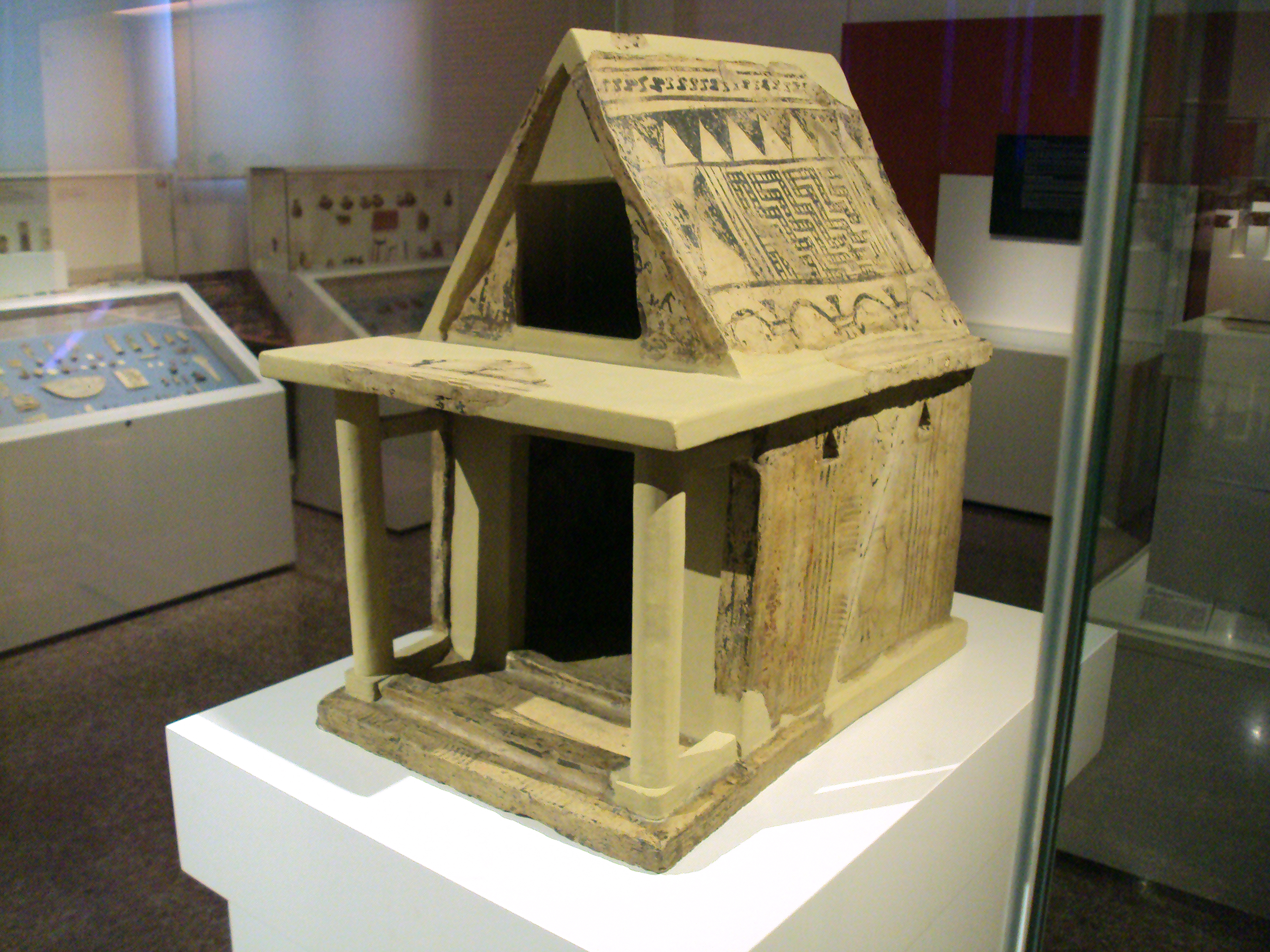
Offrande votive. Maison à porche et abside. Argos, temple d'Héra. Terre cuite peinte. Fin VIIIe siècle. Musée national archéologique d'Athènes

### Le style géométrique n'est pas seul à cette époque: premiers apports de l'Orient

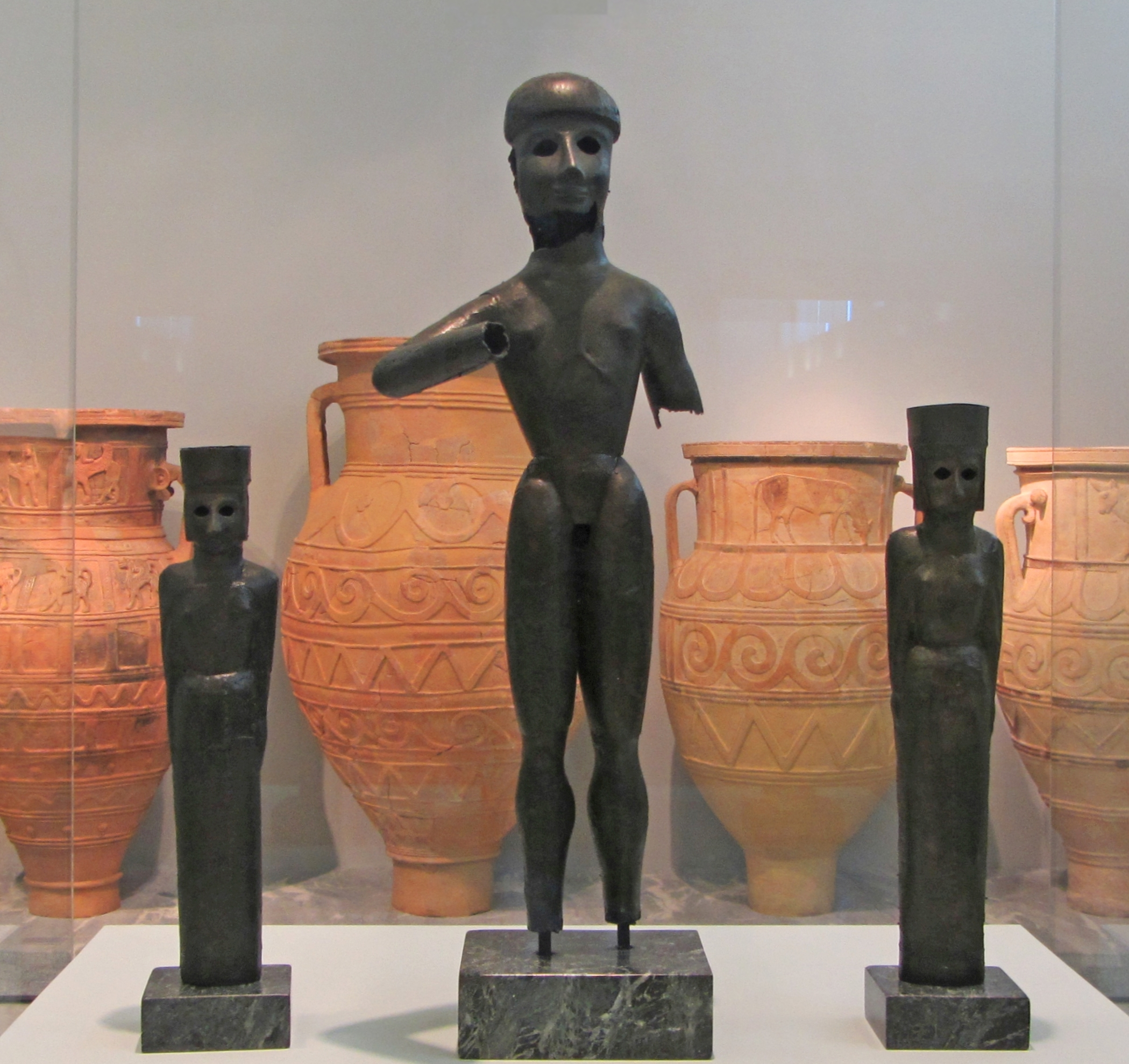
« Triade de Dréros », statuettes de culte, bronze, temple d'Apollon, Dréros. Fin VIIIe siècle. Musée archéologique d'Héraklion
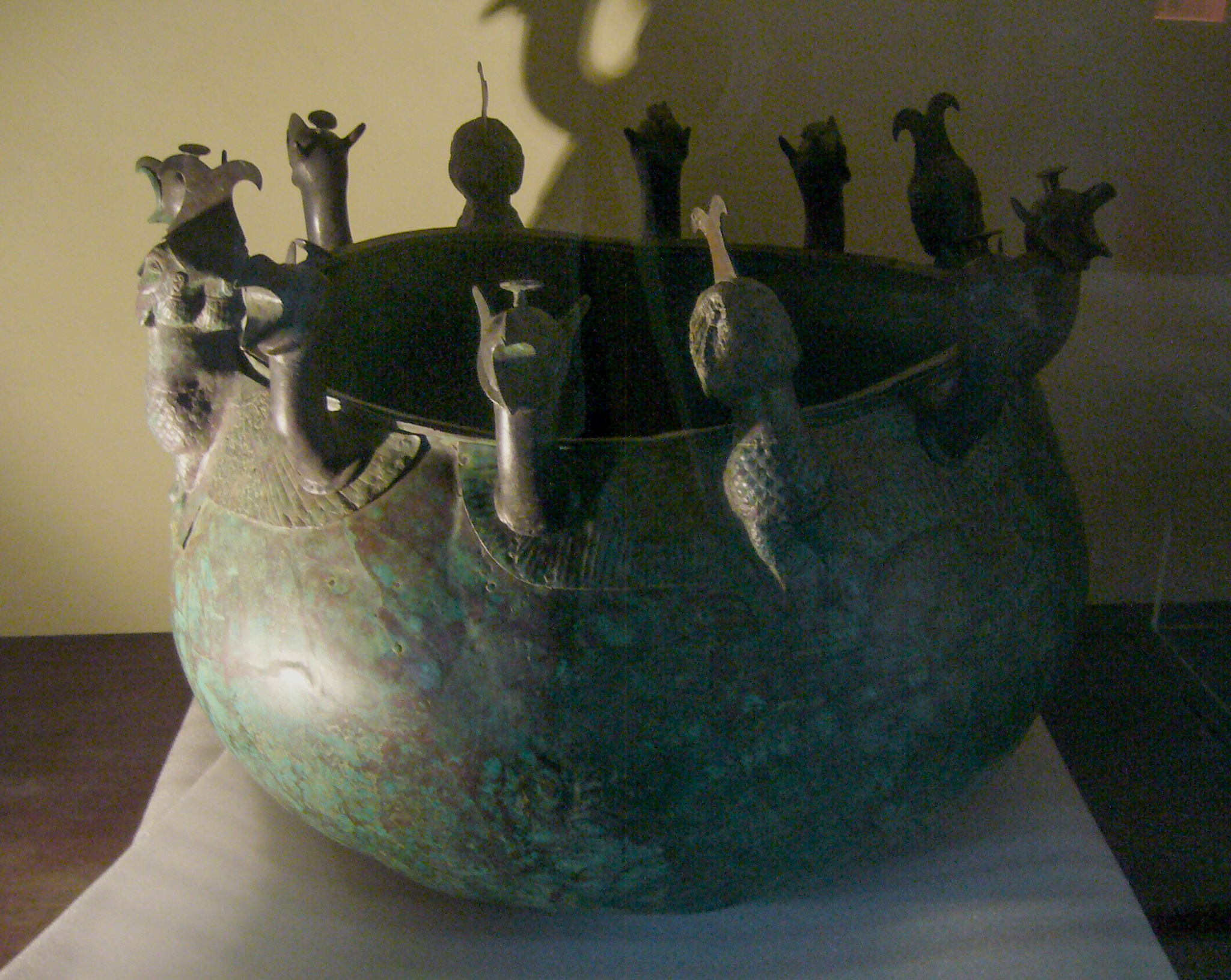
Chaudron de bronze aux protomés: 4 génies ailés et 8 griffons. Salamine de Chypre, fin VIIIe siècle. Musée Arch. Nicosie

La « triade de Dréros » - statuettes de culte, Apollon, Léto et Artémis - a été trouvée exceptionnellement, là précisément où elle avait été exposée, sur une banquette, au fond d'un petit sanctuaire d'Apollon en Crète. La conception des figures est bien grecque, le vêtement et la coiffure des femmes et le nu, plus dynamique, pour l'image d'Apollon. On retrouve d'ailleurs des éléments similaires dans l'art grec de l'époque géométrique. Cependant la facture des trois statuettes est bien d'origine orientale, probablement apportée par des artistes syriens fuyant la domination assyrienne. En effet les tôles de bronze ont été martelées sur une âme en bois, (aujourd'hui disparue) ce qui n'était pas le cas auparavant : technique de la fonte à cire perdue. Ce nouveau procédé permettait d'atteindre des dimensions jusqu'alors inaccessibles par la fonte pleine. Le procédé vient de l'Orient, comme l'usage des yeux rapportés en pierre de couleur. Ces emprunts indiquent un puissant mouvement d'adhésion aux procédés et aux styles orientaux, transposés et interprétés en Grèce ; c'est le tout début de l'époque orientalisante, à la fin du VIIIe siècle. Le phénomène ira en s'amplifiant au VIIe siècle. Par ailleurs, la Crète voit aussi apparaître en cette fin du VIIIe siècle les premiers signes de la polis, et en particulier à Dréros précisément.
Cet exemple signale le phénomène plus général, au VIIIe siècle, où sont visibles les emprunts à l'Orient (depuis l'Égypte, la Syrie, la Phénicie) par des artistes et artisans grecs, qu'il s'agisse de procédés techniques ou de motifs. C'est surtout évident sur les chaudrons à protomés en forme de tête de lions ou de taureaux, voire à tête de griffons, comme celui découvert dans la tombe 79 de Salamine (Chypre). Cette tombe de guerrier avec son char, son attelage de deux chevaux, son trône contient aussi un chaudron aux protomés de griffons et de sphinx barbus, tous motifs d'origine orientale. De tels chaudrons - celui-ci étant en tôle martelée renforcée de bitume - ont été trouvés à Olympie et Delphes, et dans des tombes princières étrusques. Par ailleurs, la technique de fonte en creux, qui est bien maîtrisée en Égypte et en Orient, donne aussi l'occasion de premiers essais en Grèce dès le VIIIe siècle.
Le phénomène est particulièrement visible en Crète : déjà au IXe siècle, le style de céramique dit « Proto-Géométrique B » qui se développe à Cnossos, par son usage des spirales, arcs, et motifs sinueux qui semblent repris de l'Orient, peut être vu comme une « proto-orientalisation » selon J. Boardman.
Les relations avec le Moyen-Orient, essentiellement par le commerce, sont aussi à l'origine de l'invention de l'alphabet grec en suivant l'exemple des marchands Phéniciens. En témoignent la « coupe de Nestor », à Ischia et les inscriptions gravées sur des vases vers 730-720, au Musée archéologique national d'Athènes. Ce type de trouvaille est exceptionnellement rare, mais rien ne prouve qu'il s'agisse des premières tentatives d'écriture. La mention de « Nestor » gravée sur la fameuse coupe pourrait avoir un lien avec le chant XI de l'Iliade, soit que l'épopée ait été déjà composée, soit que ce type de texte ait pu lui servir de modèle. Ce qui laisserait supposer que l'écriture est alors pratiquée depuis longtemps déjà, peut-être depuis la fin du IXe siècle.

## Société

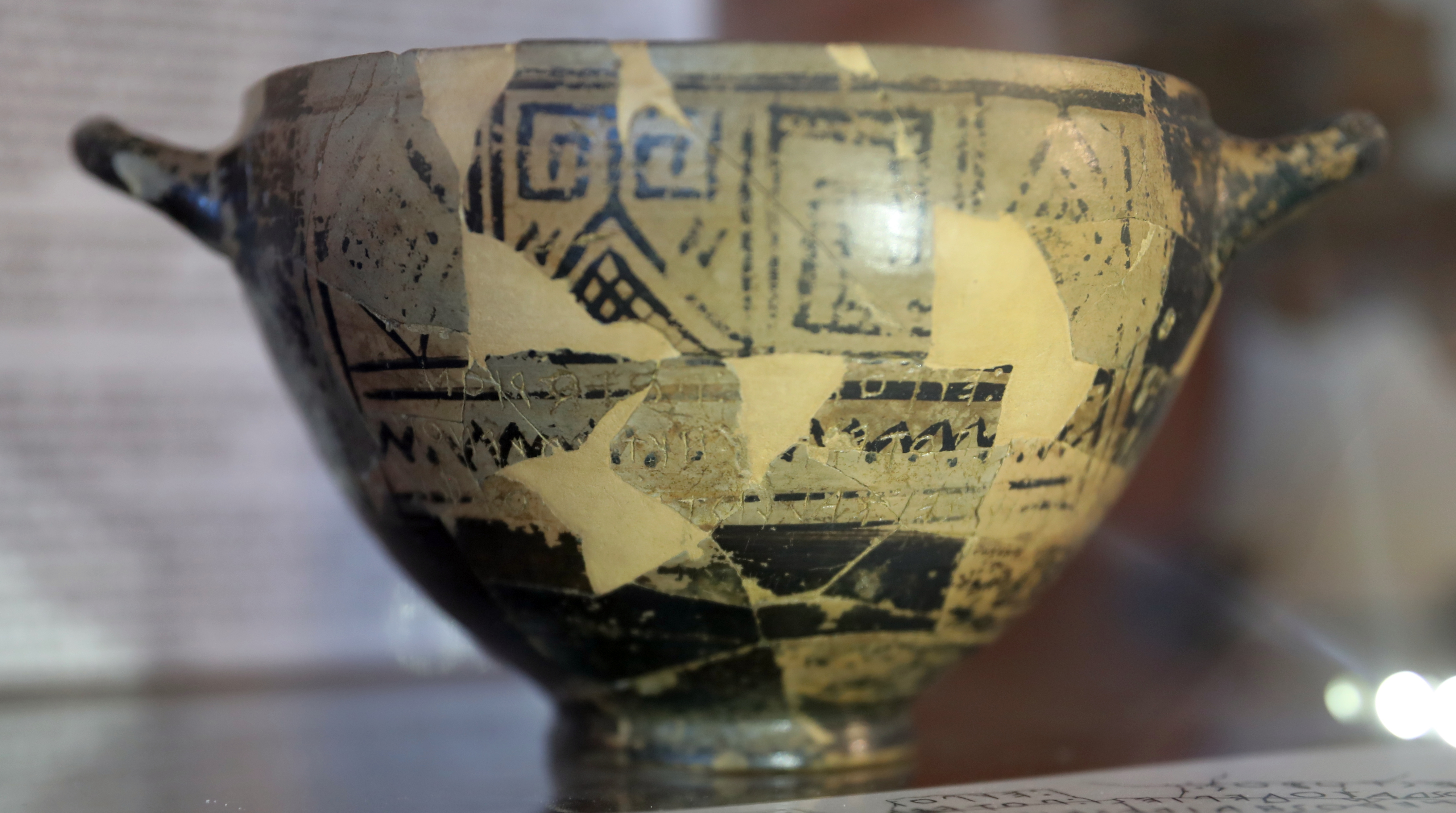
Coupe de Nestor, et premier texte poétique transmis de manière directe, gravé de droite à gauche en alphabet eubéen.
Musée arch. de Pithécusses, Ischia

### Généralités
S'il est facile de déterminer de grandes phases dans l'évolution de la céramique géométrique, il est en revanche plus difficile de faire coïncider ces phases avec les changements politiques ou sociaux de la période. D'une manière générale, les traces d'habitats et les nécropoles sont bien plus nombreuses qu'aux Xe et IXe siècles ; l'usage du fer se généralise, accompagné par les premiers écrits avec l'alphabet grec, probablement au cours du VIIIe siècle sur des prémices du IXe siècle. Dans la seconde moitié du siècle, certains vases grecs sont aussi des prouesses pouvant servir de signe de distinction pour des élites qui s'affirment, toujours plus nombreuses. Sur mer et sur terre c'est aussi l'élargissement des limites du monde grec, toujours plus loin.
C'est durant cette période que les cités commencèrent à abandonner la monarchie au profit de l'oligarchie (à partir du milieu du VIIIe siècle av. J.-C.). Le terme habituel pour parler des élites à la tête des oligarchies se mettant en place à cette époque, les « aristocrates », est manifestement inexact pour évoquer des positions sociales diverses et changeantes. En prenant comme exemple le cas d'Érétrie, en Eubée, Alain Duplouy repére de soi-disant aristocrates, éleveurs de chevaux de race, les Hippeis qu'évoque Aristote. Mais l'auteur signale l'analyse effectuée par Simon et Verdan en 2014 où l'« oligarchie des Hippeis » évoquée par Aristote, s'avère être 600 cavaliers, similaires aux 600 citoyens de Marseille (Strabon Géographie, pour le IIe siècle av. J.-C.), soit le corps civique dans son intégralité. D'où la question posée par Duplouy : « Les Hippeis n'auraient-ils pas représenté la totalité des citoyens d'Érétrie ? » L'élevage de chevaux aurait servi à distinguer, parmi d'autres critères, qui était citoyen et qui ne l'était pas. Néanmoins, ce corps civique relevait de l'appartenance à une élite, comme tend à le prouver un vase dont une image évoque cet élevage (vase qui faisait partie d'un dépôt funéraire luxueux à Érétrie, au Géométrique Moyen II).
L'étude de la pratique de la chasse permet aussi de clarifier cette mobilité dans la société grecque. Dans la Grèce archaïque et classique c'est une activité d'abord réservée aux jeunes hommes, mais sans aucun critère de sélection. Dans l'épopée homérique les kouroi chassent pour défendre les troupeaux et leur propre vie. Le travail d'Alain Schnapp, sur les vases des VIIe – VIe siècles, précise qu'il s'agit d'une pratique éphébique. Au IVe siècle, l'adolescent doit être choisi par un éraste adulte qui, avec son accord, l'emmène, sous l'escorte de ses compagnons, dans les montagnes où ils festoient et chassent deux mois durant. Après quoi, ils redescendent et le jeune homme est intégré dans la société des citoyens adultes. Des cérémonies liées à ce rite de passage sont attestées de la fin de l'Âge du bronze au VIe siècle. Plus généralement, l'individu ne peut penser son statut qu'à travers le regard des autres, et la rivalité ou la joute, l'agôn, a été l'instrument permettant aux individus de tisser des liens et de multiplier des signes de reconnaissance mutuelle. Ce qui suppose la remise en question permanente du statut d'appartenance à ces élites, plus ou moins "élevées". Pour l'époque qui nous intéresse, la collection d'objets rares par les élites, en particulier des objets d'origine orientale (les orientalia), auront participé, surtout à partir de la fin de la période géométrique, à cette recherche de prestige pour l'acquisition ou la défense d'un statut fragile.

### Une économie agricole
L'économie est clairement agricole, en témoignent les métiers à tisser de grande taille, les silos à grains à Lefkandi et Nichoria, et des modèles de greniers à Athènes. Par contre, on vit dans des huttes de bois ou, au mieux, dans une seule pièce aux murs dont le soubassement est fait de petites pierres et l'élévation en torchis. Hormis le risque de la piraterie et de conflits avec le voisinage, l'absence de dispositif défensif et l'habitat dispersé sont des indicateurs d'une période de paix qui se serait accompagnée d'une certaine croissance démographique.

### Commerce de céramique
On constate une augmentation des exportations de céramique attique, qui culmine au Géométrique Moyen II (peu avant 760). Des exportations qui ne seront dépassées qu'au VIe siècle .

### Tombes de «héros», bienvenues pour certains
Cette croissance s'accompagne de dépôts d'offrandes (céramiques, sacrifices d'animaux) devant l'entrée ou à l'intérieur de grandes tombes souvent bien plus anciennes, parfois même mycéniennes, et cette pratique a perduré depuis lors jusqu'à l'époque romaine ; elle concerne des centaines de sépultures. Actuellement il reste difficile d'interpréter le phénomène. Les bénéficiaires de ces cultes héroïques font actuellement l'objet de débats, entre de nouveaux aristocrates (par l'intermédiaire de généalogies fabriquées), ou bien concernent la paysannerie libre de la cité nouvelle - à moins que ces pratiques ne reflètent simplement que la diffusion de l'épopée homérique. Le phénomène apparaît dès la fin du IXe siècle, mais surtout au VIIIe siècle, après 750, en effet ce nouveau culte des héros apparaît aussi à l'époque où est composée l'épopée homérique. Pour certains historiens les commanditaires en seraient donc « ces membres d'une élite, soucieux de s'affirmer comme les authentiques descendants des premiers seigneurs de la Grèce ». Pour cette élite, il se serait agi d'affirmer ses droits sur des terres agricoles. Les « ancêtres » (ou prétendus « ancêtres »), tout comme les « héros » des sagas de l'âge du bronze - les Sept contre Thèbes, les Atrides, les vainqueurs de Troie, les Argonautes -  serviraient de témoins à d'anciennes batailles, au fondement de la possession des terres agricoles.

### Tombes de femmes
Dès l'époque précédente, protogéométrique, et jusqu'à l'époque qui nous concerne ici, on distingue un nouveau type de tombe où le dépôt funéraire est associé à certaines défuntes, jeunes, ayant moins de 18-20 ans. Susan Langdon y voit la constitution de la figure de la parthenos, la jeune fille vierge, non mariée. Ces tombes, à inhumation ou à crémation, rassemblent des "poupées" de terre cuite, des bottes et des boîtes de terre cuite, peintes, ainsi que des ornements, ou bijoux de coiffure en forme de spirales (ou plus exactement une hélice géométrique en forme de cylindre) le plus souvent en or.

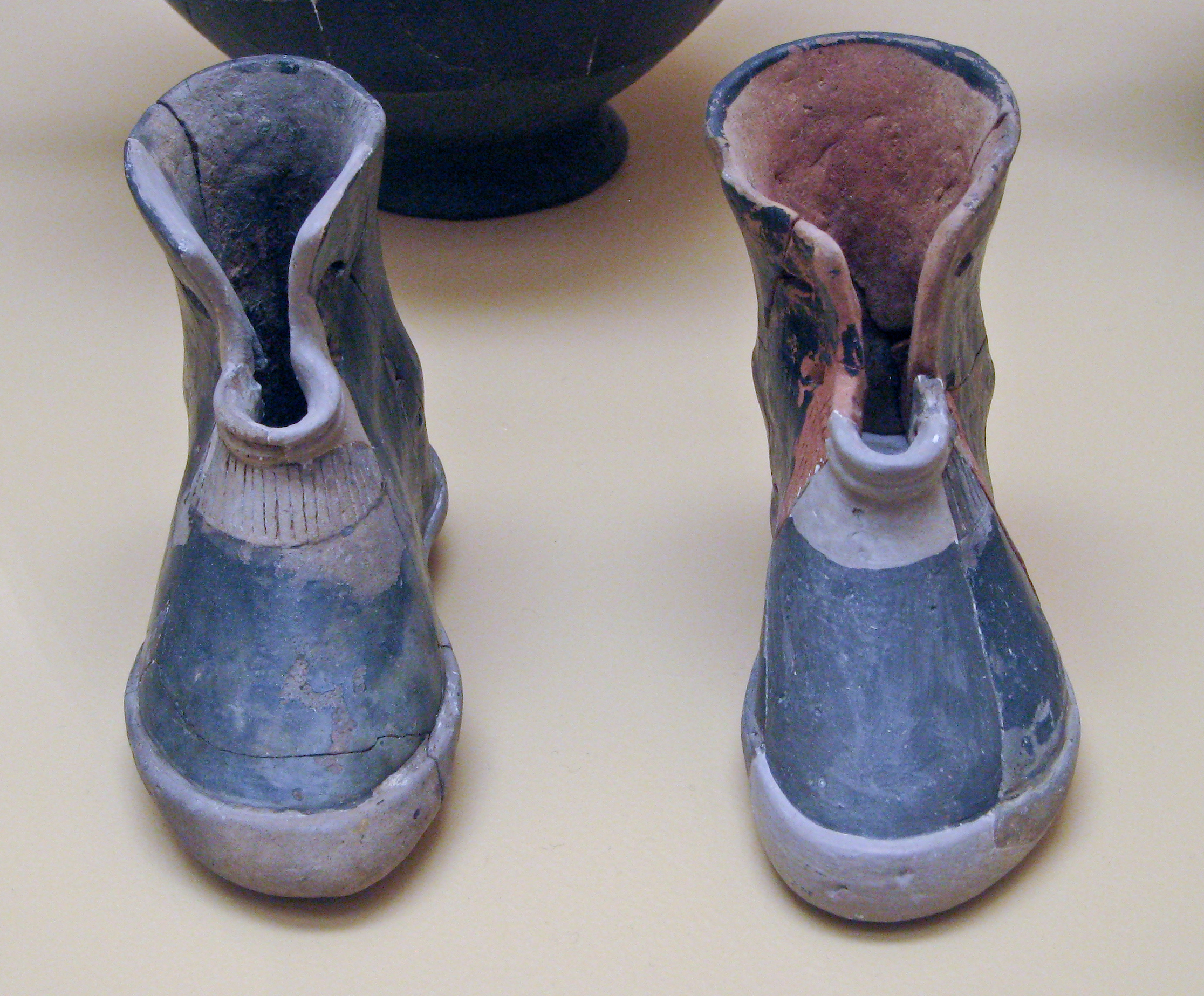
Bottes, céramique peinte, tombe d'une femme incinérée, v. 900. Musée du Céramique
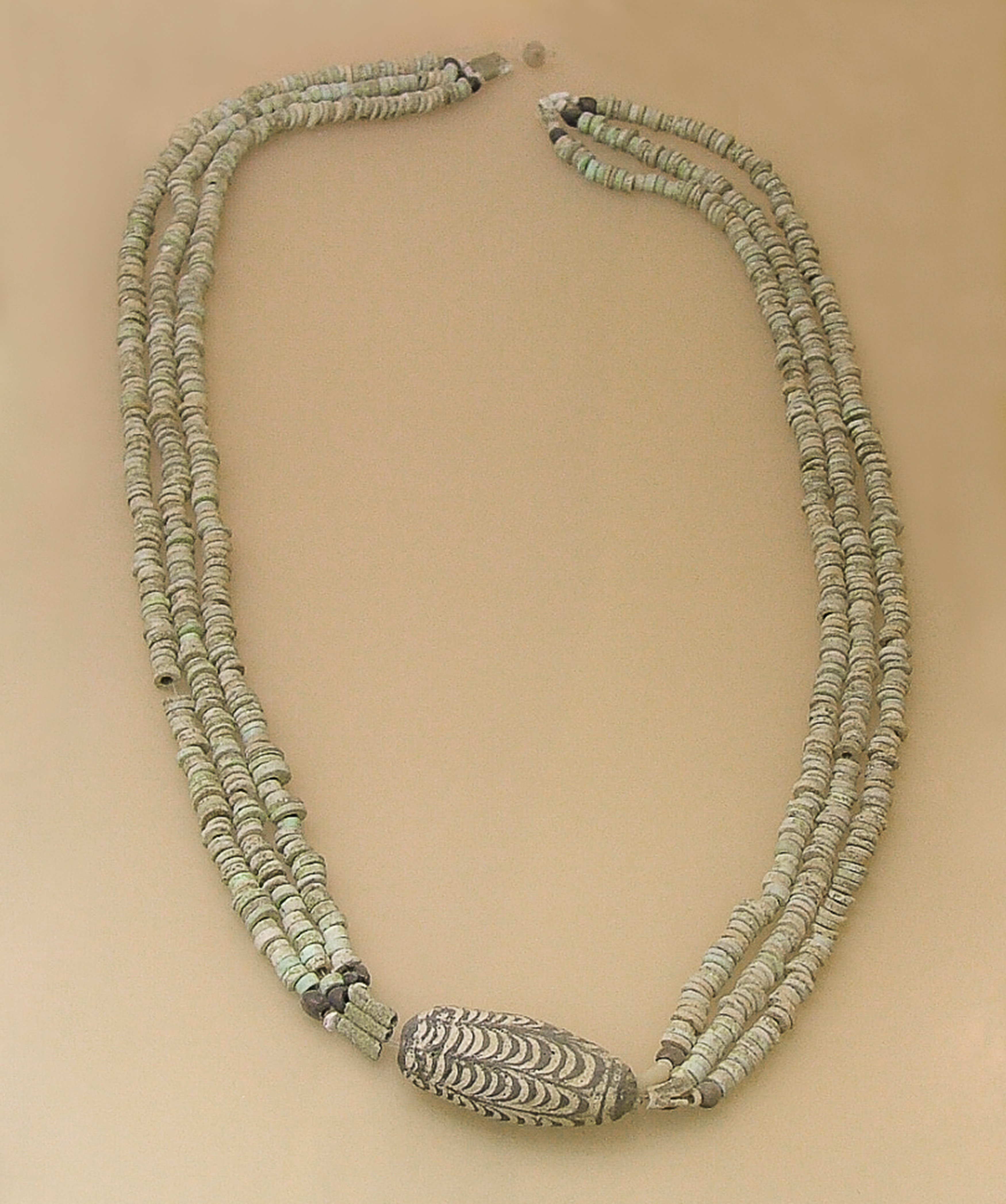
Collier. Tombe d'une femme enceinte riche. Vers 850. Musée de l'ancien Agora
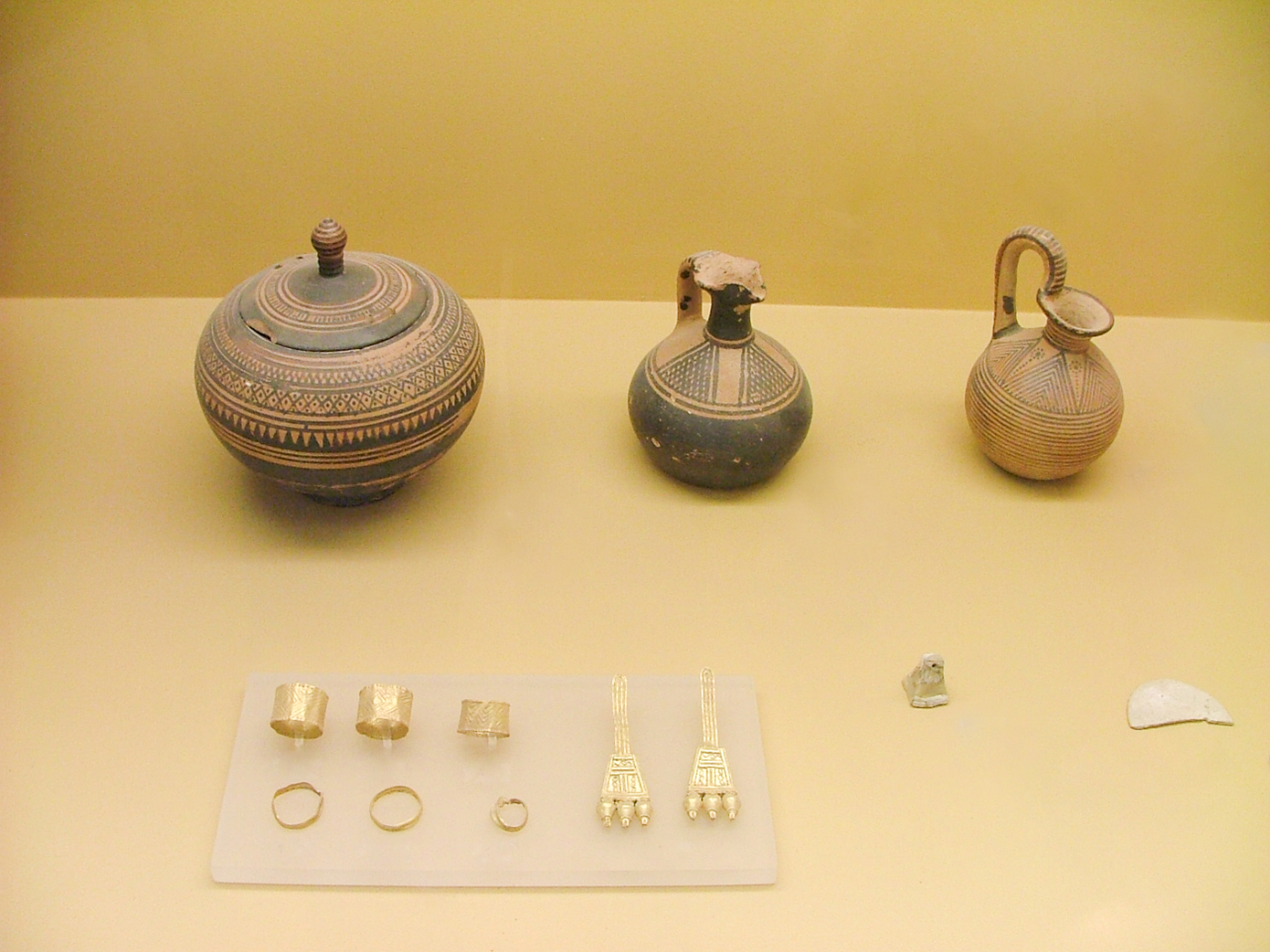
De g. à d., pyxis globulaire, œnochoé-lécythe, aryballe. Pendants d'oreille et bagues. Tombe d'une femme enceinte riche. Vers 850. Musée de l'ancien Agora
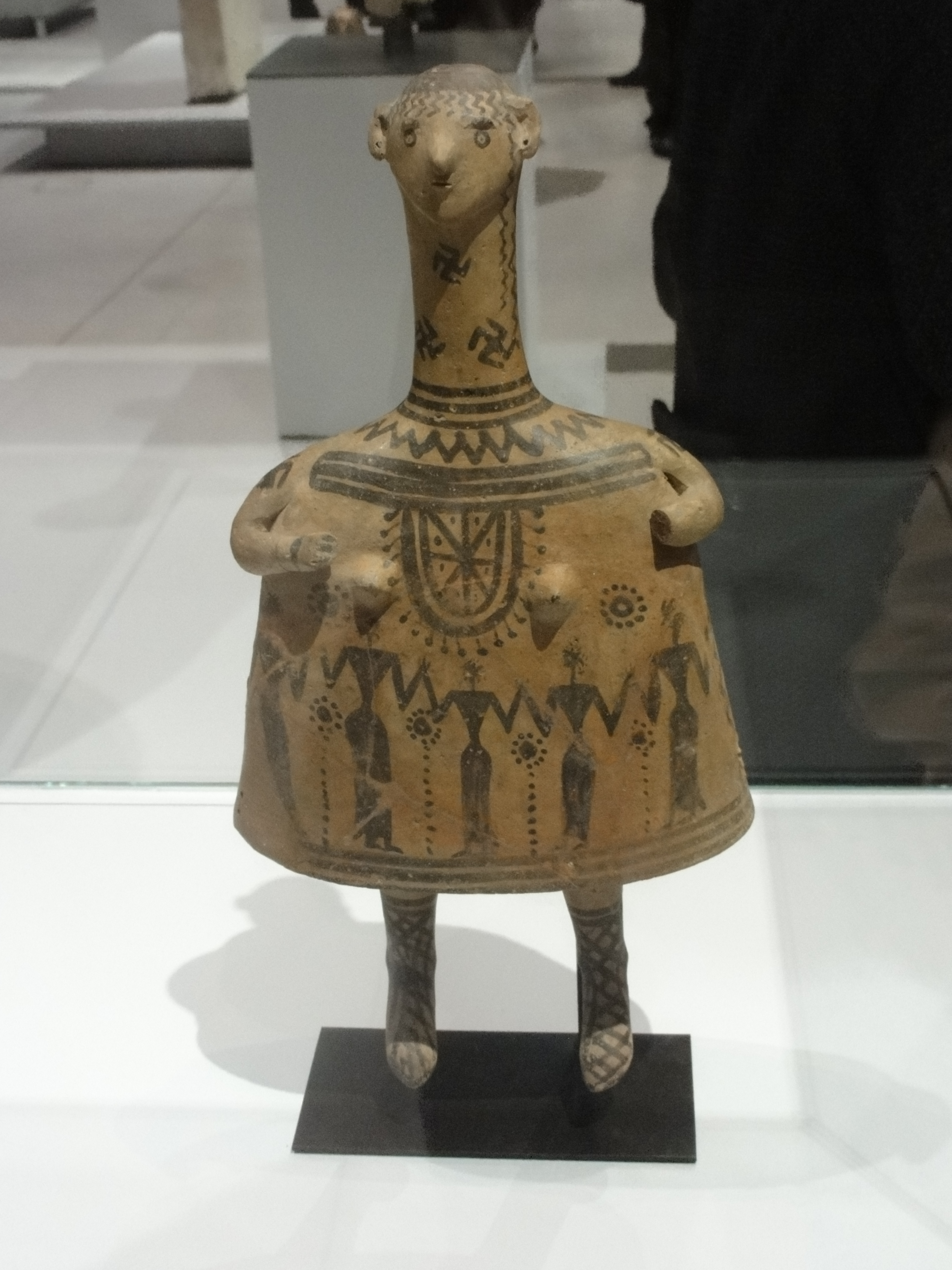
Petite idole-cloche de Béotie, H. 33 cm. Ronde de femmes. Vers 700. Louvre
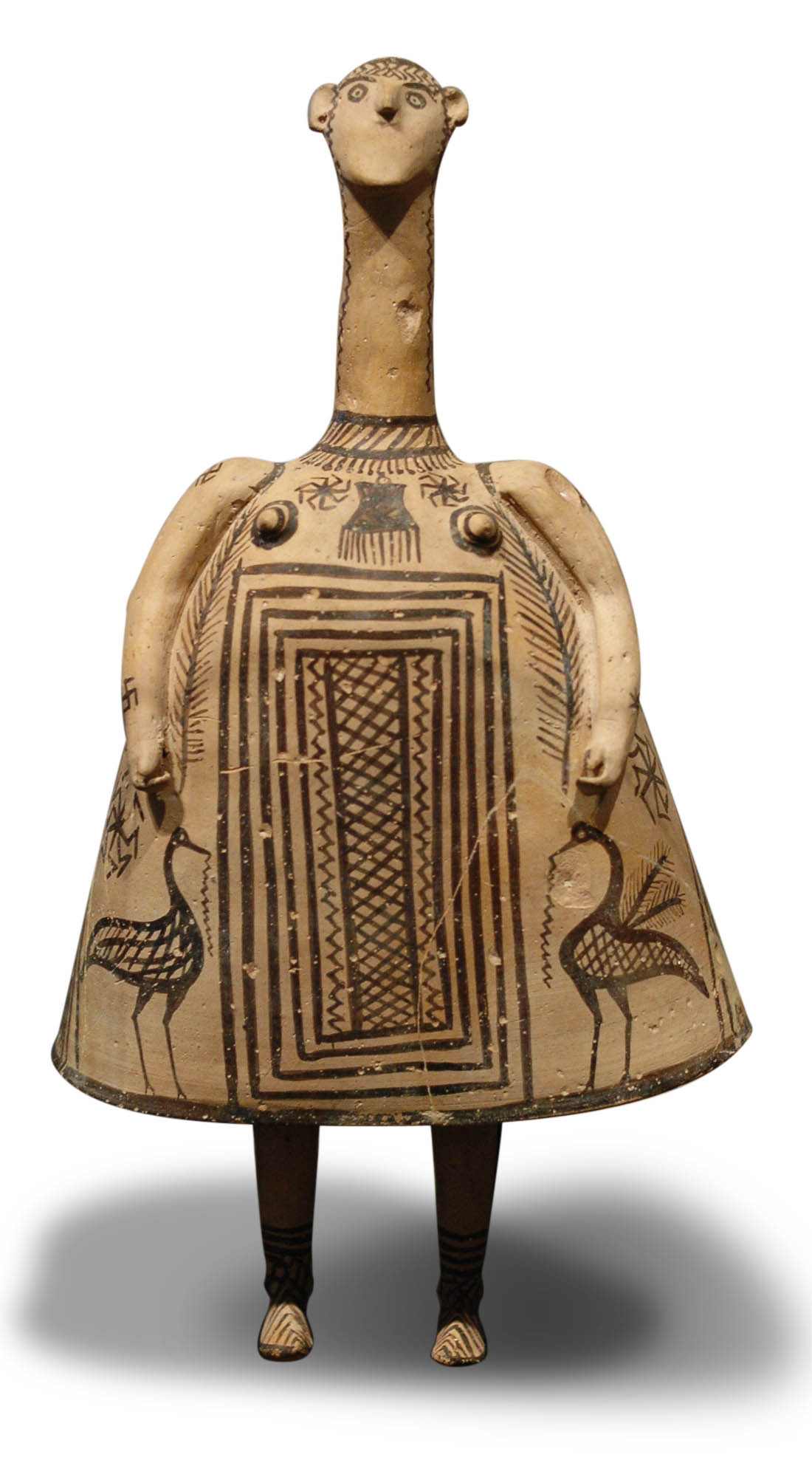
Grande idole-cloche de Béotie. Thèbes, vers 700. H. 40 cm. Louvre

Le cas particulier des « idoles-cloche » de Béotie a fait l'objet d'une étude détaillée mais reste énigmatique. Leur provenance reste inconnue. La forme féminine est simplement évoquée, comme si elle portait une robe, montée au tour de potier. Le caractère creux de l'objet est souligné par des jambes mobiles, suspendues à la robe. Ce type d'« idole » depuis le protogéométrique récent, est associé aux tombes d'« enfant », à une époque où la détermination du sexe et de l'âge approximatif étaient impossibles. On les trouve aussi dans des tombes « féminines » ou, plus précisément quand c'est possible, de jeunes filles. Elles apparaissent ainsi, mais de temps en temps, dans tout l'espace grec, associées à différents animaux - maîtresse des oiseaux, maîtresse des animaux. Les autres idoles-cloche ont des attributs souvent semblables, grands oiseaux, triangles pointe-à-pointe, hache double. Cette image, probablement d'une « déesse », est associée aux animaux qui migrent à certaines saisons. En effet, les grands oiseaux, au vol spectaculaire lors de leur départ et de leur retour, rythment le temps. Ils symbolisent le temps. La déesse, entre ces deux animaux prend ainsi la place de l'« arbre sacré aux animaux dressés », un motif d'origine mésopotamienne et élamite que l'on rencontre souvent dans l'Antiquité, en Égée et au Moyen-Orient (voir Cratère du peintre de Cesnola, surmonté d'une petite hydrie). Ceci prouve, s'il en était besoin, l'intégration culturelle de la Grèce de cette époque par les échanges dans cet espace oriental très vaste. Quant aux idoles-cloche, elles seraient des guides dans le voyage vers l'au-delà, ce qui en ferait des accessoires similaires aux paires de bottes en céramique peinte, découvertes dans les tombes de l'époque géométrique.

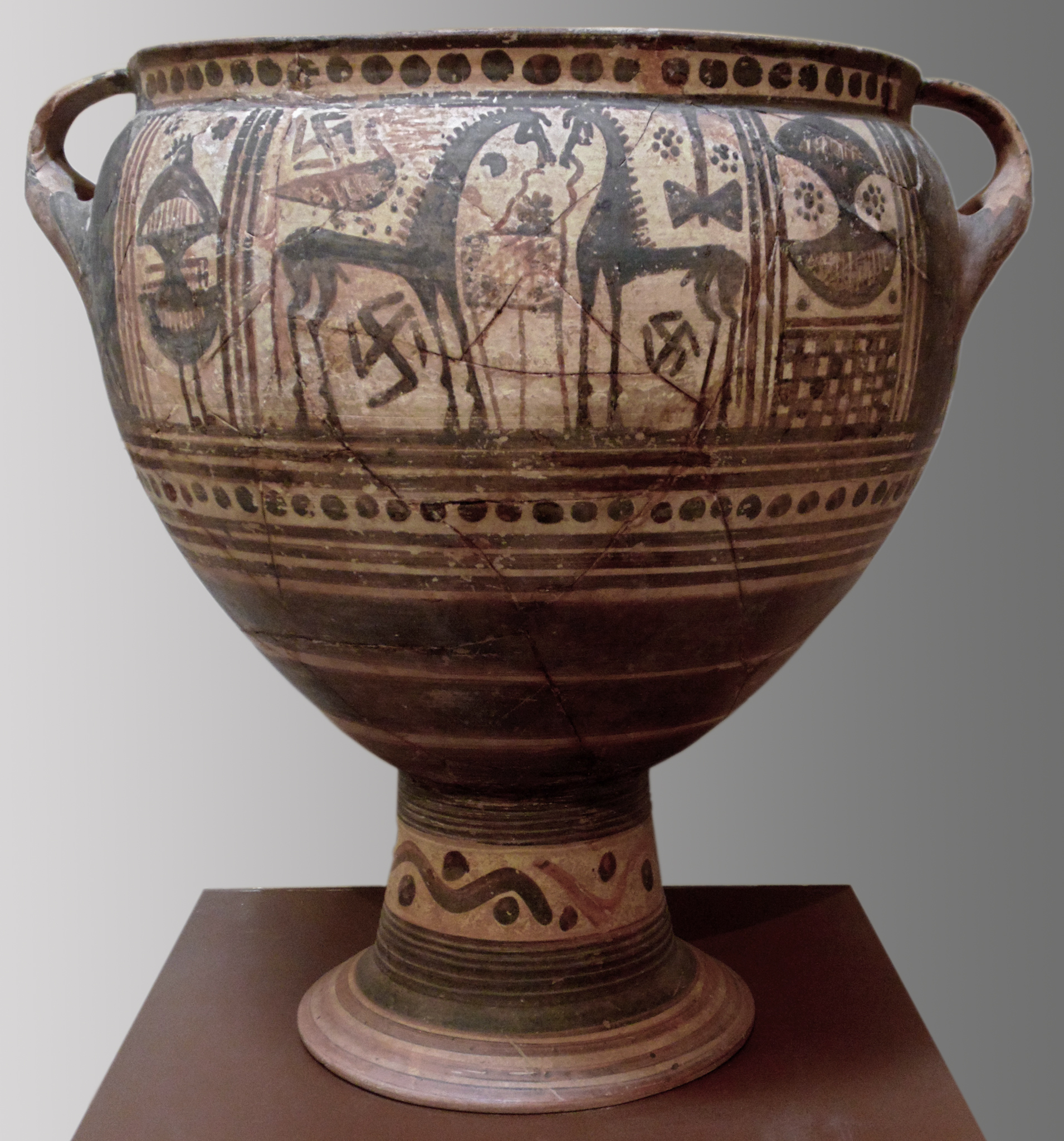
Cratère, céramique peinte avec chevaux et guerriers. VIIIe siècle. Tumulus de Kamilovrysi, Paralimni, Béotie[77].
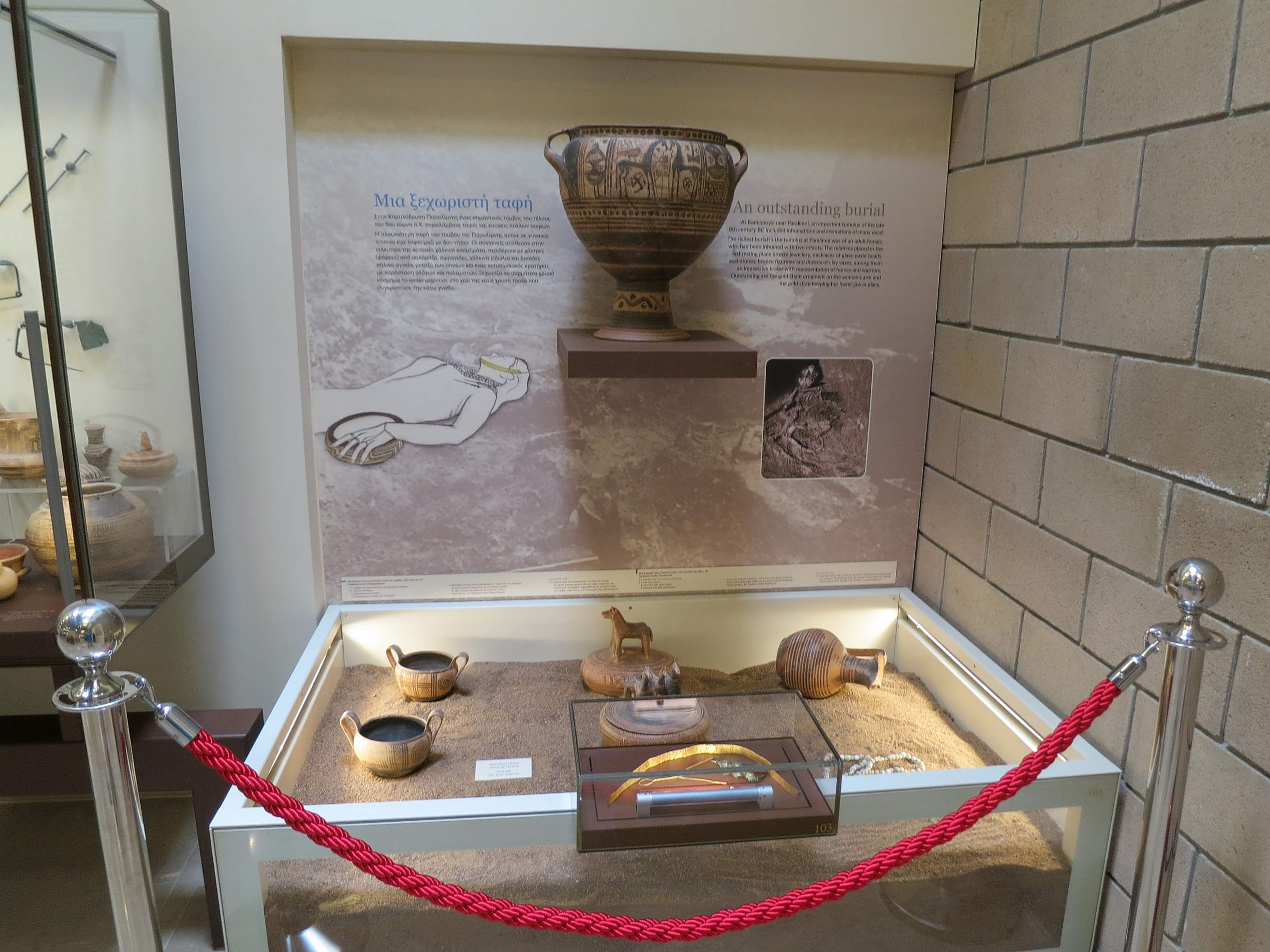
Ensemble du dépôt funéraire. Musée archéologique de Thèbes
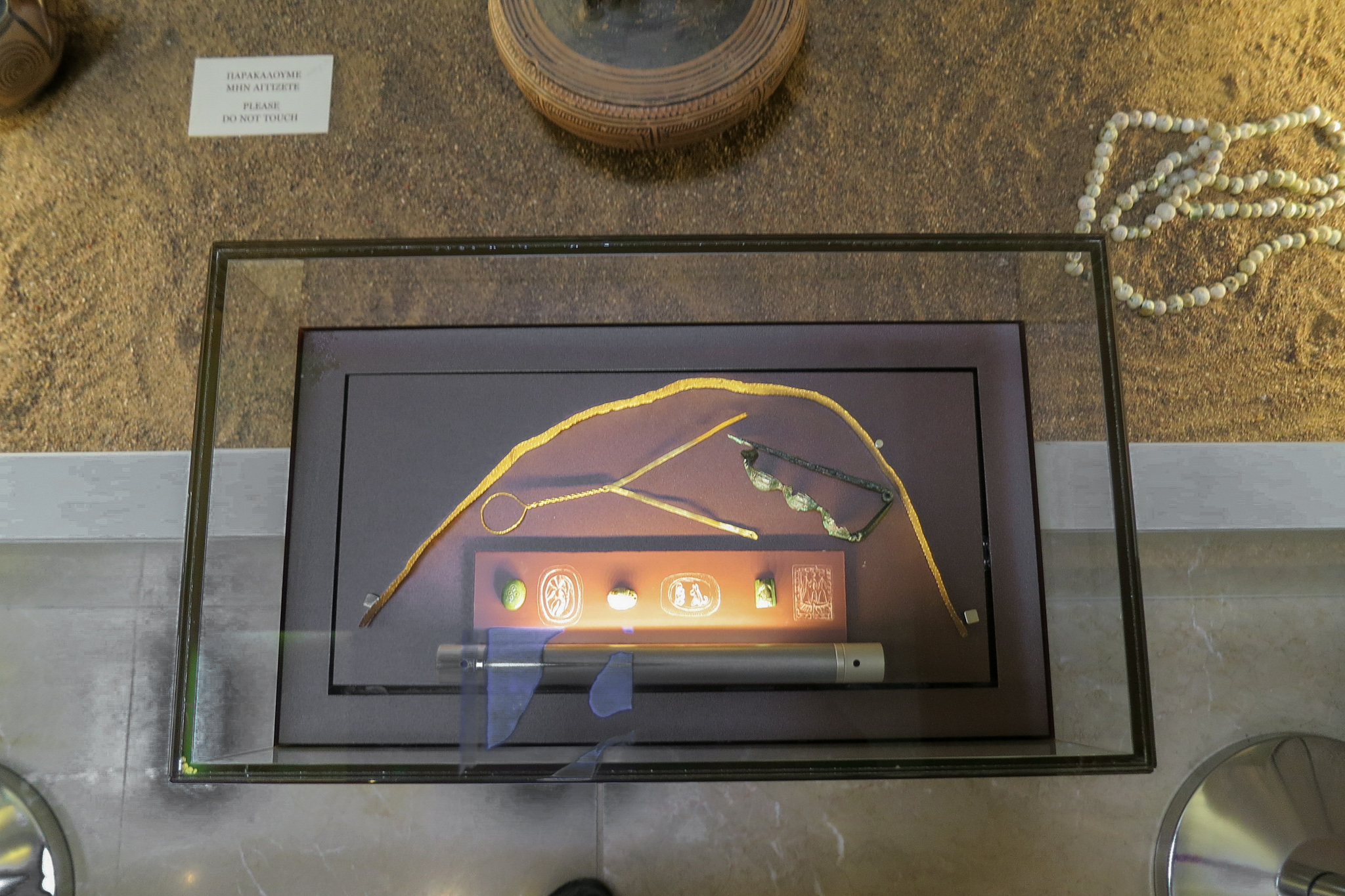
Collier de perles de verre, sceaux en pierre fine, fibule en bronze, chaîne en or.
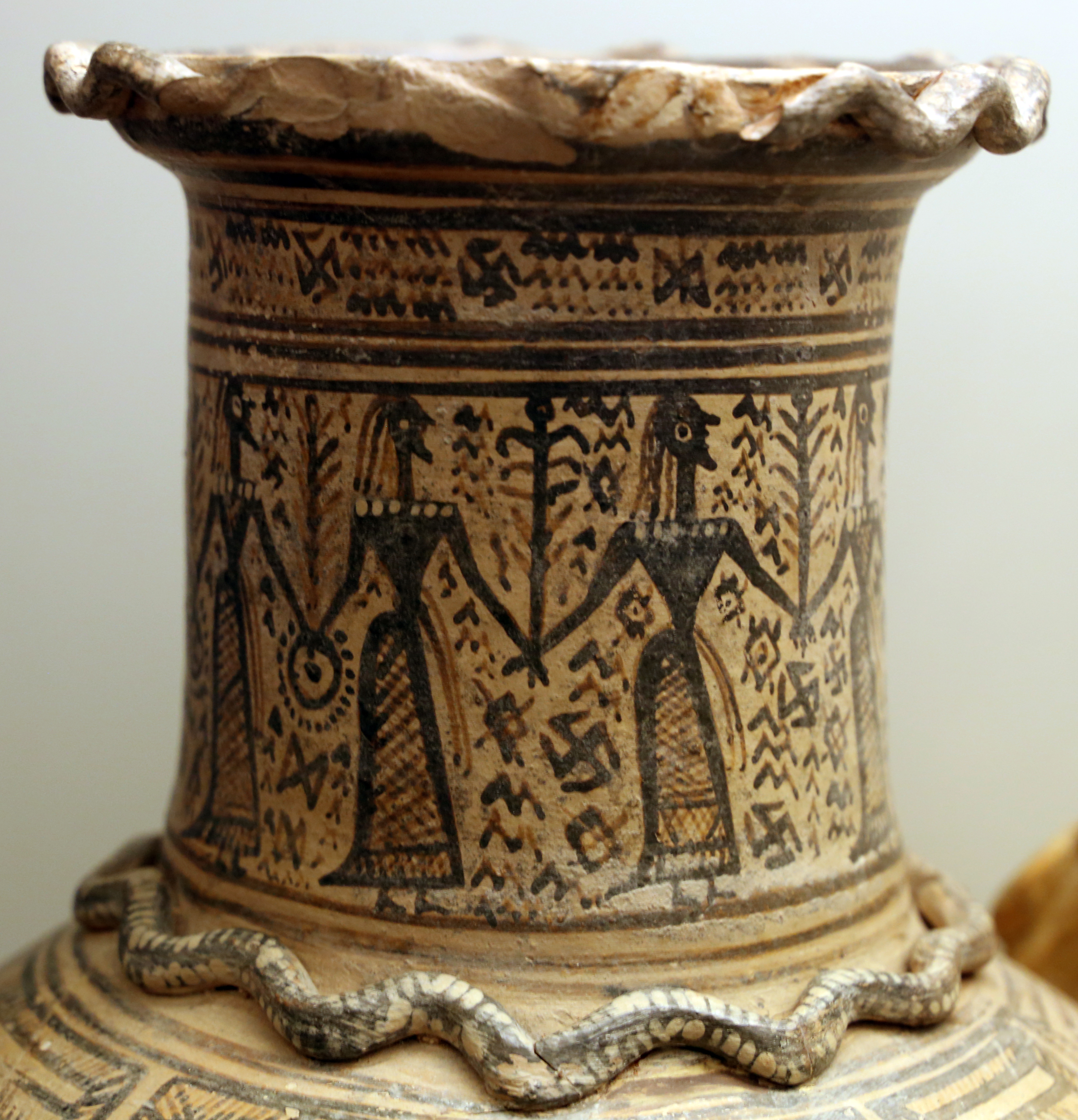
Danseuses en robes, cheveux frisés, tenant des branches. 725-700. Hydrie. Musée national étrusque de la villa Giulia

Le tumulus de Kamilovrysi (Paralimni, Béotie) abritait un grand nombre de corps. La tombe la plus spectaculaire est celle d'une femme inhumée avec deux nourrissons. Les proches déposèrent dans sa dernière demeure des bijoux en bronze, dont une fibule, des colliers, des perles de pâte de verre, des pierres de sceau, des figurines en bronze et des dizaines de vases en argile, parmi lesquels un impressionnant cratère. L'ornement de bras, une chaîne en or, et la sangle en or qui maintenait en place la mâchoire inférieure de la femme éclairent quelque peu l'image de ces femmes puissantes à l'époque géométrique, à la fin de l'âge du fer.

### Habitat et société

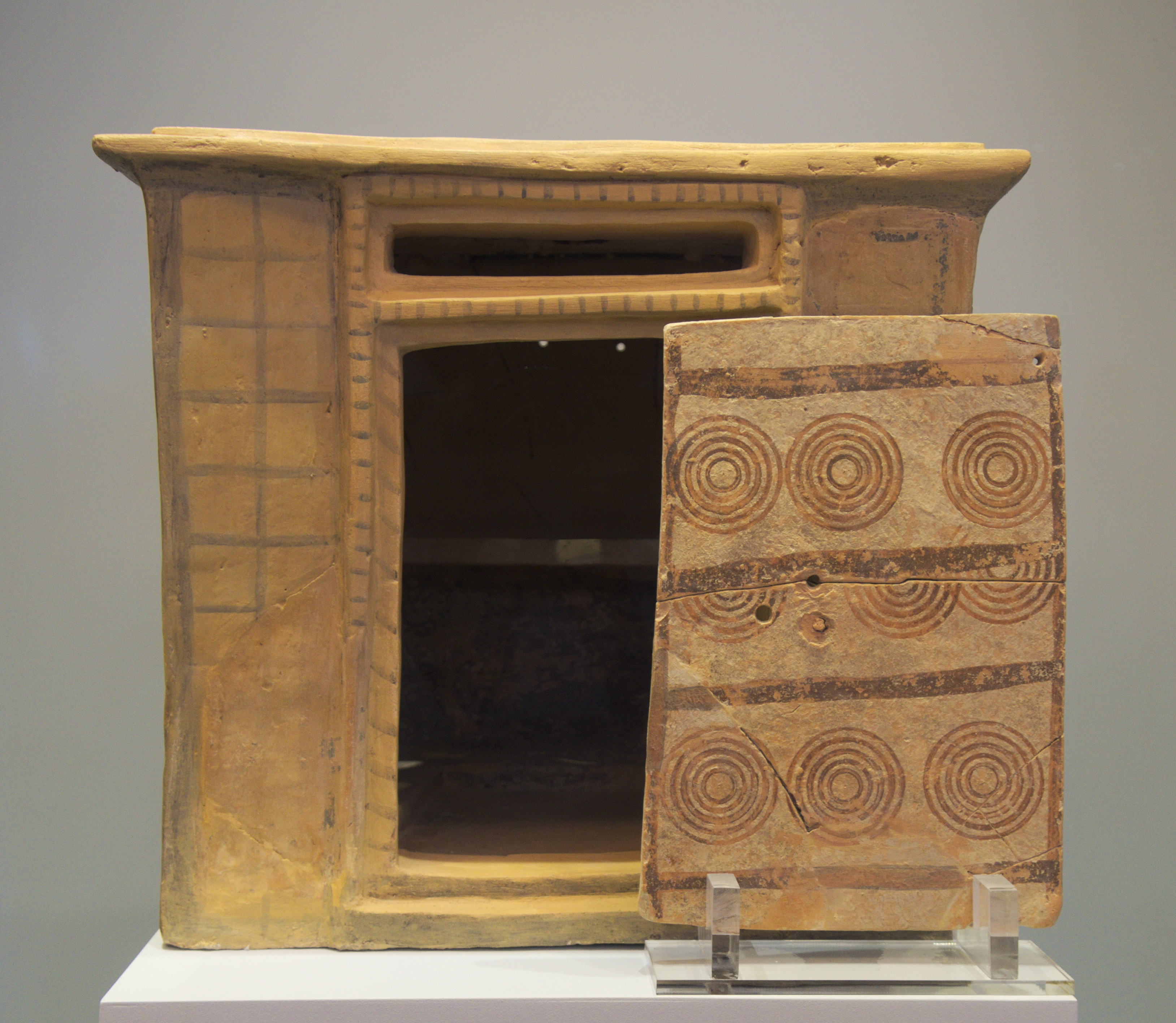
Maquette de maison. Géométrique, IXe siècle. Crête. Mu. arch. Héraklion

L’habitation se transforme. La ville de Zagora sur l’île Andros, entourée d'une fortification à l'époque géométrique, en apporte des indices éclairants. Ici, la maison rectangulaire à pièce unique a été constamment occupée tout au long du VIIIe siècle jusqu’autour de 725. C’est alors qu’elle est divisée en plusieurs pièces ayant chacune des fonctions différentes. Dans un premier temps la pièce à vivre, à travailler et à entreposer a été divisée en zones discrètement spécifiques, pour l’entrepôt ou pour le travail. Mais, bien plus significatif, un mur qui fait office de porche s’étend alors pour créer une cour et un nouvel ensemble de pièces. L’ajout d’un foyer monumental et la présence de coupes réalisées avec soin à cet endroit fait supposer que cet espace constitue le côté « public » de la maison, l'espace de réception, précurseur de l’andrôn archaïque, la pièce réservée aux hommes, qui pousse la famille à rester en dehors de cet espace public.
Ces transformations permettent de percevoir le mouvement culturel qui relie le ménage androcentrique, centré sur l’homme, aux modèles de comportement sociaux propres à la vie civique, à la vie de la cité. Le banquet grec, le symposium, offrait un cadre où les hiérarchies sociales et les tensions entre les genres étaient exposées. Mais la présence de tels lieux, généralisés dans le petit village Zagora tend à prouver que le banquet, au VIIIe siècle, n'était pas réservé à l'élite. Le banquet, dans les sociétés complexes, offrait en effet un espace pour la négociation, mais aussi pour la monstration de l’identité et du statut de chacun. Plusieurs catégories d’indices qui apparaissent à la fin de l’âge du bronze montrent la masculinisation de l’oikos par le caractère genré de certains objets et par la pratique du repas entre hommes autour du foyer.

### Érétrie: phase géométrique du sanctuaire d'Apollon
L'île d'Eubée offre, sur le chantier archéologique du temple d'Apollon à Érétrie, l'occasion de voir le processus de formation d'une agglomération à travers les strates des constructions soigneusement dégagées mais maintenues les unes sur les autres par les fouilleurs. Les environs d'Érétrie faisaient, au VIIIe siècle, l'objet d'une exploitation agricole intensive. Avec l'émergence de la cité au VIIIe siècle, en son cœur se développe le site urbain occupé au VIe siècle par le sanctuaire consacré à Apollon Daphnéphoros, la divinité de la cité (ou divinité poliade). Les premiers groupes de bâtiments sont assez proches les uns des autres, des maisons ovales ou absidiales [rectangulaires dont un petit côté est en demi-cercle]. Sous le futur temple d'Apollon Daphnéphoros un certain bâtiment 1 (10,5 × 7 m) - absidial lui aussi et découvert le premier - a été construit vers 750. Il disposait d'un porche à deux supports et de murs en brique crue sur des fondations de pierre, le mur étant pris entre deux rangs de poteaux de bois espacés,. Un bâtiment similaire voisin était édifié devant un "autel" qui lui était antérieur. Selon Bernard Holzmann et Alain Pasquier, ce bâtiment aurait pu être la demeure d'un personnage important, roi-prêtre qui y aurait accueilli les notables locaux lors de banquets, après les sacrifices au dieu. Les archéologues ont mis au jour un bâtiment absidial (35 × 8 m)  de la fin du VIIIe siècle, édifié à proximité du bâtiment 1 et lié à la structure déjà apparue plus tôt et interprétée comme un autel. Cette aire sacrificielle était associée à un très riche dépôt d'offrandes votives et à de la vaisselle rituelle. Les cérémonies qui se sont développées à Érétrie se devaient d'intégrer les adolescents dans la société.

### Architecture monumentale. Premiers espaces urbains
À Naxos, le site d’Yria, montre que, dès la fin du VIIIe siècle, apparaît une architecture religieuse monumentale : le second temple, fondé vers 730, toujours (apparemment) dédié à Dionysos, se présente comme une grande salle à quatre nefs avec un autel au centre. L’utilisation du marbre pour les bases de colonnes en bois remonte aussi aux années 730. D'autre part, les plus anciennes agoras connues du monde grec, comme celle de Dréros en Crète, datent du VIIIe siècle,. Des fortifications de cette époque y sont encore visibles, tout comme sur le site de Zagora (Andros). Enfin, l’étude des habitats fortifiés montre que « l’idée de fortification revient, dans la conscience des habitants du monde égéen, dans le courant du VIIIe siècle mais cette fois pour la cité, pas pour l’acropole ».
Cela dit, il ne faudrait pas considérer les fortifications comme le signe univoque de l'émergence d'une cité. Comme le signale François de Polignac, cité par Anne Coulié, la fortification qui manifeste dans la Grèce classique une séparation marquée entre le monde des vivants et le monde des morts n'a pas toujours cette fonction dans les villes primitives. On peut constater qu'à Corinthe et à Athènes, des noyaux urbains côtoient, dans un premier temps, des nécropoles, qui seront finalement englobées dans le tracé ultérieur du rempart. Enfin, l'urbanisme doit se concevoir comme un processus lent et implique que l'on regarde bien au-delà de l'espace proprement urbain. L’urbanisme ancien, dont les premières manifestations sont perceptibles à la fin du VIIIe siècle, échappe largement aux critères définis pour la fin du VIe siècle et ne se résume pas à l'aspect monumental.

### Avènement de lapolis
Les pillages, les razzias et la piraterie, les conflits entre communautés voisines - souvent sous forme d'habitat rural dispersé - n'empêchent pas, globalement, l'installation d'une certaine stabilité.
La croissance démographique est probablement la cause de la rivalité et de la guerre entre Chalcis et Érétrie, la guerre lélantine, qui les épuisa tragiquement toutes deux. C'est encore cette croissance qui justifie la colonisation de l'intérieur de la Grèce mais aussi, avec la création des cités éloignées et la création de micro-États, une part importante de la collectivité prend désormais part aux décisions et à la conduite des affaires publiques. Ainsi se signalent les premières polis.
Les anciens dirigeants, issus de l'époque protogéométrique, les riches propriétaires de la terre (qui se font inhumer dans des tombes à cistes, souvent avec un mobilier funéraire de plus en plus luxueux, intègrent alors de nouveaux venus, issus de niveaux sociaux inférieurs (inhumés dans des pithoi, et parfois plusieurs dans un seul pithos, au mobilier bien plus modeste), sous le statut privilégié de « citoyen ». Le groupe dominant s'élargit. Ce statut ne s'obtient le plus souvent qu'à l'intérieur du jeu perpétuel de la compétition entre individus, l'agôn grec, et la naissance n'est pas l'unique critère qui justifie un statut. On peut se construire une image d'homme valeureux ou glorieux - comme la biographie inventée d'Ulysse au chant XIV de l'Odyssée - quitte à faire appel à un passé largement mythique pour asseoir sa domination, à l'égal de ses rivaux, parmi les citoyens qui dirigent les affaires publiques. Mais apparemment d'autres personnalités sembleraient surgir comme nouveaux citoyens, personnalités issues de la moyenne paysannerie par opposition à de gros propriétaires - ou sans opposition, mais plutôt en échange de leur fidélité au « seigneur » local : une forme de « clientèle » assurée pour une aristocratie engagée dans une lutte perpétuelle. En tout cas l'accroissement des sépultures « en bonne et due forme » (tombeaux de famille ou non) indiquerait qu'avant la période 750-720, une partie considérable de la population ne bénéficiait pas d'un statut autorisant le droit de sépulture. « Et la fluctuation de ce droit, au fil du temps, pourrait trahir l'émergence de la cité grecque ». Mais le statut de citoyen, dans le domaine funéraire comme dans d'autres, confère une forme de privilège réservé à une élite sociale. Et les citoyens eux-mêmes n'ont pas à être égaux entre eux, le statut de chacun étant soumis à des fluctuations permanentes, où l'on risquait de se distinguer au point de se mettre en marge de cette communauté.
Quant aux artisans dans la cité, et bien qu'ils soient appréciés dans les textes homériques, leur statut reste largement inconnu actuellement.
Au VIIIe siècle l'accès à la citoyenneté a dû considérablement varier d'une cité à l'autre. À l'époque classique, cette grande diversité n'a, pour autant, jamais troublé les Grecs qui se percevaient comme différents du reste du monde parce qu'eux seuls vivaient en « cité ». Et pourtant, il se pourrait que la création de la pôlis ait pu murir grâce aux relations des Grecs avec de petites communautés phéniciennes, indépendantes et disposant d'un conseil auprès du roi. Leur dynamisme par le commerce et la création de colonies les mettaient au contact des Grecs. N'oublions pas enfin que l'invention de l'écriture alphabétique en Grèce s'est faite au contact des populations phéniciennes, lesquelles utilisaient aussi un alphabet. Ce qui distingue l'alphabet grec des autres modes d'écriture antiques c'est le fait qu'il fut d'abord le vecteur de la poésie et non du commerce ; la poésie fut ainsi le mode essentiel des échanges intellectuels, et surtout ceux nés de l'épopée écoutée et commentée dans les cités.
L'étude de l'épopée montre que la vie publique de la communauté, la polis, comprend la convocation de l'assemblée du peuple, les hommes du dèmos, sur l'agora ou au milieu du camp lorsque ce peuple est en campagne. À cette occasion on peut voir que les rôles sont clairement fixés. Le peuple est convoqué par le roi des rois, comme Agamemnon, l'anax, ou bien par le roi qui peut être, selon le contexte, le chef, le basileus. Le peuple s'assoit par terre et écoute les informations qui lui sont communiquées, opinions ou intentions du roi. Exceptionnellement il peut être convoqué par Achille, l'un des nobles, les  aristoï ou esthloi. La masse du peuple, laos, va réagir collectivement à ce qui lui est dit en approuvant ou désapprouvant par le bruit, les cris. Si l'un de ces hommes (Thersite, Iliade II, 216-266) prend la parole pour critiquer le roi, il emploie la dérision et des propos inconvenants, contraires à l'ordre, qui, même s'ils sont justifiés, ne peuvent être suivis. Ces propos vont amener un rappel à l'ordre de la part d'un noble (Ulysse, en l'occurrence) qui n'hésite pas à frapper et à humilier cet « homme de peu », kakoi, en lui rappelant sa condition inférieure.

### Colonies

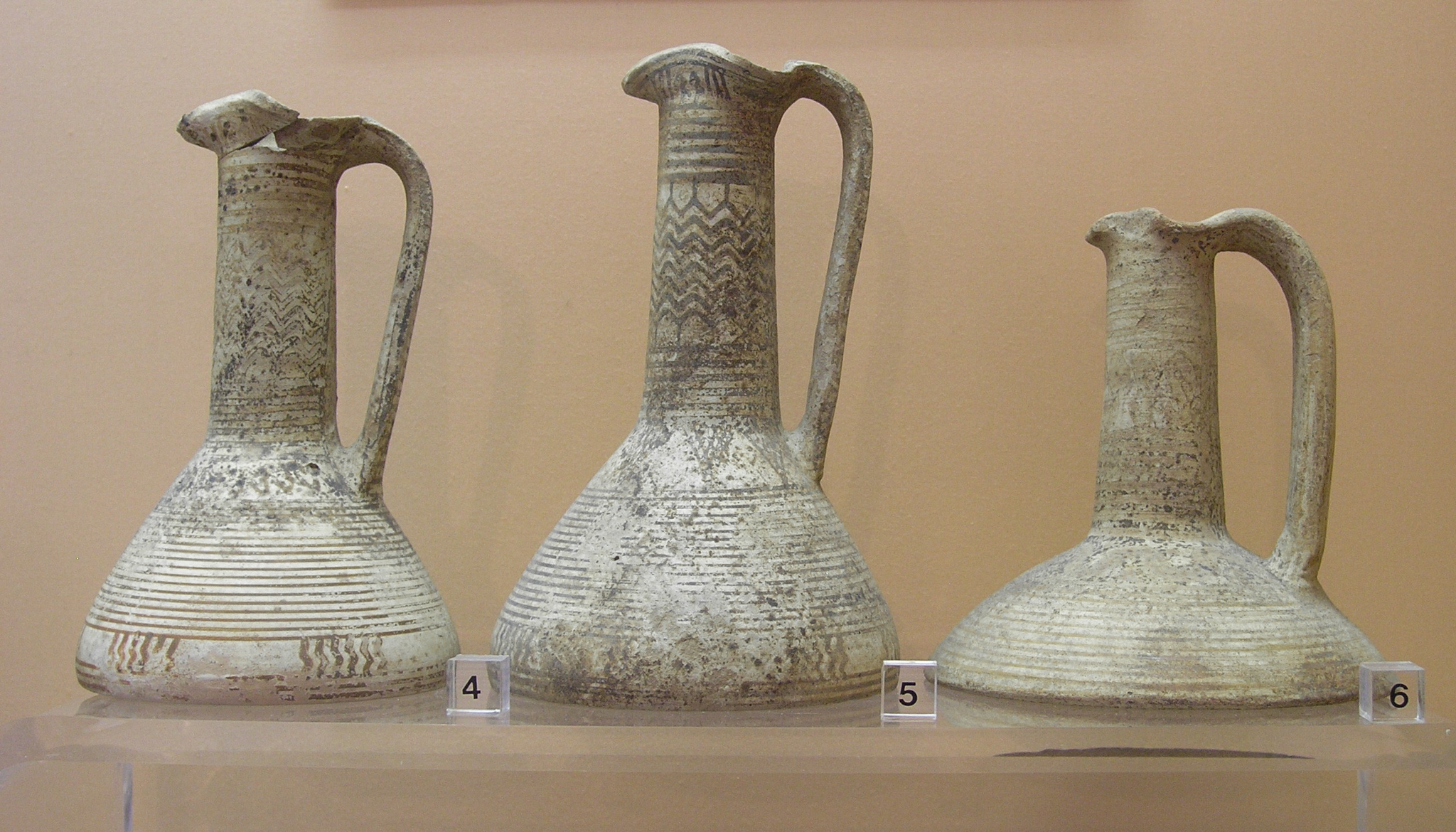
Trois œnochoes coniques produites à Pithécusses, d'une tombe d'enfant. Protocorinthien, réplique locale du type corinthien, 725-700. Musée arch. de Pithécusses

Le projet urbain en Occident naît à cette époque avec partage des terres, élaboration de pratiques et de normes communes. La population de l'île d'Eubée, à Chalcis et Érétrie, est en pleine expansion vers l'Occident au géométrique, à partir de 775. Ces nouveaux habitants fondent leur plus ancienne installation dans le golfe de Naples, sur l'île de Pithécusses (actuelle Ischia) entre 770 et 750, avec environ 1 000/2 000 hectares cultivables. L'aire de nécropole a révélé 2 000 sépultures. On y a trouvé quelques armes et outils, mais surtout de nombreux vases à boire (d'Eubée, Corinthe, Rhodes). Ce n'est qu'à partir de la fin du VIIIe siècle que l'on rencontre des récipients à onguents (lécythes, aryballes) et des amulettes d'origine orientale ou égyptienne. Dans un quartier d'habitations se trouvent des activités métallurgiques datant de notre période. Les offrandes votives y apparaissent au milieu du VIIIe siècle. Des éléments d'architecture, en terre cuite, indiquent un lieu de culte au moins à partir du VIIe siècle. Toujours dans le golfe de Naples, ils fondent Cumes, semble-t-il à la même époque, et la désignent - c'est la première fois - comme apoikia, une cité fondée outremer. Deux groupes sous la direction d'un seul chef donnent le modèle à ce type d'expédition par la suite. D'autres sites sont fondés à cette époque, Mégara Hyblaea, sur la côte orientale de la Sicile, en 734 par les Mégariens et Syracuse en 733 par les Corinthiens. Les contacts avec les indigènes amènent les uns comme les autres à s'inspirer de formes ou procédés empruntés à l'autre, comme le montre l'exemple des Iapyges.